# Babilonia (regione storica)
La Babilonia (dal greco antico: Βαβυλωνία?; in accadico Mât Akkadî), talvolta Babilonide, è una regione storica del Vicino Oriente antico, che prende il nome dal suo centro più prestigioso, Babilonia. Erano detti "Babilonesi" (běnē bābœl, "figli di Babilonia") solo gli abitanti della capitale.
I signori della città riuscirono, agli inizi del XIX secolo a.C., a istituire un regno: inizialmente la città-stato controllava solo i propri dintorni, ma nel tempo riuscì a diventare la più importante delle città amorree, fino a superare il sistema delle città-stato sumere, che finiranno per rappresentare solo sedi provinciali di un potere unitario, centrato su Babilonia. Fu in quella fase che si formò l'idea di un "Paese di Babilonia" (o "la Babilonia"), che comprendeva in sé le antiche regioni di Sumer e Akkad.
L'uso di chiamare la regione con il nome della città si affermò però solo nelle età achemenide e poi ellenistica, e comunque come esonimo. Dall'epoca del più importante re amorreo, Hammurabi (1792-1750 a.C.), l'area veniva infatti indicata in accadico come mât Akkadî, cioè "il paese degli Accadi", con un deliberato arcaismo, che si riferiva al glorioso precedente dell'Impero di Akkad, mentre "re di Sumer e Akkad" fu il titolo normalmente vantato dai re babilonesi, con riferimento ai due paesi il cui confine era all'altezza della città di Nippur. 
In epoca cassita (XVI-XII sec. a.C.), i re del Vicino Oriente si riferivano ai re babilonesi come "re di Karduniash", un termine forse cassita in origine.
Allo scopo di definire una propria cronologia, l'elenco dei sovrani babilonesi fu tramandato fin dai tempi antichi da scribi assiri e babilonesi in manoscritti (cuneiforme su tavoletta), giuntici in forma frammentaria; tali testi hanno preservato per secoli la memoria di quella straordinaria storia e oggi formano la Lista reale babilonese.

## Confini e cronologia

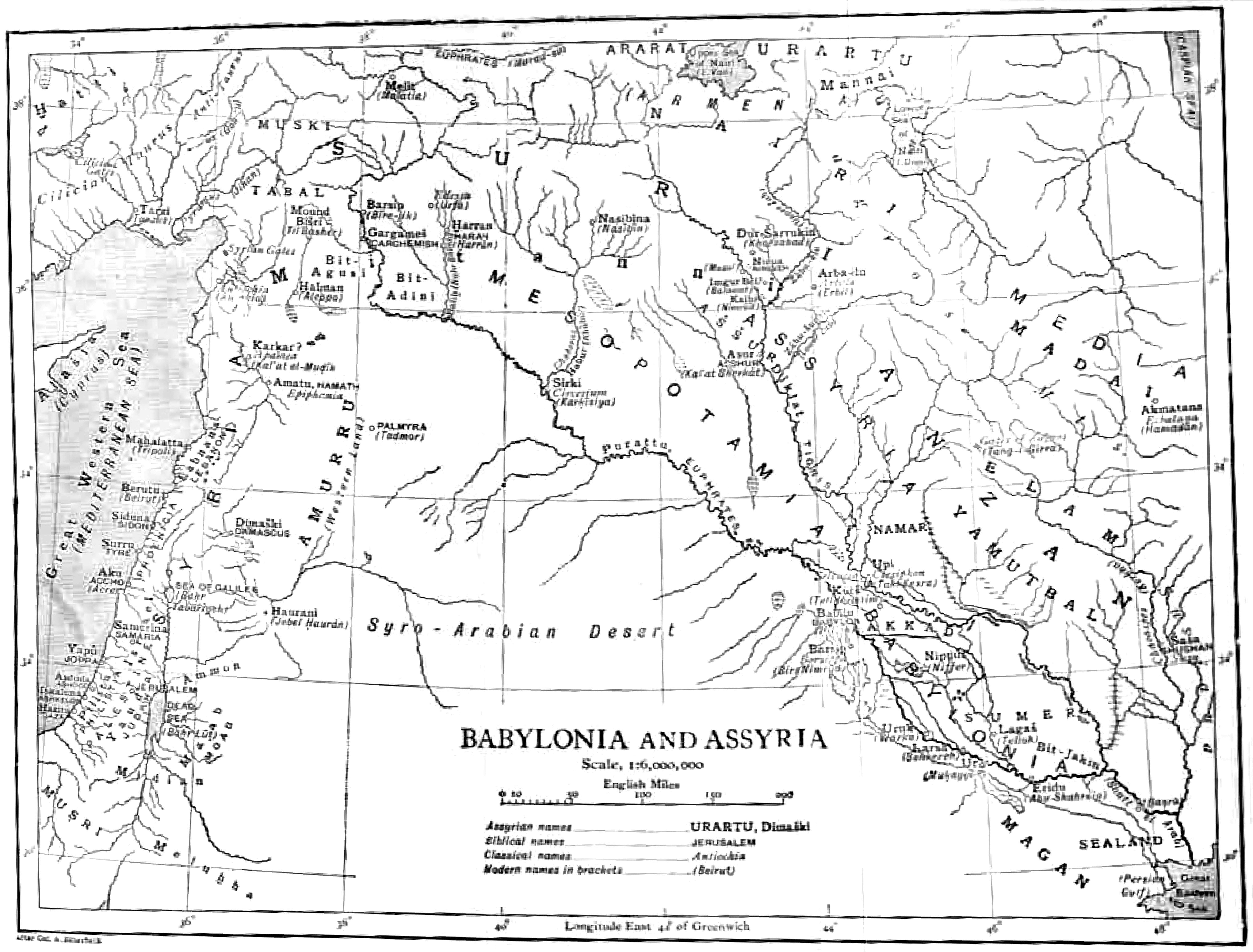
Babilonia e Assiria nell'Età del ferro (da Myths of Babylonia and Assyria di Donald Alexander Mackenzie, 1915)

La Babilonia era situata in Mesopotamia, nella vasta e fertile pianura alluvionale tra i fiumi Tigri ed Eufrate. L'area originariamente era, come tutta la Mesopotamia, sotto il controllo di diverse città-stato sumere (e sumera fu la prima civiltà storica della Mesopotamia). Le origini del potere della città di Babilonia vanno individuate nel formarsi nell'area di un'unità etnico-linguistica amorrea (quindi semita-occidentale): la definizione della regione avvenne innanzitutto con l'opera unificatrice del sesto re della sua prima dinastia (detta Prima dinastia babilonese o "dinastia amorrea"), Hammurabi.
Originariamente centrata soprattutto sull'Eufrate (come del resto la sua storica capitale), con le conquiste di Hammurabi la Babilonia estese i suoi confini ai domini di Eshnunna e Larsa, e fino al Mare Inferiore (Golfo Persico). A sud-est confinava con l'Elam, mentre a nord la linea di frontiera era localizzata poco al di sopra dell'odierna Baghdad, anche se per qualche tempo le città del futuro Regno di Hana sul medio Eufrate (Mari e Terqa) ne fecero parte. L'unificazione operata da Hammurabi riguarderà concretamente solo il territorio già oggetto di unificazione con la III dinastia di Ur, il cosiddetto "paese interno" (cioè Sumer e Akkad).
La storia della Babilonia abbraccia un periodo che va dalla fine del XXI secolo a.C. al I o II secolo d.C., quindi più di duemila anni. Fino al XVII secolo a.C., nel cosiddetto Periodo paleo-babilonese, diverse città-stato amorree (in particolare, Isin, Larsa, Eshnunna, Mari e la stessa città di Babilonia) combatterono per affermare la propria egemonia in Mesopotamia. Tra la fine del XIX secolo e la fine del XVI secolo a.C. si affermò la I dinastia babilonese.
Il Periodo medio-babilonese vede i Cassiti al potere a Babilonia tra il XV e il XII secolo a.C. In questa fase, la Babilonia era al centro di un sistema regionale di potere che comprendeva tra gli altri protagonisti il Regno medio-elamico, il Regno medio-assiro (principale avversario di Babilonia), il Regno di Mitanni, il Nuovo Regno ittita e il Nuovo Regno egizio. Segue in Babilonia la II dinastia di Isin (XII-XI secolo a.C.).
Tra il X secolo e la metà del VII secolo a.C. si sviluppa un primo periodo "neo-babilonese", in cui la scena politica è dominata da Caldei e Aramei a scapito del potere centrale. Dalla metà dell'VIII secolo a.C., gli Assiri del Nuovo Regno aprono una fase di intervento e occupazione diretta della Babilonia, che durerà fino alla seconda metà del VII secolo a.C. Nel 689 a.C., il re assiro Sennacherib distrugge la città di Babilonia, poi ricostruita dai successori di Sennacherib, Esarhaddon e Assurbanipal.
Con il 625 si apre il Periodo neo-babilonese pieno: i re babilonesi Nabopolassar e Nabucodonosor II contribuiscono al crollo del Nuovo Regno assiro. L'ultimo re babilonese di questa fase è Nabonedo, sconfitto dal persiano Ciro (539). Tra il 539 e il 331 a.C., la Babilonia prospera sotto i Persiani, mentre la scrittura cuneiforme e l'accadico babilonese vengono progressivamente scalzati dalla scrittura alfabetica e dall'aramaico.
Tra il 330 e il 129 a.C., la Babilonia è dominata dai Seleucidi. La cultura babilonese lentamente scompare, sempre più confinata all'ambito dei soli santuari.
A partire dal 129 a.C., la Babilonia è sotto il dominio della dinastia partica degli Arsacidi: la cultura babilonese scompare intorno al I o II secolo d.C.

## La Mesopotamia prebabilonese e l'età paleo-babilonese

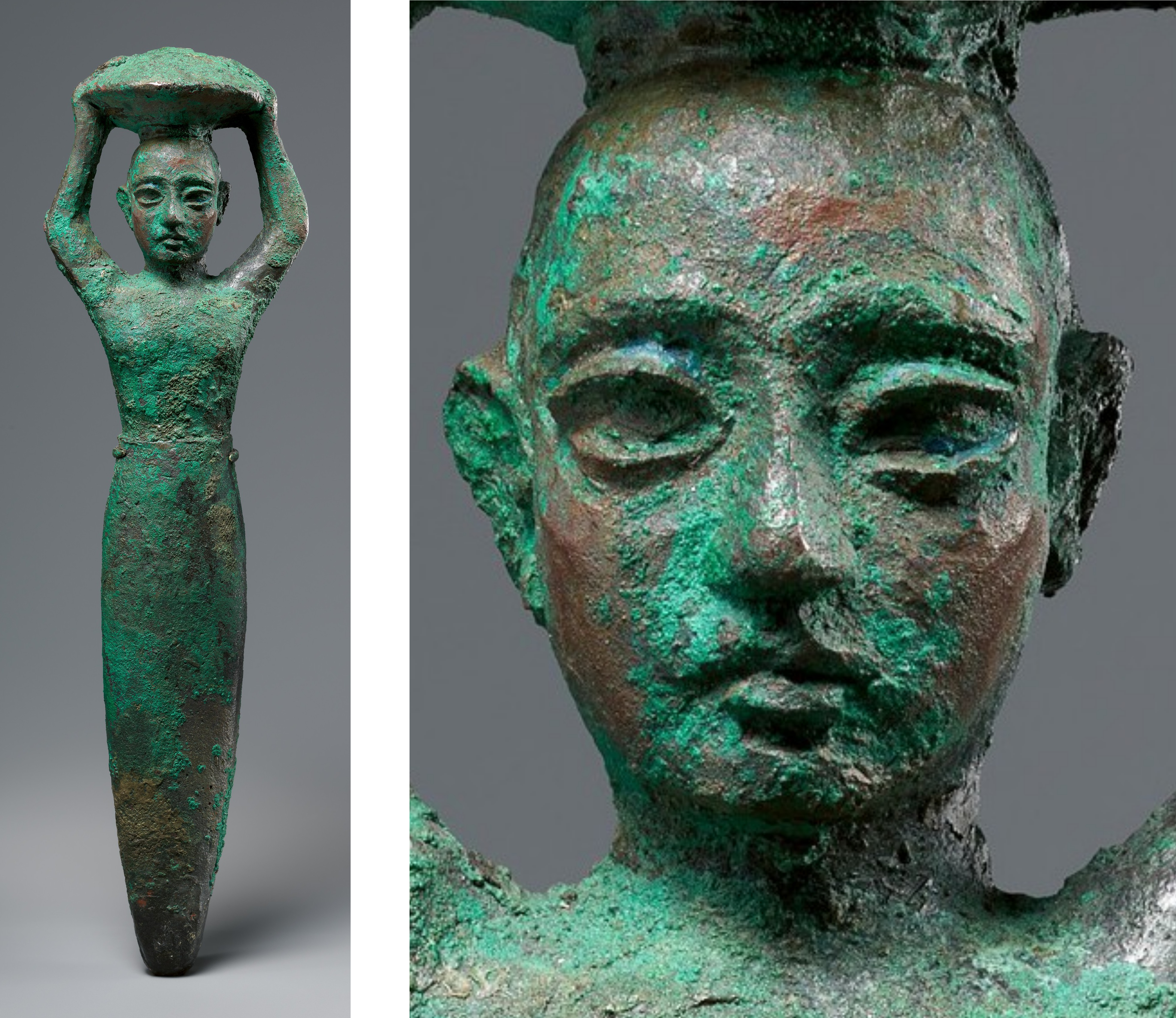
Il re Shulgi (figlio del fondatore di Ur III, Ur-Nammu) raffigurato in un chiodo di fondazione

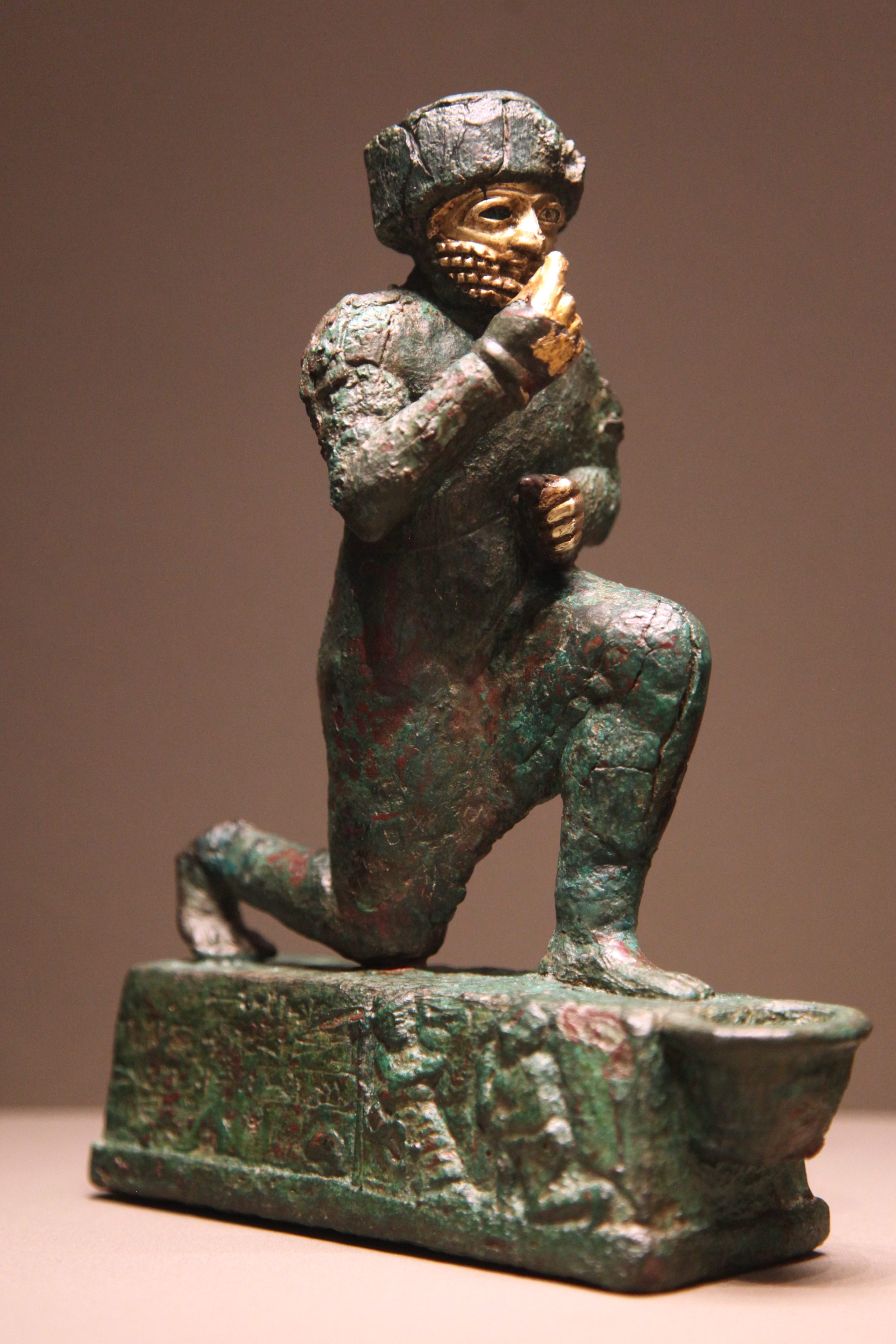
Il cosiddetto Adoratore di Larsa, statuetta dedicata al dio Martu da un cittadino di Larsa per la salvezza del re Hammurabi (Museo del Louvre, Parigi)

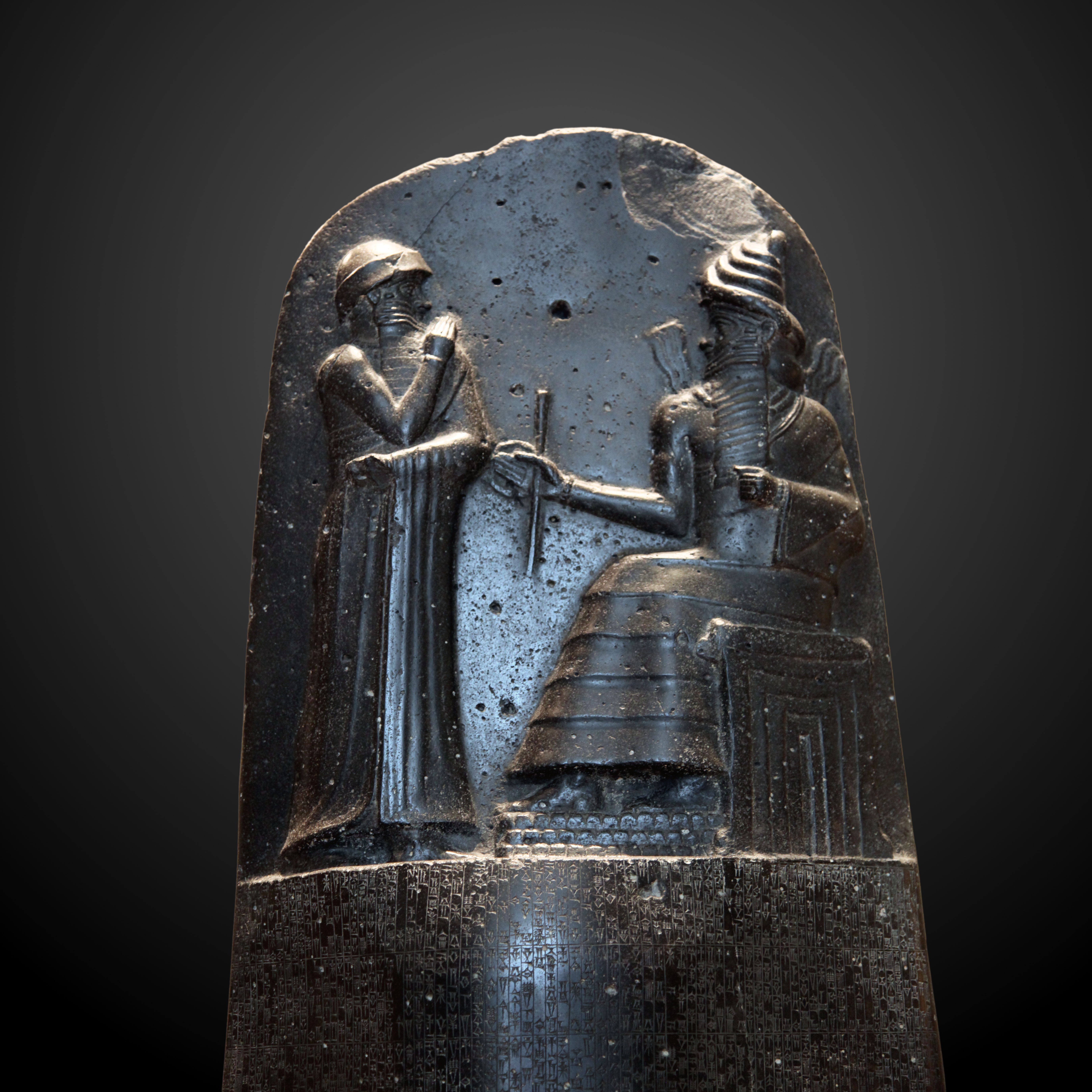
Parte superiore della stele che riporta il Codice di Hammurabi

Le prime notizie propriamente storiche dell'area della futura regione babilonese risalgono al Periodo Protodinastico (2900-2350 a.C.). Allo stesso periodo risalirebbe una possibile traccia dell'esistenza della città di Babilonia: si tratta di un'iscrizione in lingua paleo-accadica su pietra calcarea, in cui si parla di un re di "Babbir".
Un nome di anno del re accadico Shar-kali-sharri fa riferimento alla costruzione di due templi a Babilonia. Questo nome di anno è la più antica menzione pervenutaci della città, nel testo indicata come KÁ.DINGIRki, che sarà poi una delle forme più comuni di scrittura del nome della città.
Si sa molto poco della città di Babilonia nel III millennio; essa appare invece con una buona frequenza nei documenti amministrativi della Terza dinastia di Ur (2112-2004 a.C.). A quei tempi essa era governata da un ensi e partecipava cospicuamente al sistema del bala, che prevedeva un servizio obbligatorio e periodico da parte delle diverse città, chiamate a sostenere economicamente la capitale con imposte.
Dopo il crollo della Terza dinastia di Ur, la città di Babilonia poté instaurare una dinastia autonoma, centrata sull'elemento amorreo e per questo indicata come dinastia amorrea (o I dinastia babilonese). Gli Amorrei erano una popolazione semita seminomade che si era affacciata nella piana alluvionale già nel III millennio a.C. e che nel II millennio riuscì, dopo aver fatto propria la cultura accadica, ad imporre sui troni delle città-stato mesopotamiche alcuni suoi capi-tribù.
Hammurabi, figura chiave per l'affermarsi della città nell'area, fu il sesto re della Dinastia amorrea. Prima di lui, Babilonia era un centro come altri, che controllava direttamente un territorio prossimo alle sue mura. In soli cinque anni, dal 1766 al 1761, Hammurabi unificò tutta la Mesopotamia meridionale. Gli sfuggì solo la Mesopotamia settentrionale, contro cui, nei successivi anni, organizzò due campagne, ma senza riuscire a stabilire un fermo controllo. A conclusione delle proprie imprese, Hammurabi poté fregiarsi del titolo di «Re che ha reso obbedienti le quattro parti del mondo».
Il cosiddetto Codice di Hammurabi non è di fatto esattamente un codice di leggi, quanto un'esaltazione del re come re di giustizia, che protegge le proprie genti. Del resto, nessuno dei molteplici documenti legali dell'epoca, tra cui in particolare le registrazioni di cause civili, fa riferimento alcuno al Codice di Hammurabi.
Il processo di unificazione operato da Hammurabi mostrò segni di debolezza già con il successore, il figlio Samsu-iluna, costretto a contenere rivolte che finiranno per restringere l'area effettivamente controllata da Babilonia. Nel "paese interno" cominciava peraltro la penetrazione di una popolazione montanara proveniente dagli Zagros, i Cassiti. È comunque in questo periodo che Babilonia si confermò unico centro politico dell'area, mentre il dio cittadino Marduk veniva elevato al colmo del pantheon babilonese.
La I dinastia di Babilonia, nell'arco dei 150 anni successivi alla morte di Hammurabi, riuscirà a difendere il nucleo del regno, perdendo in particolare il sud. In ultima analisi, dunque, l'unificazione operata da Hammurabi riguarderà concretamente solo il territorio già oggetto di unificazione con la Terza dinastia di Ur, il cosiddetto "paese interno", ma al contempo metterà fine in quell'area a qualsiasi velleità delle precedenti città-stato di rappresentare un potere autonomo. Fu in questa fase che si formò l'idea di un "Paese di Babilonia", che comprendeva in sé le antiche regioni di Sumer e Akkad.
La fine della I dinastia babilonese (e del cosiddetto periodo paleo-babilonese) non sopraggiunse come risultato della crisi interna, ma da un fattore esterno: gli Ittiti, un popolo indoeuropeo, presente in Anatolia almeno dal XVII secolo, si spinsero sulla Siria e fino alle coste palestinesi; il re ittita Muršili I abbatté il Regno di Yamkhad e nel 1595 a.C. conquistò Babilonia, distruggendola e sottraendo la statua del dio Marduk, essenziale per le funzioni di culto. Le fonti per gli anni successivi sono scarse e quando riappaiono, nel XV secolo, il panorama è cambiato del tutto.
All'inizio del XVI secolo a.C., tutto il Vicino Oriente piombò in una fase oscura, caratterizzata dall'arretramento delle aree urbanizzate fino a livelli che non si vedevano dal 3000 a.C. Ciò determinò anche il dissolversi del potere centrale e delle corti, e un assottigliarsi delle fonti documentali. Gli studiosi non sono in grado di attribuire una durata univoca a questa età oscura. Coloro che ravvisano maggiore continuità tra la prima e la seconda metà del II millennio a.C. tendono ad attribuirle una durata inferiore. Lo studioso belga Marc Van De Mieroop, ad esempio, stima un centinaio di anni.
Sia come sia, in questo iato si produssero modificazioni di grande momento per i secoli successivi, in particolare l'ascesa di due nuovi gruppi etnici, i Cassiti al sud e i Hurriti al nord. Di queste popolazioni si ha traccia già in precedenza, ma solo durante questa età oscura esse riuscirono ad ottenere preminenza politica.

## Età medio-babilonese

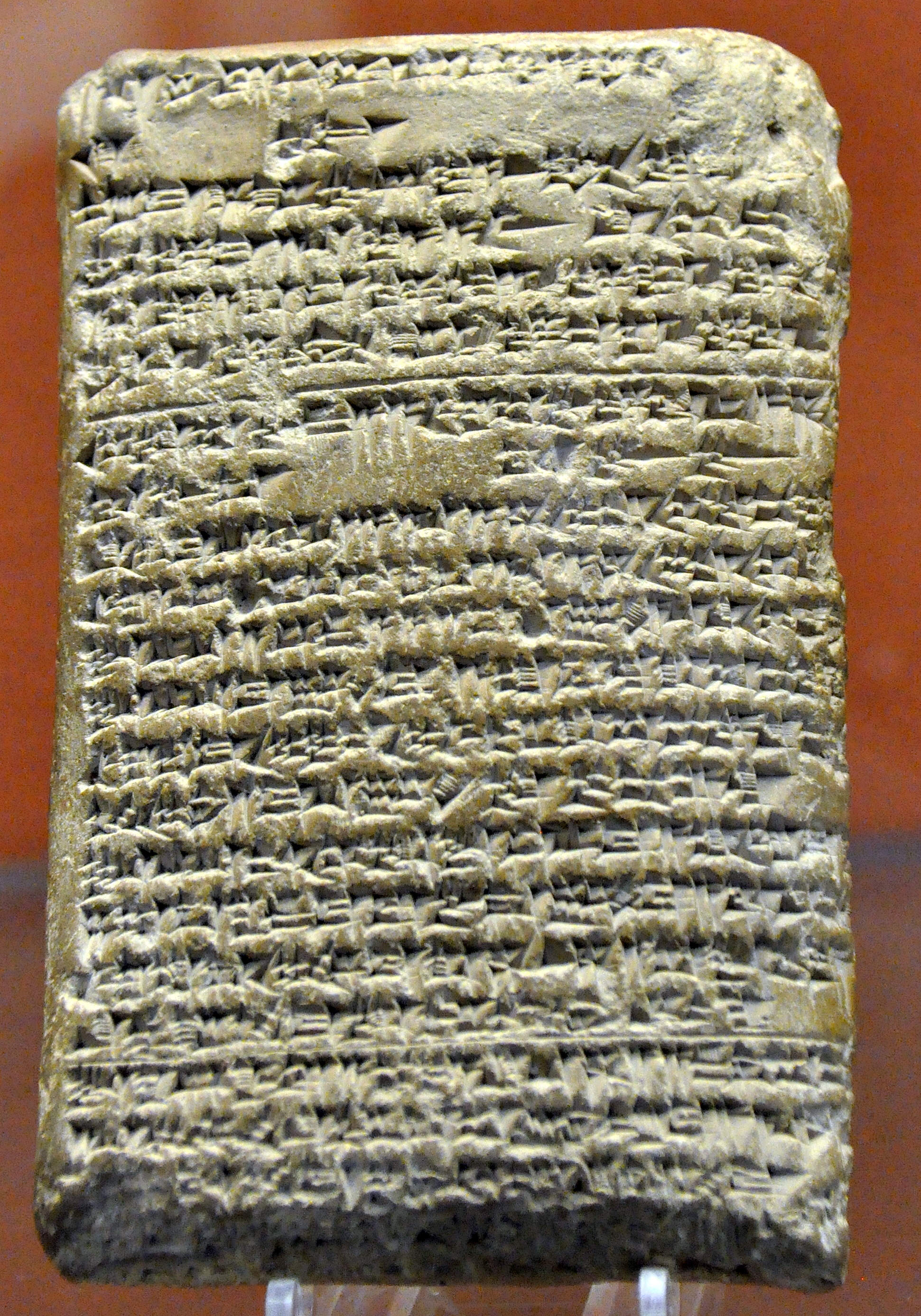
Lettera del re cassita Burna-Buriash II al re egizio Amenofi III (dalle Lettere di Amarna), XIV secolo a.C., conservata al British Museum

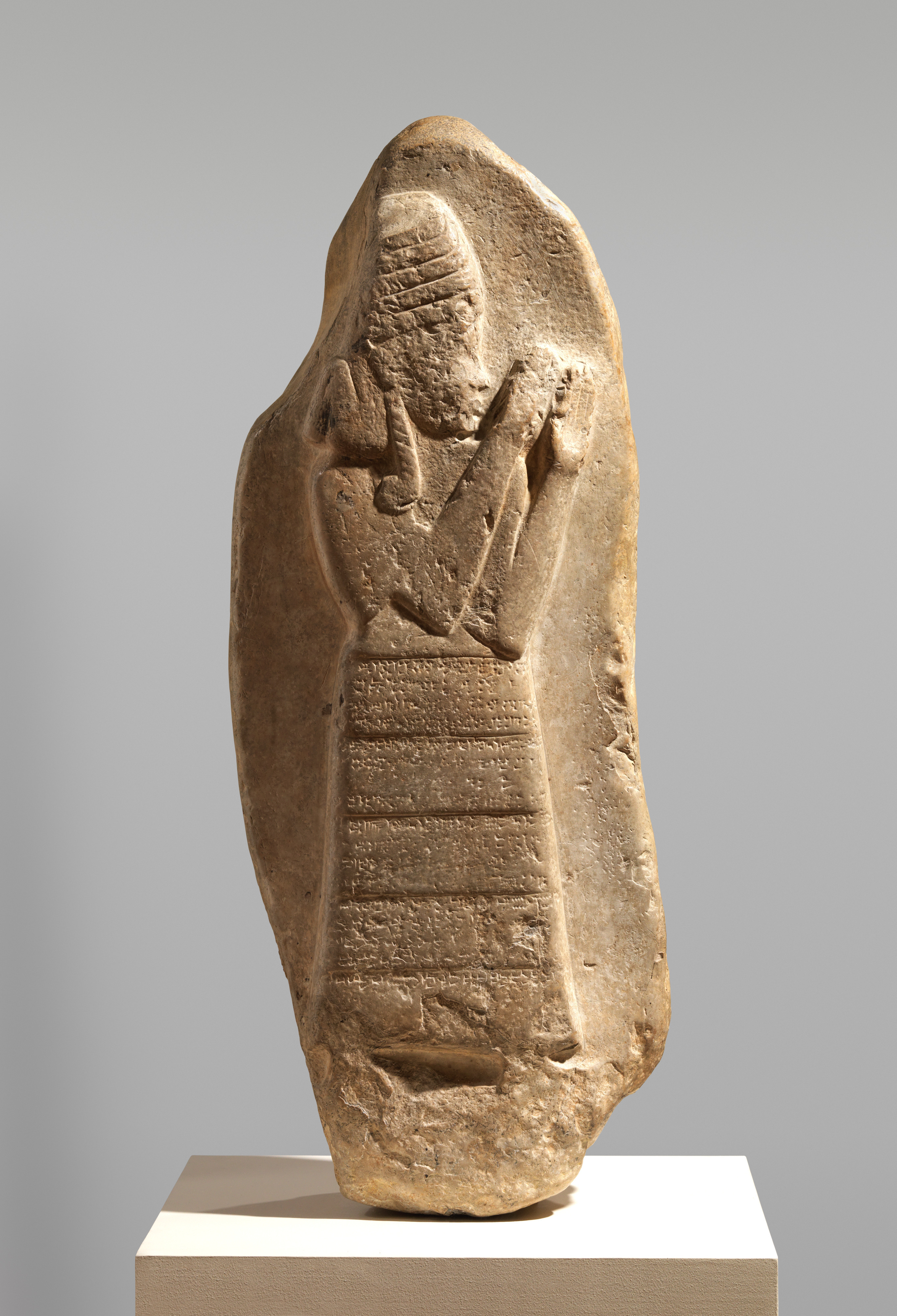
Stele cassita dedicata alla dea babilonese Lama. Un'iscrizione in sumero indica nel dedicante un ufficiale dal nome cassita, mentre il dedicatario è il re Nazi-Maruttash (1307-1282).

Con la Dinastia cassita si apre il cosiddetto periodo medio-babilonese. Nel complesso, il popolo cassita influenzò assai poco la Babilonia dal punto di vista culturale. Della lingua cassita rimangono poche tracce. Assai più significativo fu l'impatto sociale. I Cassiti erano organizzati in famiglie e tribù, e si riferivano alle tribù e ai popoli chiamandoli 'casa di (nome di persona)' (in accadico, Bit e il nome del capostipite reale o fittizio).
Non ci è noto il nome del re cassita che conquistò Babilonia né come i Cassiti si impossessarono del trono babilonese. In ogni caso, l'epoca formativa del regno cassita si colloca nel XVI e nel XV secolo a.C., periodo assai poco conosciuto. Sappiamo da fonte posteriore che, 24 anni dopo l'incursione di Muršili I, con la statua di Marduk sottratta e portata a Khana, un re cassita, Agum II, la riportò a Babilonia. Nello stesso periodo, i re Ulam-Buriash e Agum III assoggettarono il Paese del Mare. A questo punto, il regno babilonese si estendeva dalle zone di origine dei Cassiti fino a Babilonia e al Paese del Mare, e si imponeva come grande regno, tanto da relazionarsi con i re assiri, con cui i Cassiti logorarono il regno in interminabili contese di confine.
Kara-indash è il primo re cassita che conosciamo anche dalle sue stesse iscrizioni, databili alla fine del XV secolo a.C. Egli ebbe anche occasione di entrare in rapporti amichevoli con il faraone egizio, come riporta una delle Lettere di Amarna: si ebbero scambi di ambasciatori, matrimoni incrociati e scambi di doni (una forma educata di commercio tra regnanti). La montante potenza assira riuscì comunque a prendere il sopravvento: Ashur-uballit acquisì il controllo di Babilonia, imponendo sul trono babilonese Kurigalzu II (1332-1308). Negli anni seguenti, Babilonia cercò di sfuggire tanto alla pressione assira quanto a quella elamica. Kurigalzu II riuscì a sconfiggere gli Elamiti e nel XIII secolo Karduniash era ancora uno stato potente.
Tutto il periodo dalla metà del XIV secolo alla metà del XIII fu piuttosto stabile: il regno babilonese continuò a confrontarsi con l'Assiria e con l'Elam, mantenendo buoni rapporti (commerciali e matrimoniali) con gli Ittiti.
Il confronto con gli Assiri si concentrava sulla riva sinistra del Tigri e si decise solo nella seconda metà del XIII secolo: il re assiro Tukulti-Ninurta I conquistò Babilonia nel 1225, distruggendone le mura, saccheggiandone l'Esagila, il tempio urbano di Marduk, e "deportando" la statua del dio. A quanto pare, Tukulti-Ninurta regnò direttamente in Babilonia per qualche tempo, per poi intronizzare figure a lui gradite. Babilonia restò sotto il giogo assiro per sette anni, fino a quando il figlio di Kashtiliash IV, Adad-shuma-usur (1216-1187), non riconquistò l'indipendenza
Fatale e definitivo fu l'attacco del re elamico Shutruk-Nakhunte I (1158), che aveva sposato la figlia maggiore del re cassita Meli-Shipak (1186-1172). Shutruk-Nakhunte lasciò il figlio, Kutir-Nakhunte, a Babilonia, nel difficile ruolo di governatore. L'ultimo re cassita, Enlil-nadin-akhi, si confrontò con gli Elamiti per tre anni, mentre a Isin si costituì un nuovo regno indipendente. Alla morte di Shutruk-Nakhunte (forse fatto assassinare dal figlio), Kutir-Nakhunte pretese di ascendere al trono di Babilonia; la resistenza babilonese scatenò la sua feroce reazione: a Kutir-Nakhunte è attribuito un ulteriore furto della statua di Marduk (1155) e di quella di Inanna da Uruk. Il re elamico tornò a Susa per rilevare il trono, portando con sé lo sconfitto Enlil-nadin-akhi e lasciando a Babilonia un governatore. A Babilonia, a quel punto, si consolidò la II dinastia di Isin (1154-1026), il cui re più importante fu Nabucodonosor I (1125-1104); la sua maggiore impresa fu appunto la cacciata degli Elamiti dall'area mesopotamica. Nabucodonosor fu anzi capace di recuperare la statua di Marduk a Susa. Dopo questo episodio, l'Elam entrò in un'età oscura lunga tre secoli.

## La Seconda dinastia di Isin

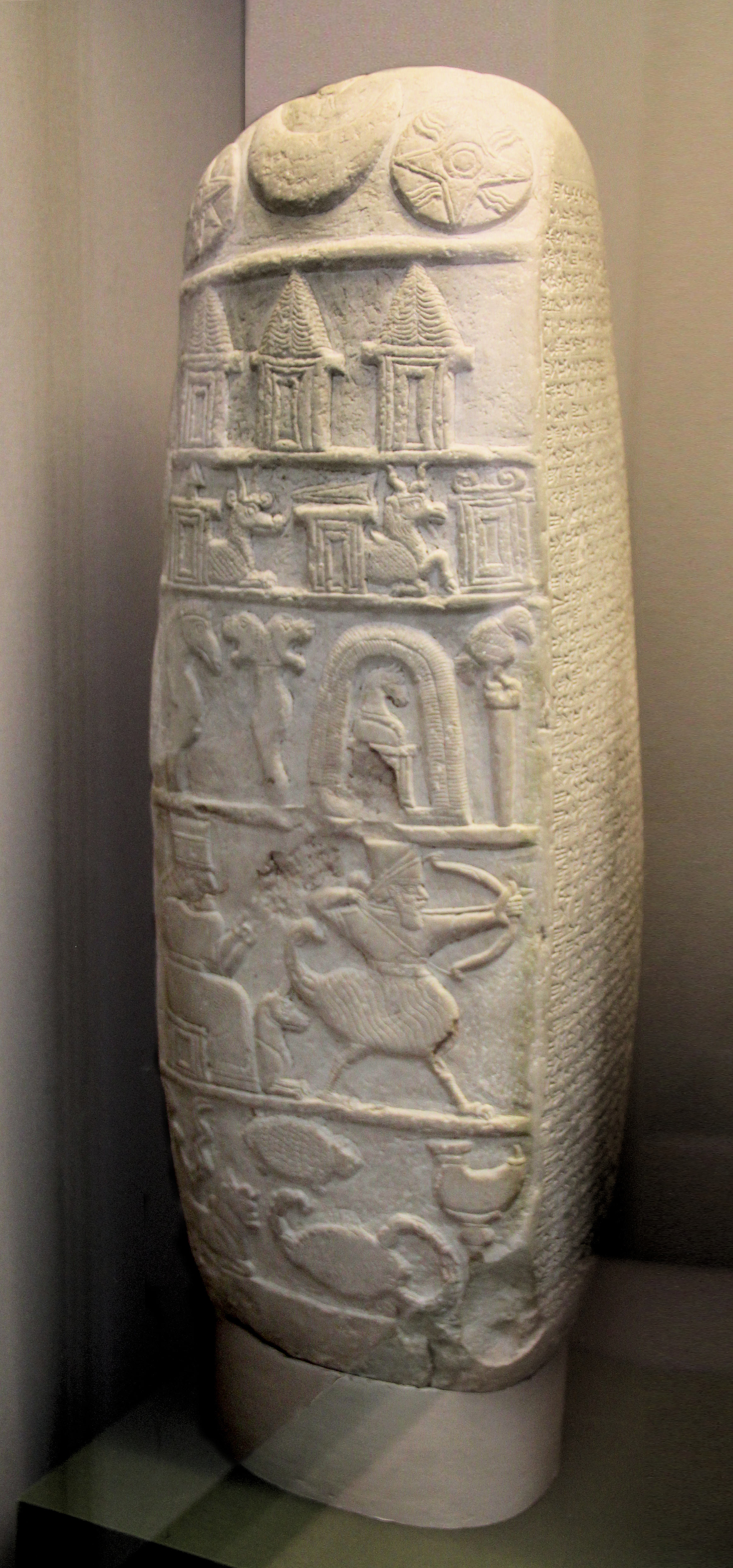
Kudurru di Nabucodonosor I, in cui il re attesta una donazione a Šitti-Marduk, capo dei suoi carristi (da Sippar, BM 90858)

Mentre la parte più occidentale del Vicino Oriente antico (Siria e Anatolia) era sconvolta dall'arrivo dei Popoli del Mare (1200), ad oriente continuava lo strenuo conflitto tra Babilonia e Assiria, con l'Elam intento ad approfittare del reciproco indebolirsi delle due potenze mesopotamiche. Alla Dinastia cassita succedette la Seconda dinastia di Isin (o Isin II), in un periodo in cui notevole era la progressiva infiltrazione di genti aramee.
Il re più importante della dinastia è Nabucodonosor I (1125-1104 a.C.). È forse al suo regno che risale il collocamento ufficiale di Marduk al vertice del pantheon mesopotamico, con la scrittura (o riscrittura) del poema Enūma eliš; analogamente, la città di Babilonia viene posta al centro dell'universo.
Come già accadeva nella Babilonia cassita, i re della Seconda dinastia di Isin erano soliti cedere in perpetuo, in cambio di servizi o come appoggio alle funzioni cultuali, consistenti appezzamenti di terra ai membri della propria famiglia, ai funzionari, ai sacerdoti, ai capi militari. Queste concessioni venivano registrate in stele, dette con termine accadico kudurru, nelle quali il re specificava l'ubicazione del terreno concesso e il beneficiario. Tali iscrizioni sui kudurru erano decorate con simboli divini. In alcuni casi, queste donazioni includevano il lavoro dei contadini che abitavano i terreni in questione o esenzioni fiscali.
La portata internazionale di Babilonia con Isin II appare inferiore rispetto ai tempi della Dinastia cassita. Dopo Nabucodonosor, la dinastia continuò stancamente per quasi tutto l'XI secolo, in un periodo di grande instabilità politica e declino generale, in cui l'incipiente penetrazione di popolazioni nomadiche semite (gli Aramei) rendeva sempre più difficile al potere centrale il controllo delle campagne.
Con il crollo delle relazioni diplomatiche mesopotamiche, determinato dall'avvento dei Popoli del Mare, il babilonese si avviò a perdere il proprio statuto di lingua veicolare internazionale. In Occidente si andava nel frattempo sviluppando la scrittura alfabetica e quando, solo diversi secoli dopo, con il regno neo-assiro, si renderà nuovamente necessaria una lingua veicolare per la diplomazia internazionale, questo ruolo sarà coperto dall'aramaico.

## Penetrazione semita in Babilonia: Caldei, Aramei e Arabi

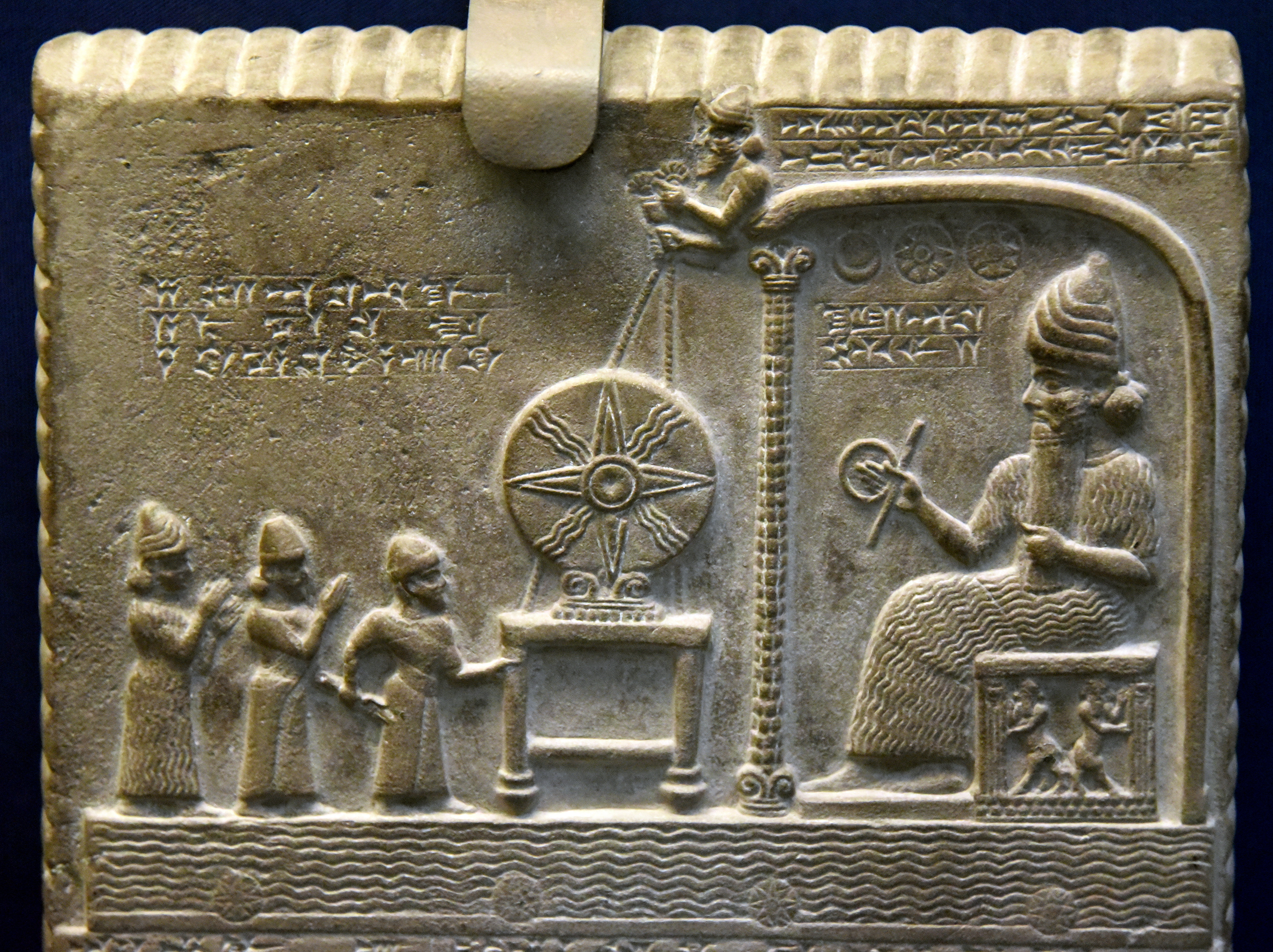
La cosiddetta Tavoletta del Dio-Sole (Shamash), un kudurru dei tempi di Nabu-apla-iddina (855 ca.)

Alla Seconda dinastia di Isin seguirono varie dinastie di cui sono noti quasi solo i nomi dei sovrani e le durate dei loro regni: la II dinastia del Paese del Mare, la Dinastia di Bazi, una dinastia elamica e infine la Dinastia di E (dove E starebbe per la città di Babilonia, quindi forse una dinastia locale), che insieme coprono il primo quarto del I millennio a.C. L'unico re notevole di questa fase è Nabonassar (Nabû-nāṣir, 747-734 a.C.), non a caso il solo che sia riuscito a trasmettere il trono al figlio. Tutto il periodo dall'anno 1000 al 626 a.C. fu assai complesso per Babilonia, sia per la frammentarietà politica, sia per il collasso delle infrastrutture agricole e la difficoltà di accesso alle rotte commerciali. Si tratta di una crisi che era già cominciata ai tempi di Isin II e che sarebbe durata fino ai tempi della conquista assira di Babilonia, verso la fine dell'VIII secolo a.C.
Caratteristica di questa fase è il continuo afflusso di tribù semitiche nell'area, con le difficoltà connesse alla questione della loro integrazione. Se, in generale, queste popolazioni furono interessate da fenomeni di acculturazione, essa fu diseguale e comunque non paragonabile a quella amorrea di mille anni prima.
Il gruppo più rilevante tra le tribù semitiche in ingresso in Mesopotamia era quello dei Caldei, stanziatisi nella Babilonia occidentale e meridionale (soprattutto lungo l'Eufrate e sul delta) a partire dal IX secolo. Erano organizzati in tre tribù principali: Bit-Amukani, Bit-Dakkuri e Bit-Jakin, una tripartizione che sarebbe rimasta importante anche nella loro storia più tarda. La più antica menzione dei Caldei (mat Kaldu) è del IX secolo e sta negli annali del re assiro Assurnasirpal II, che si vanta di averli sconfitti in battaglia. I loro antenati erano seminomadi o nomadi, ma i Caldei dell'epoca si erano nel tempo urbanizzati e vivevano quanto meno in villaggi se non nelle stesse città babilonesi. Sul delta, controllavano il commercio verso il Golfo Persico. La loro lingua ci è poco nota; forse erano semiti occidentali e si suppone parlassero aramaico, anche se le fonti antiche tendono a distinguerli sempre dagli Aramei. È stata ipotizzata una loro origine araba. Sia come sia, fino al VII secolo, i Caldei si integrarono assai poco nel tessuto statale babilonese, anche quando loro capi-tribù giunsero a sedere sul trono babilonese.
Altri gruppi semiti importanti in questo periodo sono gli Aramei e gli Arabi. Gli Aramei erano stanziati lungo il Tigri, nella Babilonia sud-orientale. Il loro peso politico era inferiore a quello dei Caldei perché tendevano meno ad abbracciare la vita di città. Le iscrizioni del re assiro Tiglath-pileser III (745-727) elencano trentasei diverse tribù aramee che egli avrebbe vinto nelle sue campagne babilonesi. Tra queste, le due più importanti, stanziate sul Tigri, erano i Puqudu, che abitavano soprattutto le rive del fiume Uqnu (da taluni identificato con il fiume Karkheh, un affluente del Tigri) e le zone paludose tra Elam e Babilonia, e i Gambulu, che invece erano stanziati nei pressi di Ur, sull'Uqnu e al confine elamico. Queste tribù ebbero un ruolo significativo nella storia babilonese anche nel VI secolo e un condottiero puqudu, Neriglissar, giunse a sedere sul trono di Babilonia nel 560 a.C. (o 559). L'impatto più significativo degli Aramei fu sul piano linguistico. L'aramaico nelle sue varie forme divenne nel tempo la lingua materna di una fetta sempre maggiore della popolazione. Nel frattempo, la scrittura alfabetica andava soppiantando la cuneiforme, che restava relegata ad usi cultuali, giuridici e amministrativi. L'aramaico era infatti scritto in un alfabeto derivato da quello fenicio.
Gli Arabi acquisirono un peso sempre maggiore in Babilonia lungo il corso del I millennio, soprattutto dopo la domesticazione del dromedario.
Di fronte a questa complessità etnica, il potere centrale spesso non era in grado di mantenere la continuità e l'integrità territoriale e amministrativa dello Stato, con alcune zone che erano de facto indipendenti. I rapporti tra abitanti di stirpe babilonese e nuovi arrivati semiti erano per lo più conflittuali, così come quelli tra le diverse città. Il Regno di Babilonia era insomma piuttosto debole in questa fase e di lì a poco avrebbe perso l'indipendenza per mano dei re assiri.

## La dinastia di E

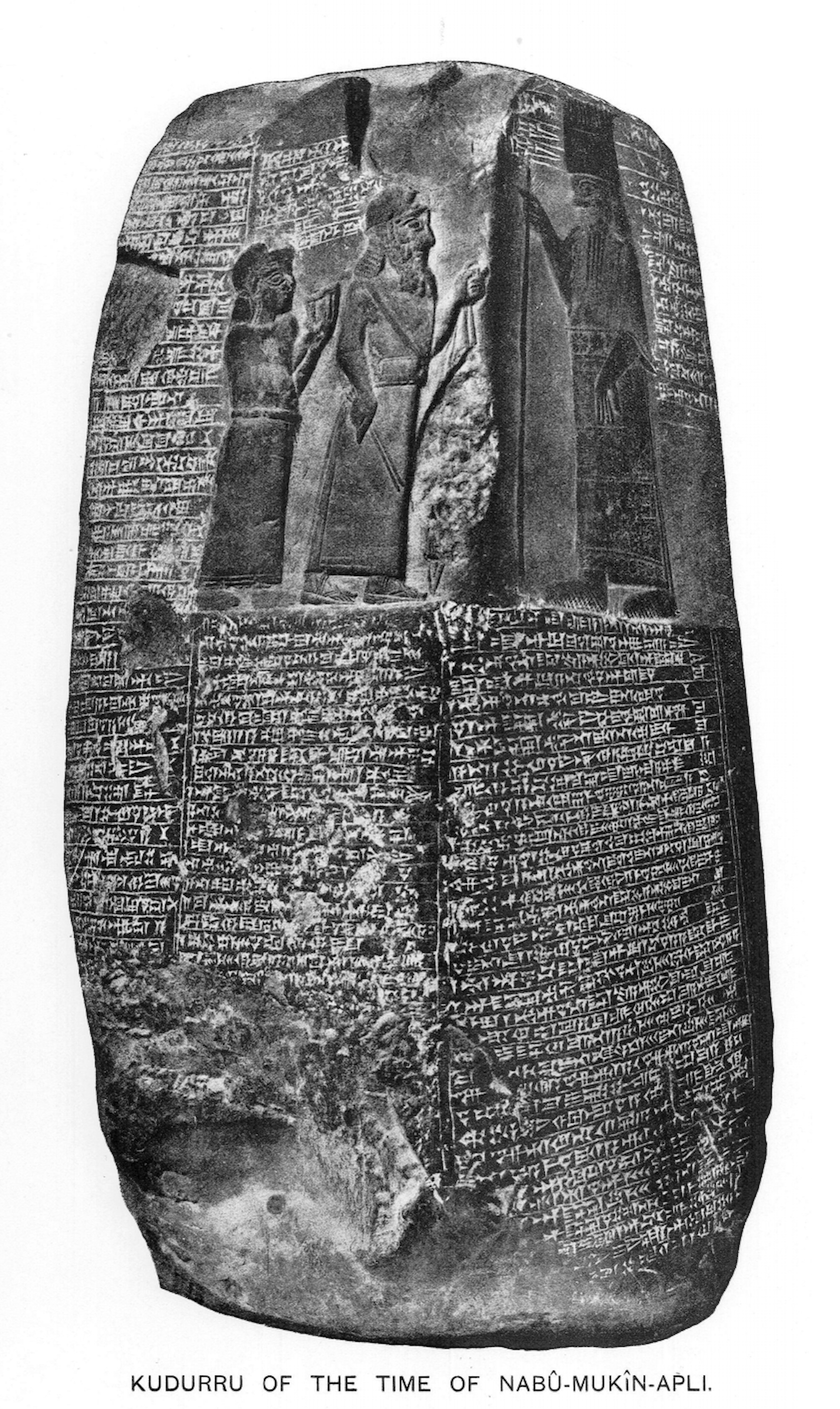
Kudurru dell'epoca di Nabu-mukin-apli (978-943), primo re della Dinastia di E

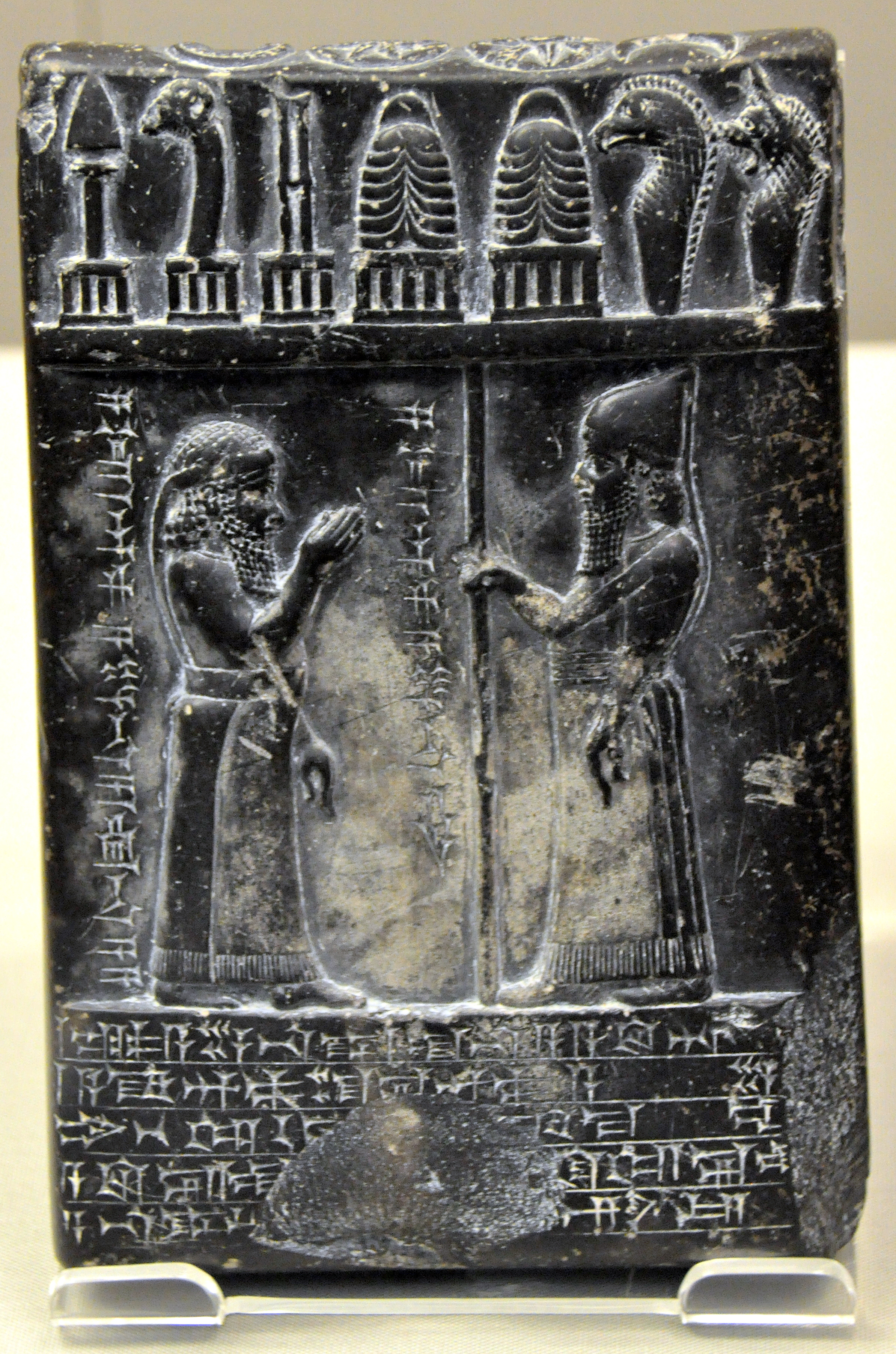
Kudurru in diorite di Nabu-apla-iddina (sesto re della Dinastia di E); la stele, a forma di tavoletta, è datata al ventesimo anno del re e conservata al British Museum (BM 90922).

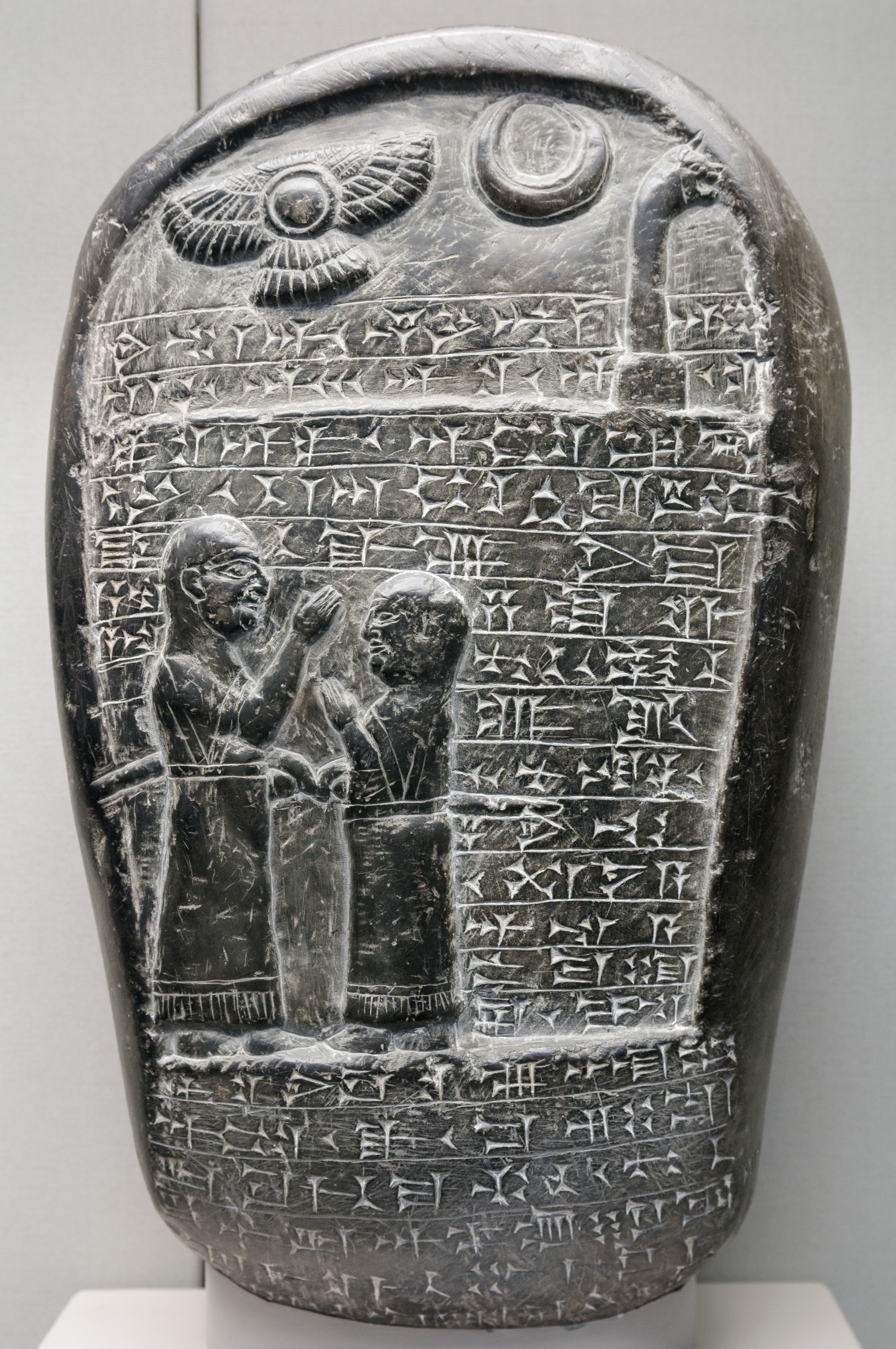
Kudurru di Adad-etir, dell'epoca del re Marduk-balassu-iqbi, ottavo re della Dinastia di E

Dopo tre brevi dinastie (la II dinastia del Paese del Mare, la Dinastia di Bazi e una dinastia elamica), la Lista reale A registra sul trono di Babilonia una Dinastia di E (probabilmente una dinastia locale). Solo la Lista reale A raccoglie i diversi re in questo unico palû (o 'gruppo dinastico'), mentre la Cronaca dinastica fa riferimento per lo stesso periodo a dinastie più brevi. Lo stato frammentario delle fonti non permette di capire meglio la natura di questo palû, in particolare quanto alle relazioni familiari tra i diversi re in successione e alla durata dei diversi regni. Tra i nomi dei re della Dinastia di E prevalgono teofori relativi a Nabu (sette casi) e a Marduk (cinque casi), il che contrasta con gli usi delle precedenti dinastie.
La Dinastia di E comincia nel 978 (così Liverani) o nel 974 a.C. (così Beaulieu).
La Cronaca 51 attesta una condizione difficile per la capitale, con la festa di Capodanno (Akītu) che fu più volte annullata, soprattutto per la costante minaccia aramea. Nei suoi annali, il re assiro Adad-nirari II (911-891) afferma di aver sconfitto il re di Karduniash Shamash-mudammiq (quarto re della Dinastia di E). La Storia sincronica riporta la morte di Shamash-mudammiq e l'accesso al trono del successore, Nabu-shuma-ukin I (chiamato erroneamente Nabu-shuma-ushkin). Questa fonte sostiene poi che il conflitto tra Assiria e Babilonia proseguì anche sotto Nabu-shuma-ukin e che, successivamente, le due parti giunsero a un accordo di pace, suggellato da matrimoni incrociati, che riportarono i confini allo stato precedente.
Con i successori di Nabu-shuma-ukin, il regno di Babilonia godette di una qualche stabilità. Salirono infatti al trono il figlio Nabu-apla-iddina, il nipote Marduk-zakir-shumi I e il pronipote Marduk-balassu-iqbi. Non si sa quando precisamente salì al trono Nabu-apla-iddina. Le sue relazioni con l'Assiria sembra siano state piuttosto pacifiche, anche se gli annali del re assiro Assurnasirpal II riportano di una campagna in Babilonia, racconto interessante anche perché conserva la prima menzione conosciuta della Caldea (mat Kaldu).
Sappiamo poi che nell'851 il re assiro Salmanassar III marciò su Babilonia per aiutare il re babilonese Marduk-zakir-shumi I a sedare una rivolta condotta dal fratello, Marduk-bel-usate. Salmanassar ebbe bisogno di due distinte campagne per sconfiggere i ribelli. A Kalhu è stato rintracciato un basamento di trono con un rilievo che ritrae Salmanassar e Marduk-zakir-shumi nell'atto di stringersi la mano. Si tratta di un unicum nell'arte assira, che mai riconosceva iconograficamente ad altri re lo stesso status del re assiro. L'intervento di Salmanassar non risultò però benefico per Babilonia e anzi contribuì alla sua frammentazione politica. La Caldea, agli occhi di Salmanassar, rappresentava sempre più un territorio indipendente dal trono babilonese, ancorché ad esso formalmente soggetto. Salmanassar aveva infatti finito per rapportarsi direttamente a piccoli re caldei indipendenti, che egli vedeva come tributari, tanto da organizzare un viaggio religioso per visitare i templi dell'area. Nonostante i rapporti tra l'Assiria e Marduk-zakir-shumi rimanessero cordiali fino alla fine del regno di quest'ultimo, è in questa fase che vanno individuate le premesse della successiva presa del potere assira a Babilonia. D'altra parte, il continuato impegno assiro in Babilonia lungo il IX secolo a.C. determinò un intensificarsi dell'influsso babilonese sulla religiosità assira. Il dio Nabu, ai tempi anche più popolare di Marduk, divenne popolare pure in Assiria, tanto che Adad-nirari III gli costruì un tempio ad Assur.
Gli ultimi anni di regno di Salmanassar III furono offuscati da una ribellione guidata dal figlio Ashr-da'in-aplu e durata dall'827 all'820. Solo nel terzo anno di regno di Shamshi-Adad V (altro figlio di Salmanassar) l'insurrezione venne sedata. A Ninive è stato rintracciato un trattato tra Shamshi-Adad e Marduk-zakir-shumi. Pur essendo mal conservato, si suppone risalga ai primi anni della ribellione, dato che non attribuisce a Shamshi-Adad il titolo regale. Sia come sia, il trattato non deve aver soddisfatto le parti e sembra, in particolare, che i suoi termini pendessero a favore dei Babilonesi (anche in ragione della minore forza del regno assiro in questa fase). Quando Shamshi-Adad fu padrone della situazione in patria, attaccò la Babilonia e catturò Marduk-balassu-iqbi (succeduto nel frattempo al padre Marduk-zakir-shumi), deportandolo a Ninive insieme alle statue degli dèi. Stessa sorte toccò poi a Baba‐aha‐iddina, successore di Marduk-balassu-iqbi. Il trono di Babilonia rimase probabilmente vacante per almeno quattro anni: la Cronaca 47 riferisce che «non c'era re nel Paese».
In questo periodo di interregno, i principi caldei affermarono sempre più la propria indipendenza. Quanto agli Assiri, Adad-Nirari III, in un'iscrizione trovata a Kalhu, dichiara che i re di Caldea erano divenuti suoi vassalli e che gli pagavano tasse e tributi. Nella stessa iscrizione riferisce inoltre di aver ricevuto i resti del cibo rituale offerto agli dèi Bel, Nabu e Nergal; questa era prerogativa di re, per cui, almeno nominalmente, Adad-Nirari III doveva considerarsi re anche a Babilonia. L'Assiria non poté però approfittare interamente della situazione, essendo entrata in un periodo di crisi. La Storia sincronica, redatta proprio in quel periodo, si conclude riportando la notizia secondo cui Adad-Nirari III concesse ai cittadini babilonesi deportati di ritornare in patria, garantendo loro anche razioni di cibo e vari privilegi.
Il regno babilonese riuscì a risollevarsi, ponendo fine all'interregno, sempre più nel segno delle tribù caldee. La Lista reale 14 menziona per questa fase tre sovrani, di cui l'ultimo, Marduk‐apla‐usur, è indicato dalla Cronaca dinastica come l'unico rappresentante di un palê Kaldi. Ciò fa supporre che Marduk‐apla‐usur possa essere stato il primo re caldeo sul trono di Babilonia. Dopo Marduk‐apla‐usur, la Cronaca dinastica colloca Eriba-Marduk come solo rappresentante di un palê Tamti ('Dinastia del Paese del Mare', la terza nella storia di Babilonia). Sul Paese del Mare gravitava la tribù caldea di Bit-Yakin. La Cronaca 47 riporta le vittorie di Eriba-Marduk sugli Aramei: il re babilonese avrebbe restituito ai cittadini di Babilonia e di Borsippa i campi agricoli intorno alle due città. Da un recente iscrizione del sovrano sappiamo che Eriba-Marduk recava i titoli di "re di Babilonia" e di "re giusto". Stando al re assiro Esarhaddon, Eriba-Marduk avrebbe anche restaurato l'E-hili-anna, santuario della dea Nanaya a Uruk.
Il clima fortemente conflittuale tra le varie popolazioni cittadine e tra queste e Aramei e Caldei che infestavano le campagne prosegue con Nabu‐shuma‐ishkun, successore di Eriba-Marduk e unico rappresentante, stando alla Cronaca dinastica, di un mat Kaldi ('Dinastia caldea'). I disordini coinvolgevano anche la città di Borsippa; essendo questa assai vicina alla capitale, va presunta una incapacità del potere centrale di mantenere l'ordine nel regno. La Cronaca 19 riporta che nel quinto e nel sesto anno di regno di Nabu‐shuma‐ishkun la statua del dio Nabu non poté partecipare ai festeggiamenti dell'Akītu a Babilonia. Nabu‐shuma‐ishkun fu poi oggetto di una vera e propria damnatio memoriae, caso pressoché unico in tutta la storia babilonese: gli si attribuivano gravissime scorrettezze rituali, perpetrate in particolare a Borsippa.

### Nabonassar
Nabonassar (Nabu-nasir), al potere tra il 747 e il 734 a.C., è il re più importante della Dinastia di E. Con lui inizia il Canone tolemaico. Non sembrano esserci collegamenti tra lui e i Caldei, e in genere si presume fosse un re locale, benché non siano note le circostanze che lo condussero al potere. La Cronaca dinastica è spezzata in questo punto e non ne conserva il nome, ma rinvia ad un cambio dinastico dopo Nabu‐shuma‐ishkun.
La fonte principale per Nabonassar e i suoi due successori è rappresentata dalla Cronaca 16, che, in particolare, registra l'accesso al trono assiro di Tiglath-pileser III (745-727) nel terzo anno del re babilonese. Di lì a breve, il re assiro avrebbe invaso la Mesopotamia settentrionale. Gli annali di Tiglath-pileser III, iscritti nelle mura del palazzo di Kalhu, descrivono la campagna come un'operazione orientata a soggiogare gli Aramei più che Babilonia. Il re assiro lasciò che Nabonassar regnasse sul basso Eufrate, area che sembra peraltro poco incline a riconoscere l'autorità del re babilonese. La Cronaca 16 dice anzi che Borsippa si ribellò al re (ma la data di questo evento è sconosciuta). In qualche modo, Nabonassar fu in grado di passare il trono al figlio, indicato dalla Cronaca 16 come Nadin. La Lista reale A fornisce il nome completo del figlio di Nabu-nasir, Nabu-nadin-zeri (Nadios nel Canone tolemaico).
Già le fonti antiche riconoscevano nel regno di Nabonassar un momento cardinale nella storia babilonese, soprattutto in relazione alla scienza astronomica. A partire dal suo regno, infatti, le osservazioni astronomiche furono registrate sistematicamente. Tolomeo ebbe accesso a registrazioni di eclissi in Babilonia effettuate a partire dal primo anno di Nabonassar, che comprendevano l'identificazione dei cicli di saros.

## Dominazione assira
Con il regno di Tiglath-pileser III si apre la fase imperiale neo-assira, le cui basi erano state poste dai re Assurnasirpal II e Salmanassar III. Uno dei problemi più rilevanti per l'Assiria era quello relativo al regno di Babilonia. L'esistenza di un regno indipendente era certamente un pericolo, posto com'era al confine meridionale. D'altra parte, per varie ragioni gli Assiri sentivano di non poter regolare la Babilonia al pari di altri regni nemici, come l'Elam, Urartu o l'Egitto. Ciò forse in ragione della profonda influenza che la Babilonia aveva sempre avuto sull'Assiria sul piano culturale e religioso. A rendere ancora più complessa la materia, la Babilonia era in quel periodo caratterizzata da una forte frammentazione politica, con le città come isole di cultura urbana attorniate da campagne dominate dall'elemento tribale, mentre l'estremo sud, coperto com'era dalle paludi, sfuggiva alle consuete tattiche militari e forniva rifugio ai ribelli caldei, che ambivano quanto gli Assiri al trono babilonese.

### Tiglath-pileser III re di Babilonia

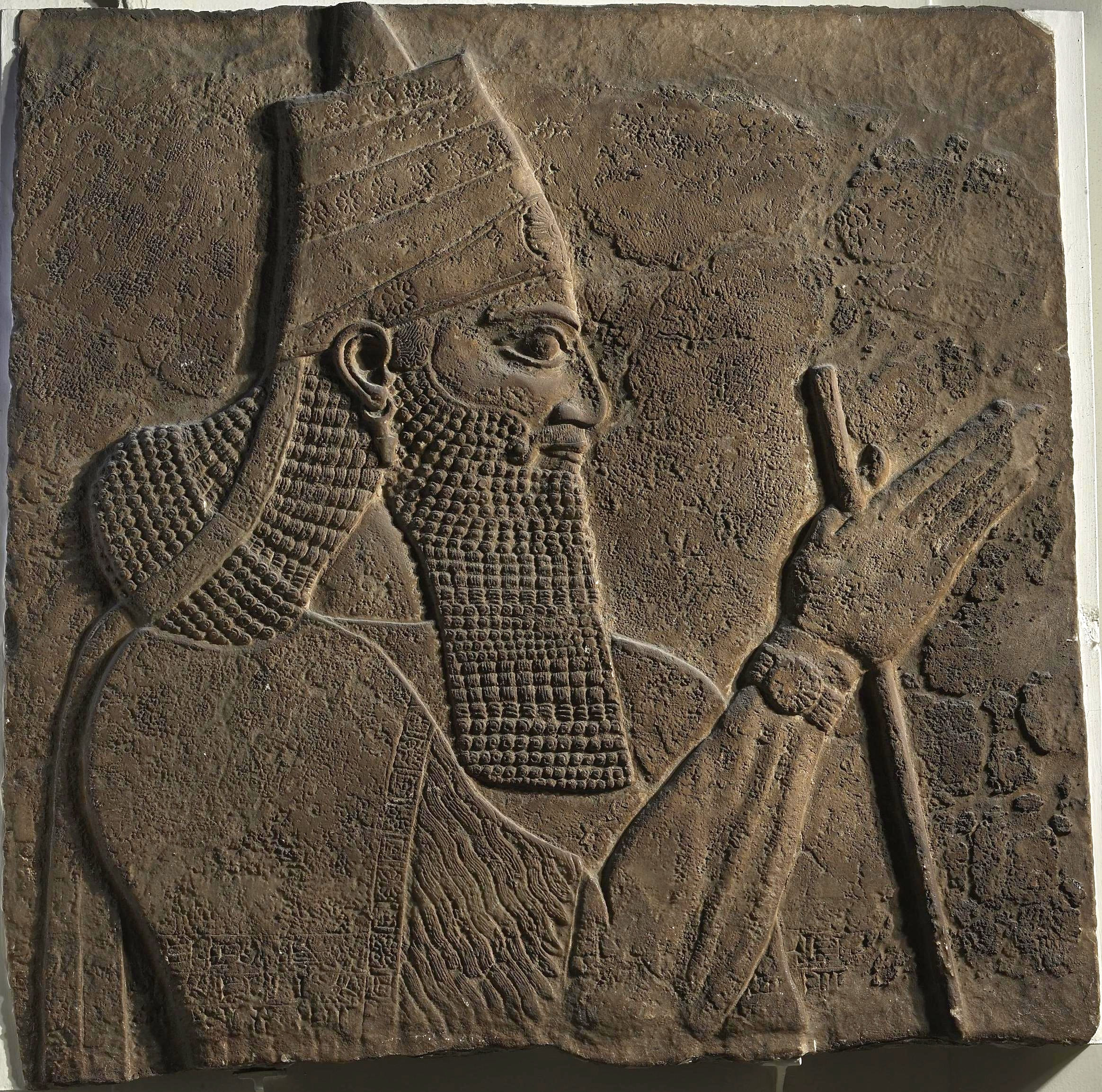
Tiglath-pileser III (744-727) fu il primo re assiro riconosciuto re di Babilonia (dal 728 al 727) dalla tradizione cronografica

La Lista reale A pone in un unico gruppo (privo di nome) i re che regnarono a Babilonia tra il 731 e il 626. Gli storiografi moderni indicano questo gruppo come IX dinastia di Babilonia. La disomogeneità di questo gruppo è evidenziata dalla stessa Lista reale A, che accompagna il proprio testo con annotazioni integrative per tutti i re fino al sacco di Babilonia operato dal re assiro Sennacherib nel 689. Queste annotazioni sono introdotte dal termine palû ('dinastia') o dal termine sabu ('esercito') oppure ancora dall'espressione "figlio di". Tra i palû, appaiono anche dinastie già presenti nel canone babilonese, come il palû di E e il palû del Paese del Mare.
Anche il Canone tolemaico dà informazioni su questo periodo: esso, infatti, comincia la propria cronografia con il primo anno di Nabonassar e si conclude con la conquista persiana di Babilonia. I dati riferiti dal Canone tolemaico sono leggermente differenti rispetto a quelli offerti dalla Lista reale A.
Nabu-nadin-zeri, forse figlio di Nabonassar, era stato spodestato da una rivolta. Suo successore fu Nabu-shuma-ukin II, ma il suo regno fu assai breve. Un Nabu-mukin-zeri (Mukin-zeri nella Lista reale A; Chinzeros, nel Canone tolemaico) si impossessò del trono. In quegli anni, il re assiro Tiglath-pileser III (Tukulti-apil-Esharra) era impegnato in una campagna in Siria. Tiglath-pileser spese i successivi tre anni per combattere Chinzeros. Fonti epistolari e gli annali di Tiglath-pileser consentono di leggere i fatti con un certo dettaglio, anche se la cronologia rimane incerta. Sembra che all'inizio gli Assiri si siano assicurati il fianco est, escludendo la possibilità che l'Elam intervenisse in favore dei ribelli. Successivamente, il re assiro avrebbe sconfitto e deportato diverse tribù aramee e caldee. Nel 729, Nabu-mukin-zeri fu posto sotto assedio a Shapiya e sconfitto insieme al figlio. È anche possibile che Nabu-mukin-zeri resistesse fino al 728: ciò spiegherebbe perché il Canone tolemaico attribuisca a Chinzeros un regno di cinque anni congiuntamente a Tiglath-pileser (Poros). Gli annali di Tiglath-pileser affermano che, dopo aver sconfitto il principe caldeo Mukin-zeri di Bit-Amukani, il re ottenne il tributo di Bit-Dakkuri e del principe di Bit-Yakin Marduk‐apla‐iddina; quest'ultimo conservò sostanzialmente la propria indipendenza e sarebbe successivamente diventato uno dei maggiori oppositori degli Assiri.
Con la vittoria su Mukin-zeri, Tiglath-pileser assunse il titolo di "re di Babilonia": si tratta del primo monarca assiro riconosciuto come tale dalla tradizione cronografica. L'evento è registrato anche dalla Cronaca 16. La Lista reale A include Tiglath-pileser e il figlio Salmanassar V in una dinastia di Baltil (cioè la città di Assur). Tiglath-pileser III è indicato come Pulu nella Lista reale A, come Poros nel Canone tolemaico e come Pul nella Bibbia (2 Re 15.19).
Tiglath-pileser avviò la trasformazione dello Stato assiro in impero. Non poteva, però, ridurre la Babilonia, con il suo prestigio e il suo particolarismo, ad una semplice provincia. Per questo, preferì unire nella propria persona le due corone. Questa soluzione puramente nominale non era, com'è ovvio, sufficiente a risolvere la questione babilonese, dato che il re assiro fu comunque costretto a ritornare in patria. Molto più concreta della sua regalità nominale era l'attività sobillatrice di Marduk‐apla‐iddina. A Tiglath-pileser succedette il figlio, Salmanassar V (Ululayu, nella Lista reale A; Ilulayos, nel Canone tolemaico), ma non abbiamo molte informazioni sui suoi cinque anni di regno a Babilonia (726-722).

### Marduk-apla-iddina II e la resistenza caldea

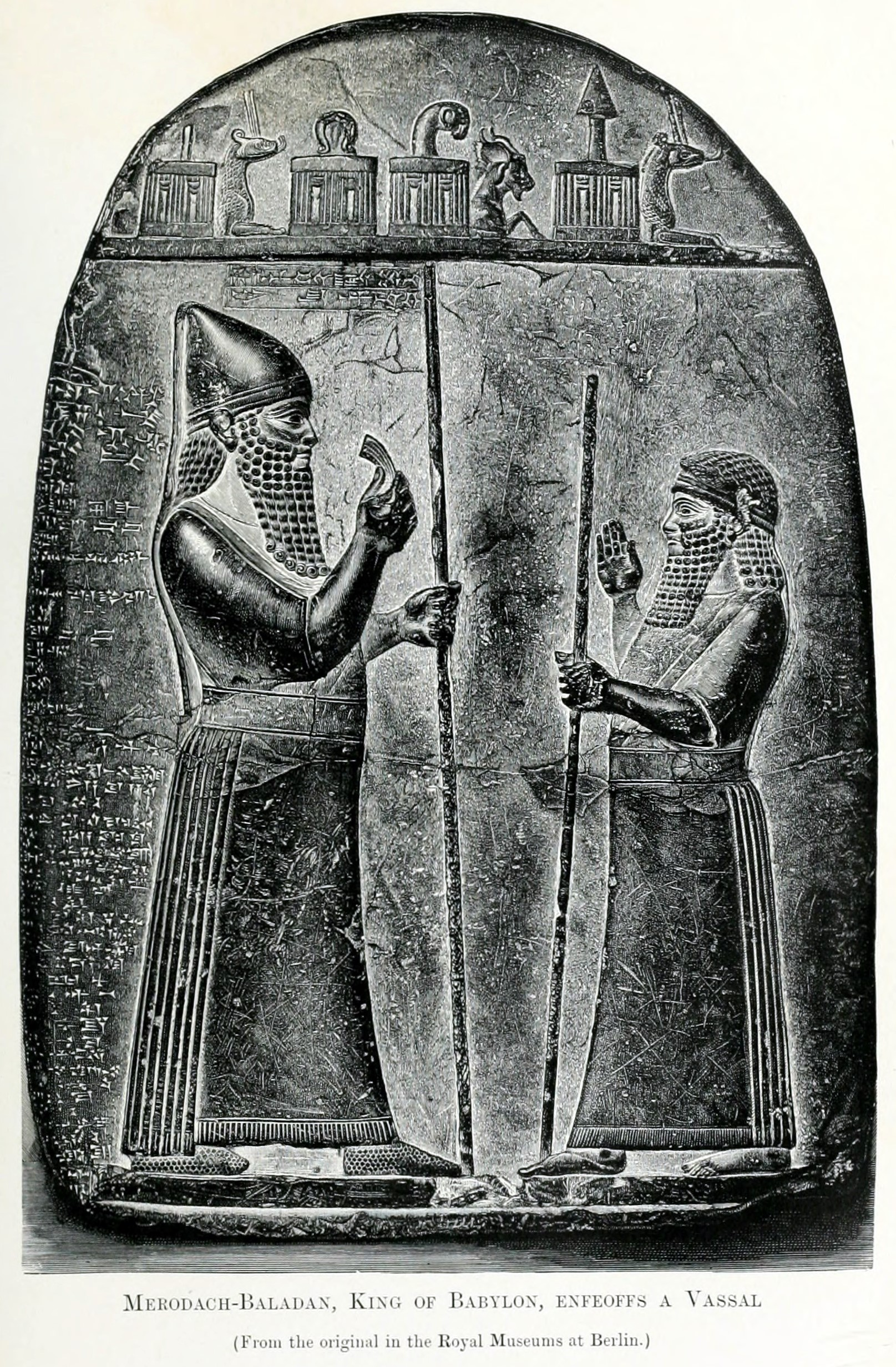
Kudurru di Marduk-apla-iddina II: il re è raffigurato assai più grande del concessionario di terre e indicato da una legenda che recita: "Immagine di Marduk-apla-iddina, re di Babilonia" (Museo dell'Asia Anteriore, Berlino, VA 2663)

Marduk-apla-iddina era il figlio o il nipote del re caldeo Eriba-Marduk di Bit-Yakin. Dalle fonti dei tempi di Tiglath-pileser III è chiamato «re del Paese del Mare», informazione corroborata dalla Lista reale A, che indica il suo regno come appartenente ad un palê tamti. Divenuto capo egemone delle tribù caldee, poté contare sull'appoggio di due re elamici, Khumbanigash I (742-717) prima e Shutruk-Nakhunte II (717-699) poi.
Marduk-apla-iddina poté inoltre approfittare della controversa successione a Salmanassar V (il successore, Sargon II, fu forse un usurpatore) e attribuirsi il titolo di "re di Babilonia" meno di tre mesi dopo l'ascesa al trono del nuovo re assiro (così la Cronaca 16). La Cronaca 16 riporta anche che, nel secondo anno di regno di Marduk-apla-iddina (720), Sargon si scontrò con gli Elamiti a Der. Nonostante Marduk-apla-iddina non giungesse in tempo in aiuto degli alleati, la battaglia si risolse con una sconfitta per gli Assiri, che pure riuscirono a mantenere il possesso della città. A questo punto, gli Assiri spostarono le loro mire espansionistiche verso il Levante e contro Urartu, lasciando la Babilonia e l'Elam ai loro destini per circa dieci anni.
Sargon II poté infine dichiarare guerra a Marduk-apla-iddina (nel dodicesimo anno di regno di quest'ultimo). Due passaggi biblici menzionano l'ambasciata di "Merodach‐Baladan, figlio di Baladan, re di Babilonia" al re di Giuda Ezechia (Isaia 39.1; Berodach‐Baladan in 2 Re 20.12). È probabile che questa ambasciata avvenisse poco prima dello scoppio della guerra e che vada inquadrata nel tentativo del re babilonese di dare corpo ad una coalizione anti-assira. Nel 710, Sargon sconfisse le tribù aramee della Babilonia orientale, evitando così che i Caldei ricevessero il supporto elamico. Il re assiro si abbatté poi su Bit-Dakkuri, a sud di Babilonia. Marduk-apla-iddina abbandonò la capitale: Babilonia e Borsippa si arresero.
Il Canone degli eponimi assiro indica il 709 come l'anno in cui "Sargon prese la mano del dio Bel", con ciò intendendo che Sargon era divenuto re legittimo di Babilonia e aveva quindi titolo per accompagnare la statua del dio Marduk durante la processione di Capodanno (Akītu).
Nel frattempo, Marduk-apla-iddina si era rifugiato in patria, nel proprio centro di Dur-Yakin (territorio di Bit-Yakin). La città fu cinta d'assedio da Sargon tra il 709 e il 707, quando finì conquistata. Marduk-apla-iddina riuscì a fuggire in Elam. Sargon confermò i privilegi tradizionali di Babilonia e Borsippa, estendendoli anche a Ur, Uruk ed Eridu; deportò, a suo dire, più di centomila tra Caldei e Aramei in varie parti dell'impero, installando popolazioni di Kummuhu nel Paese del Mare; a quel punto fu riconosciuto legittimo re di Babilonia e in questa carica permase fino alla sua morte in battaglia (705). Sargon è il primo sovrano assiro di cui siano sopravvissute iscrizioni a Babilonia.

### Sennacherib

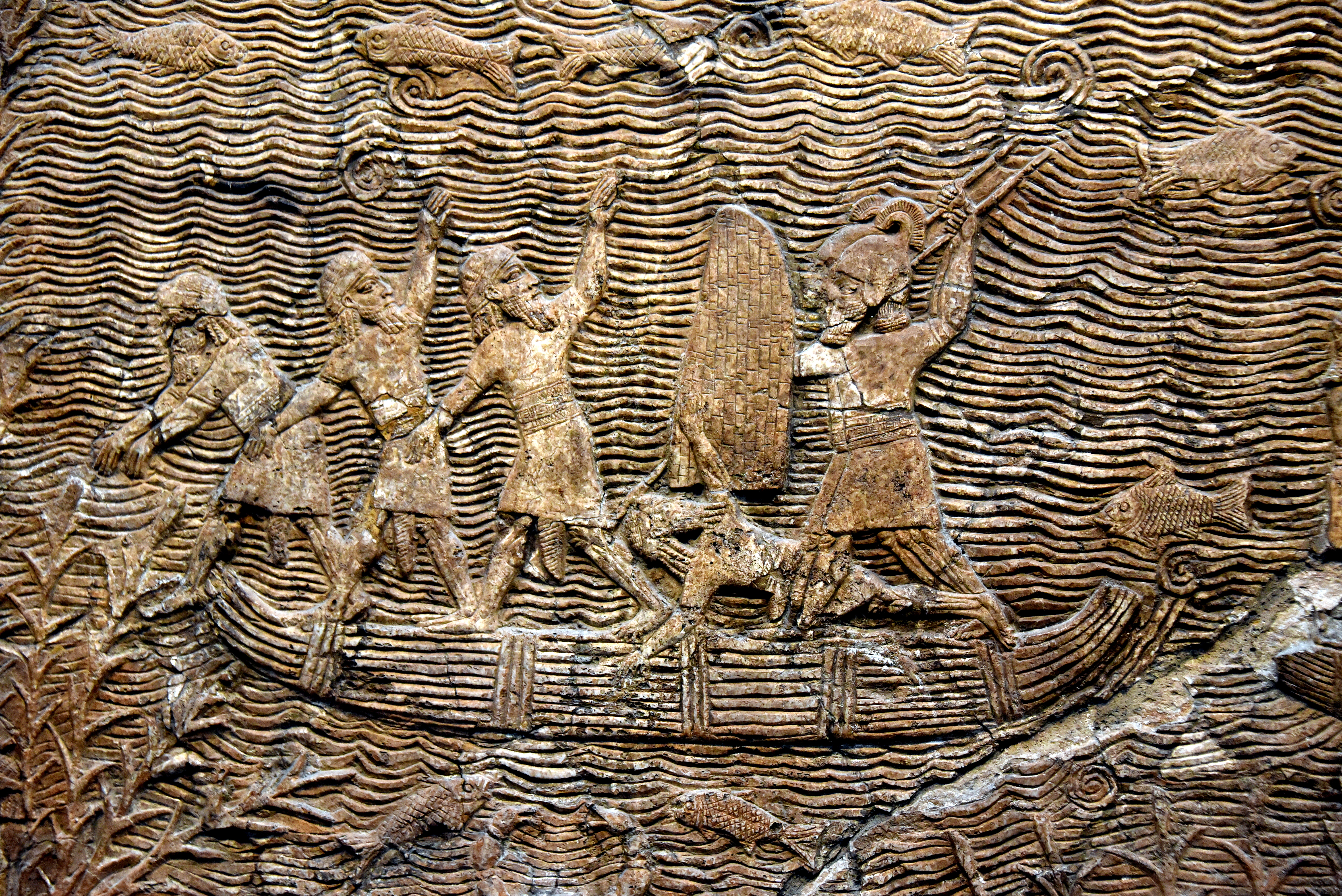
Campagna militare di Sennacherib nelle paludi del Paese del Mare (lastra dal Palazzo di Sud-Ovest a Ninive, British Museum)

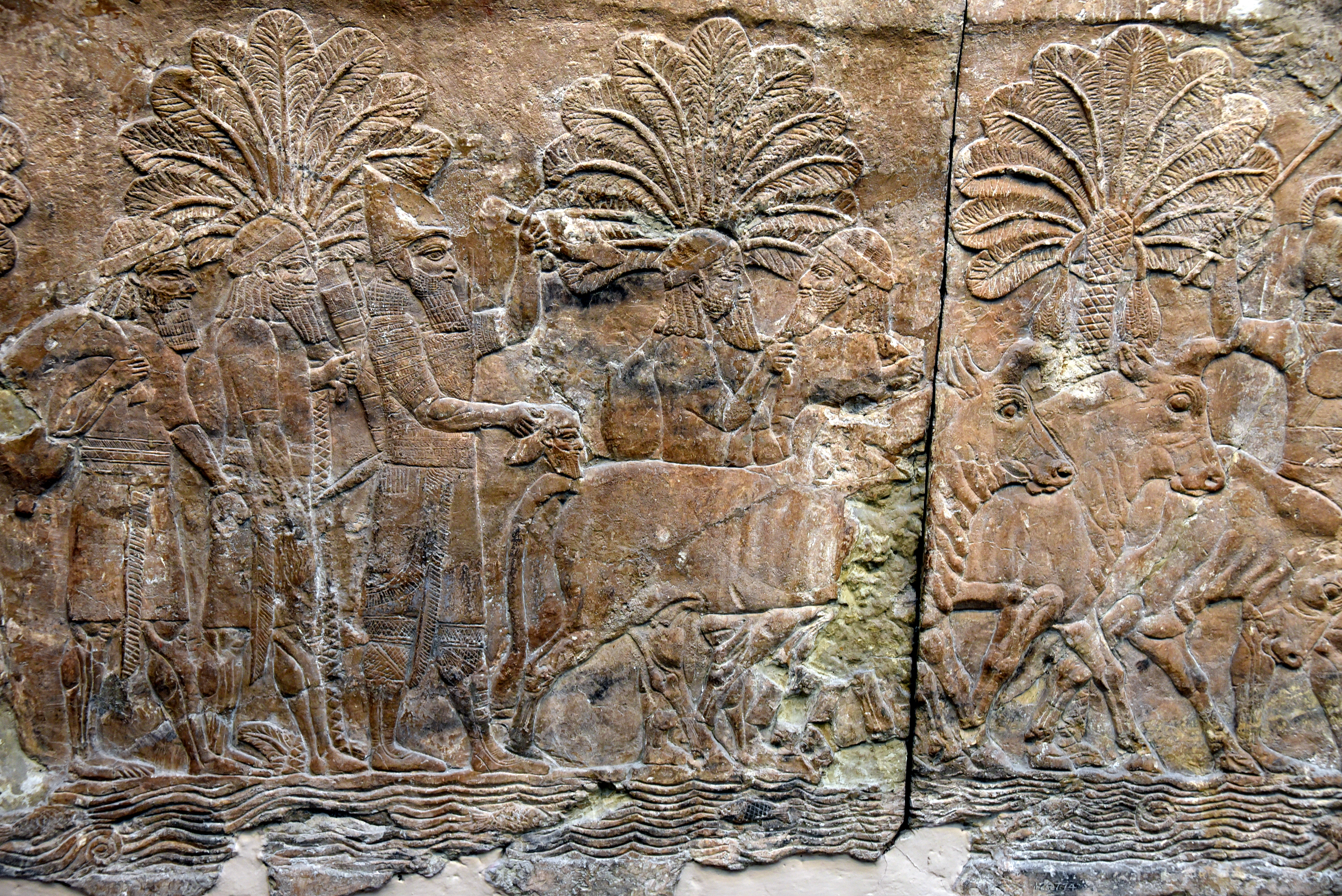
Altra lastra dal Palazzo di Sud-Ovest a Ninive, raffigurante gli Assiri impegnati contro i Caldei nel Paese del Mare

Intorno al successore di Sargon, Sennacherib (Sin-akhe-eriba; 704-681), la tradizione cronografica non è uniforme. Per i periodi 704-703 e 688-681, la Lista reale A lo indica sul trono di Babilonia, mentre il Canone tolemaico riporta che furono periodi "senza re". Nel 703, un usurpatore, Marduk-zakir-shumi (II), assurse al trono babilonese per un mese (stando alla Lista reale A). Nello stesso anno, Marduk-apla-iddina tornò dall'Elam in Babilonia. Nella Lista reale A è indicato come "soldato di Habi", termine che è forse abbreviazione di habiru, e gli è riconosciuto un periodo di regno di nove mesi. La prima campagna narrata dagli annali di Sennacherib è relativa alla definitiva estromissione di Marduk-apla-iddina (indicato come "re di Karduniash"). Il re assiro saccheggiò numerose fortezze caldee e deportò, a suo dire, più di duecentomila ribelli, tra membri di tribù aramee e cittadini loro complici. Marduk-apla-iddina riparò nel Paese del Mare ancora per diversi anni. Sennacherib si impegnò allora in una quarta campagna (700 a.C.) contro Bit-Yakin e il vecchio re babilonese morì forse in Elam da rifugiato.
Sennacherib decise di porre sul trono di Babilonia un re-fantoccio, Bel-ibni, che egli indica come «discendente di un Rab-bani e rampollo di Shuanna [Babilonia], che era cresciuto nel mio palazzo come un cucciolo». Queste parole lasciano ben intendere il ruolo del tutto subordinato che aveva Bel-ibni agli occhi di Sennacherib. Di questo re-fantoccio si sa poco: regnò dal 702 al 700 a.C., per poi essere esiliato dal re assiro insieme alla sua corte (così la Cronaca 16). Sul trono di Babilonia fu posto Ashur-nadin-shumi, figlio maggiore del re assiro: anche del suo regno, che durò dal 699 al 694, si sa poco, ma sembra sia stato pacifico.
Nel 694, la Babilonia era di nuovo in rivolta. Sennacherib condusse una campagna (la sesta) contro i Caldei, che mirava a catturare i ribelli in esilio in Elam e che quindi era rivolta all'Elam stesso. Il re elamico Hallushu-Inshushinak, stando alla Cronaca 16, contrattaccò e massacrò gli abitanti di Sippar, mentre Ashur-nadin-shumi fu deportato in Elam. Hallushu-Inshushinak pose, a questo punto, Nergal-ushezib (un babilonese della famiglia Gahal) sul trono di Babilonia. Gli annali di Sennacherib raccontano che, di ritorno dalla sesta campagna, Sennacherib si scontrò con uno "Shuzubu (=Nergal-ushezib) il Babilonese" e i suoi alleati elamici. Sennacherib avrebbe voluto attaccare direttamente l'Elam, ma l'inverno lo fermò. Nella Babilonia settentrionale, un Mushezib‐Marduk, caldeo di Bit-Dakkuri, si erse a capo dei ribelli nel 693. Le fonti assire indicano questo personaggio come "Shuzubu il Caldeo". Questi fu in grado di assurgere al trono di Babilonia e di mettere in campo una forte coalizione anti-assira, affrontata da Sennacherib in una battaglia, svoltasi a Khalulê (691). La battaglia di Khalulê, presentata dal re assiro come una grande vittoria, aprì in realtà ad una situazione di stallo. I ribelli continuarono a mettere in difficoltà gli Assiri fino alla definitiva conquista di Babilonia nel 689 dopo un assedio di più di un anno. Sennacherib, a suo dire, demolì le mura, i templi e la ziggurat di Babilonia, e anzi giunse a deviare il canale Arahtu, inondando la città. Questa narrazione è forse esagerata, anche se l'archeologia attesta in parte questo clima di devastazione, pur non confermando il completo annichilimento dichiarato dalle fonti assire. Sia come sia, la profanazione di Babilonia verrà ricordata per molto tempo.
La distruzione di Babilonia coincise (forse non involontariamente) con la costruzione di Ninive capitale. La città, già da tempo, era il centro abitato più cospicuo d'Assiria: da capitale, dové ospitare circa 100 000 abitanti.
Sennacherib, per dare un fondamento teologico a quella che era di fatto l'abolizione della regalità babilonese, si rese anche protagonista di una riforma religiosa tesa a sostituire il dio Marduk con il dio assiro Assur, identificando quest'ultimo con la divinità primordiale Anshar. Fu persino commissionata una versione riveduta dell'Enūma eliš. Il re assiro fu però assassinato (681) da una congiura di palazzo ordita dal figlio Arad-Mullissu. La corte assira fu sconvolta da una lotta per il trono, da cui uscì vincitore un altro figlio di Sennacherib, Esarhaddon (Ashur-ahu-iddin).

### Esarhaddon

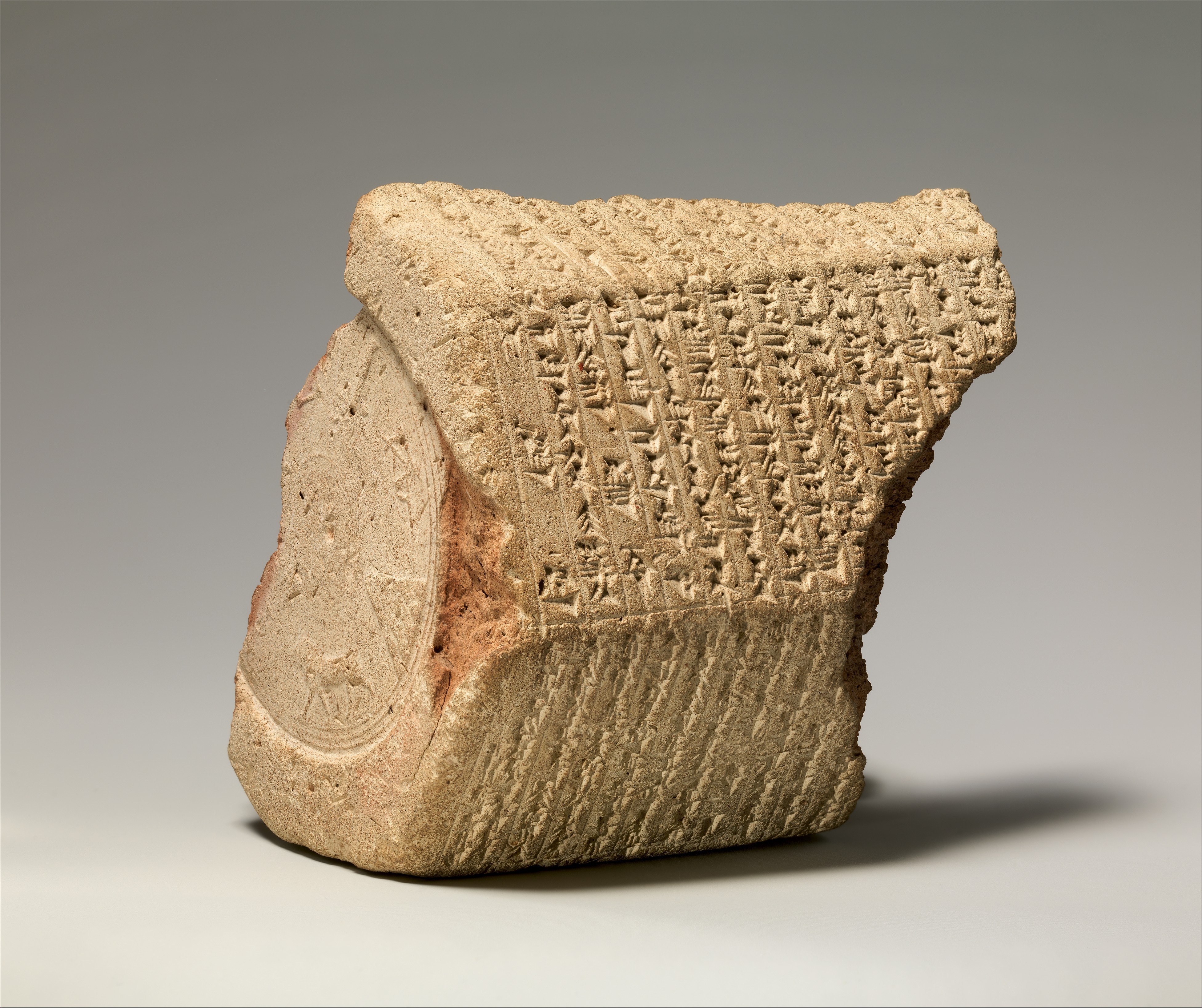
Prisma con iscrizione che descrive il restauro di Babilonia operato da Esarhaddon

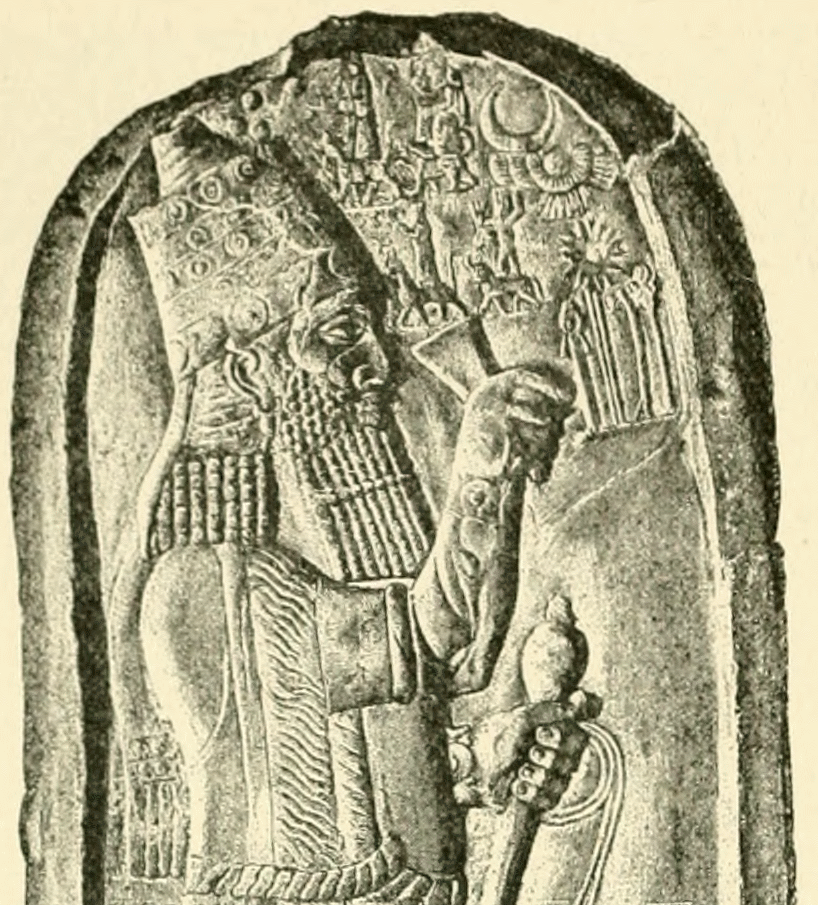
Porzione superiore della stele della vittoria di Esarhaddon sul faraone Taharqa in un disegno dell'illustratore francese Henri Faucher-Gudin (1905 ca.). Ai lati della stele sono raffigurati Assurbanipal in costumi assiri e Shamash-shumu-ukin in costumi babilonesi.

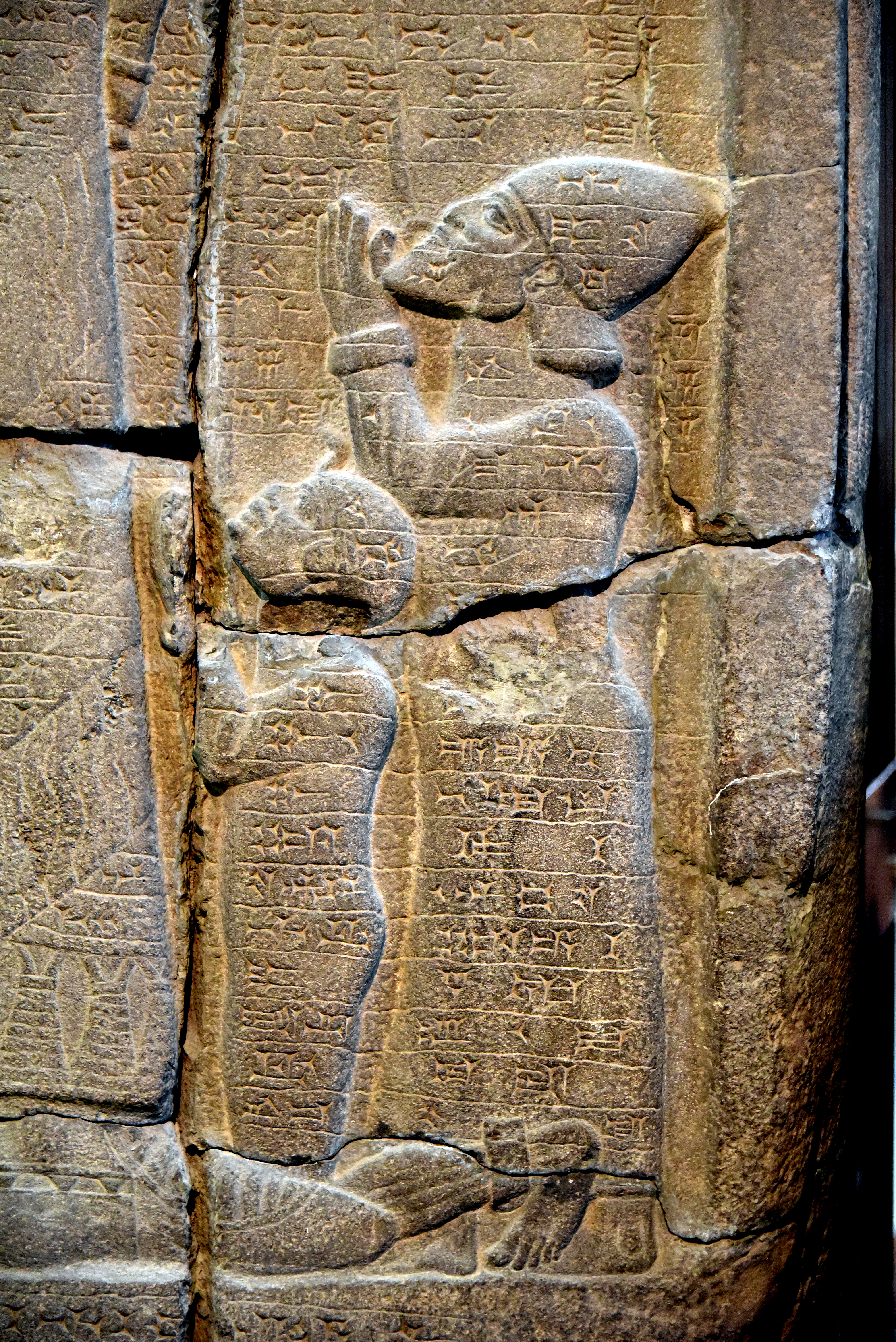
Dettaglio della porzione inferiore della stele della vittoria di Esarhaddon sul faraone Taharqa. La stele, in basalto, ritrae il re assiro in adorazione. La mano sinistra regge una mazza e due corde: queste ultime attraversano le labbra delle due figure poste in basso. Il prigioniero inginocchiato potrebbe essere il principe ereditario Ushankhuru o, più probabilmente, il faraone Taharqa; la figura in piedi è il governatore di una città-stato siriana, forse Baal II, re di Tiro, oppure Abdi-Milkutti, re di Sidone. Il reperto, conservato al Pergamon Museum di Berlino, è stato ritrovato nella cittadella di Samʼal (Zincirli), nell'odierna Turchia, e risale al 671 a.C.

Esarhaddon (Ashur-akh-iddina; re dell'Assiria dal 680 al 669) ricostruì la città di Babilonia: nei suoi annali, si premurò di esonerare il padre Sennacherib dalla responsabilità di averla distrutta, attribuendo il misfatto alla volontà divina. Il re assiro pose al comando di Babilonia un governatore, Ubaru, sulla cui eponimia si prese a organizzare per Babilonia un sistema di datazione tipicamente assiro.
Esarhaddon, in ciò imitando Sargon, suo nonno, finanziò la ricostruzione di vari edifici della città, decorati con sue iscrizioni commemorative. Tra gli edifici restaurati figurano l'Esagila, l'Etemenanki, la via processionale verso l'Esagila e il tempio di Nabu-sha-hare (l'E-niggidri-kalamma-summa). Stando al re assiro, furono anche ricostruite le mura, rimessi i debiti dei cittadini, confermate le esenzioni fiscali e liberati gli schiavi. Anche il vasto bottino fu restituito. Furono costruite case, piantati orti, scavati canali. L'attività di Esarhaddon si estese anche a Borsippa (tempio della dea Gula), Nippur (l'Ekur, cioè il tempio di Enlil, e l'E-bara-durgarra, cioè il tempio di Ishtar come regina di Nippur) e soprattutto Uruk, in cui sono state rintracciate molte iscrizioni che commemorano il restauro dell'Eanna (tempio di Ishtar), della cappella di Ishtar (Enirgalanna) e della cappella di Nanaya (Ehilianna). Nel frattempo, Esarhaddon continuò ad attaccare le tribù aramee e caldee (soprattutto Bit-Dakkuri e Gambulu), che non smettevano di esprimere potenziali pretendenti ribelli.
Nella seconda metà del suo regno, i rapporti tra Esarhaddon e l'Elam migliorarono via via. Stando alla Cronaca 16, nel 675, il re elamico Khumban-Khaltash II aveva invaso Babilonia e massacrato la popolazione di Sippar. Egli era però morto poco dopo e il suo successore, il fratello Urtaki (674-664), si preoccupò di inviare ad Agade le divine immagini trafugate. Una lettera dagli archivi di Ninive fa riferimento ad un trattato di pace tra l'Assiria e l'Elam in quel periodo. Tale trattato va letto anche alla luce del fatto che gli sforzi bellici dell'Assiria, a partire dal 673, erano diretti soprattutto contro l'Egitto; dev'essere stato siglato negli ultimi anni di regno di Esarhaddon, dato che il mittente è "il principe ereditario di Babilonia", un appellativo che si attaglia solo a Shamash-shumu-ukin. Esarhaddon aveva infatti destinato quest'ultimo al trono babilonese, affidando il trono assiro al secondogenito, Assurbanipal (Ashur-ban-apli).
Nel 672, Esarhaddon impose sul territorio dell'Impero assiro dei trattati di successione relativi alla sua incongrua scelta dinastica; tutta la famiglia reale e i membri della corte dovettero offrire il proprio giuramento di fedeltà (adê) alle decisioni del sovrano. Di questo giuramento, che consiste in una serie di obblighi verso Assurbanipal e verso Shamash-shumu-ukin una volta che questi fossero ascesi ciascuno al proprio trono, abbiamo traccia nel racconto che ne farà Assurbanipal, ma anche in lettere di funzionari e nel testo inviato dal capo della nazione dei Medi (non si trattò però, forse, di un trattato di vassallaggio, ma di un giuramento offerto dai Medi impiegati come guardia reale alla corte assira). La scelta di destinare al primogenito un trono politicamente secondario, anche se rilevante sul piano culturale e religioso, si rivelerà disastrosa per il mantenimento dell'unità dell'impero.
Nell'autunno del 669, Esarhaddon morì in battaglia, nel tentativo di conquistare l'Egitto. Mentre Assurbanipal assunse immediatamente il titolo di re di Assiria, Shamash-shumu-ukin, stando alla Cronaca 16 e alla Cronaca 18, ascese al trono babilonese solo nella primavera successiva. Questo ritardo si riflette nel Canone tolemaico, che attribuisce a Esarhaddon un anno in più di regno (postumo) a Babilonia. Nello stesso periodo, alcune transazioni effettuate a Uruk furono datate contando dall'anno di ascesa al trono di Assurbanipal.
Solo con Shamash-shumu-ukin, appena salito al trono, l'opera di riconciliazione del padre giunse a compimento, con la restituzione a Babilonia della statua di Marduk. L'evento è riportato con parole pressoché identiche dalla Cronaca 18 e dalla Cronaca 20. Stando a queste fonti, l'Akītu non si era tenuto per vent'anni, essendo Bel (=Marduk) prigioniero ad Assur per otto anni sotto Sennacherib e per dodici anni sotto Esarhaddon. Assurbanipal, però, stando alla Cronaca 19, fece attendere il fratello ben quindici anni prima di restituire altri elementi di corredo alla statua (il letto cultuale e il carro sacro).
Non è noto se Esarhaddon avesse stabilito in dettaglio le rispettive responsabilità dei due figli. Sappiamo però che la regina madre Zakutu impose a Shamash-shumu-ukin un giuramento di fedeltà verso il fratello minore, che lo rendeva in sostanza un vassallo.

### Assurbanipal

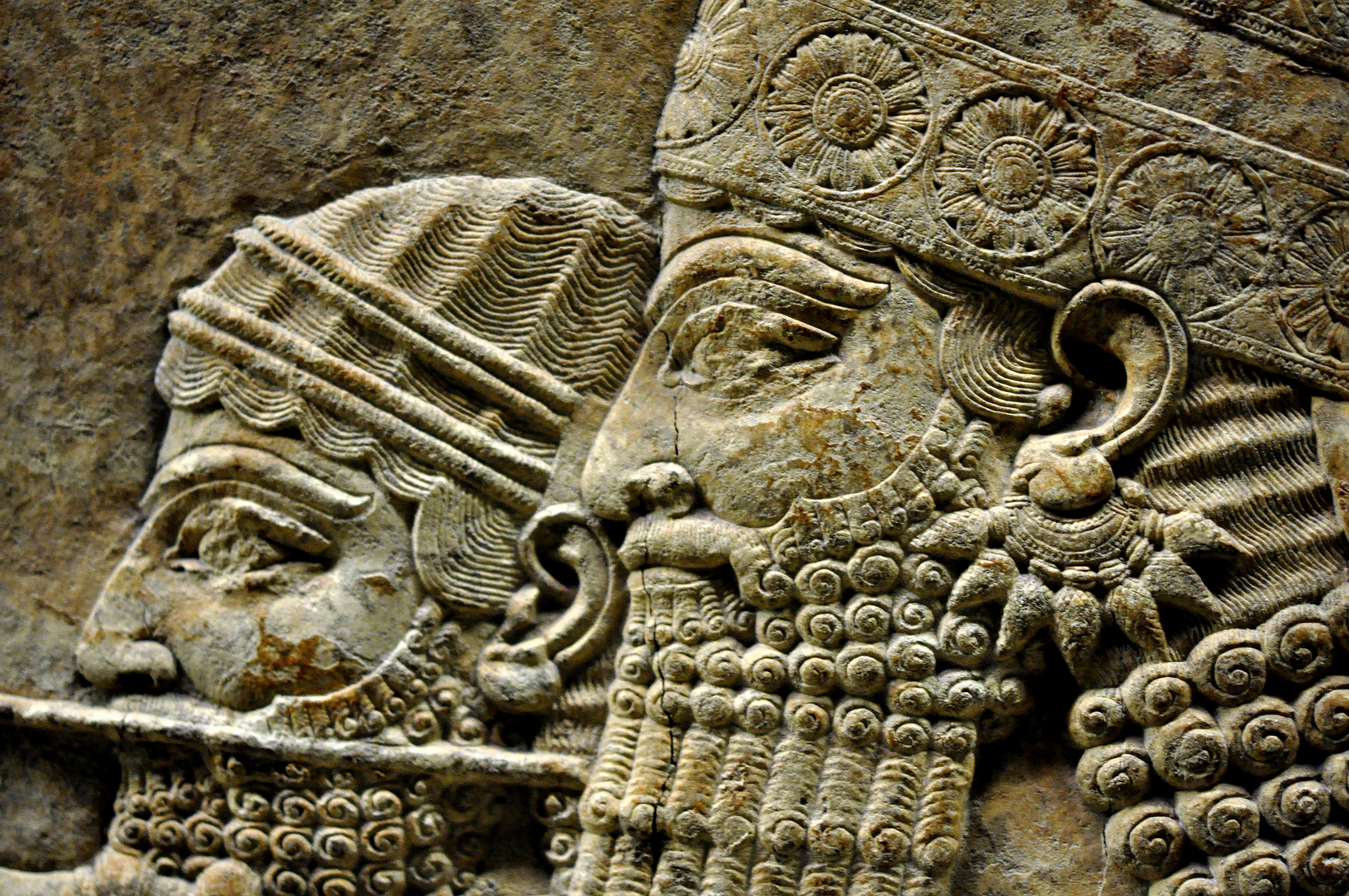
Assurbanipal in uno dei pannelli della Caccia al leone (dal Palazzo Nord di Ninive)

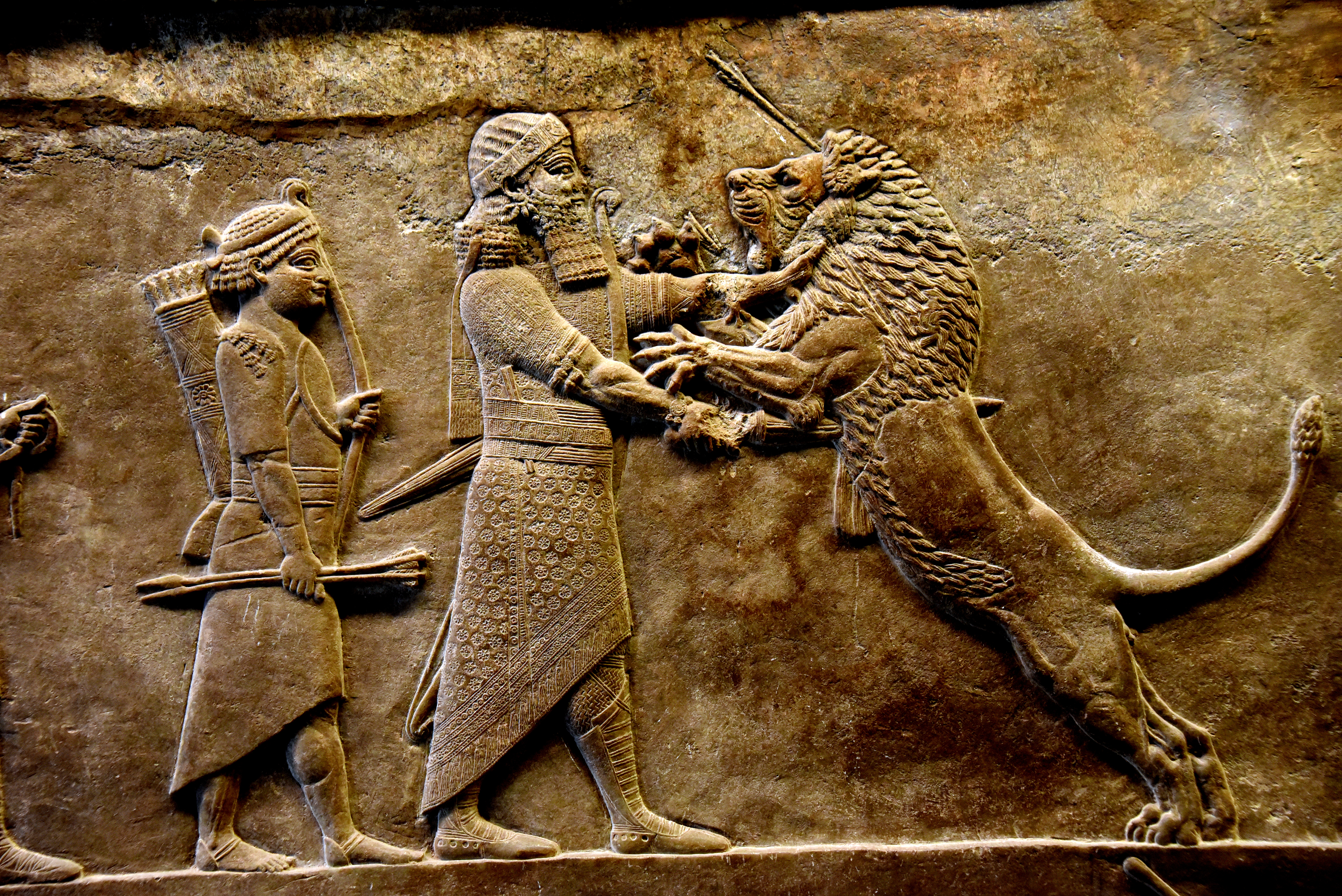
Un'altra immagine di Assurbanipal dalla Caccia al leone

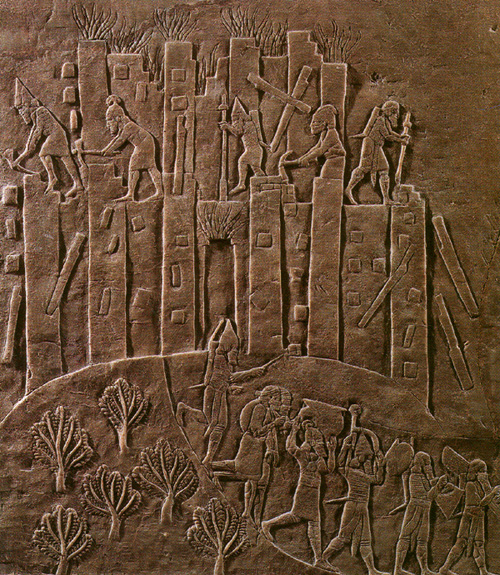
Distruzione della città elamita di Hamanu

Al centro del regno di Assurbanipal (Ashur-ban-apli; re dell'Assiria dal 668 al 629) stava il problema dei rapporti con la Babilonia e con Shamash-shumu-ukin (il "fratello infedele", come a più riprese lo chiama il re assiro nelle sue iscrizioni), nonché l'ingerenza elamica nell'area.
Se, ai tempi di Esarhaddon, in Elam predominava un orientamento filo-assiro, con Assurbanipal si assisté al coagulo di forze contrarie, speranzose di spezzare l'egemonia assira. Inizialmente, Shamash-shumu-ukin apparve fedele al fratello, mentre l'Elam sosteneva forze ribelli nel sud mesopotamico. Tra il 665 e il 663, i generali di Assurbanipal (il quale non comandava le proprie truppe personalmente) sconfissero una coalizione formata dal re elamico Urtaku, da Nippur e dai Gambulu.
Un decennio più tardi, il re elamico Teumman avanzò un più significativo tentativo di resistenza, che scatenò la reazione assira. La Cronaca 19 narra che, nel quarto anno di Shamash-shumu-ukin (autunno del 664), il figlio del re dell'Elam fuggì in Assiria. È probabile che si tratti di Humban-nikash II, figlio di Urtak: insieme al fratello Tammaritu fu accolto da Assurbanipal a corte. Quando Teumman venne sconfitto, il re assiro pose i due fratelli sul trono elamico, come propri vassalli. Questa signoria assira, di fatto, forzava una realtà politica tradizionalmente frammentaria.
Le campagne dei generali di Assurbanipal finirono per comprimere anche il regno babilonese di Shamash-shumu-ukin, che a sud fu costretto a riconoscere il potere di fatto del caldeo Nabu-bel-shumate.
Il re babilonese, che da tempo cercava in tutti i modi di sganciare il proprio regno dalla tutela assira, giunse a formare una coalizione anti-assira composta da tutti i maggiori nemici di Assurbanipal: l'Elam soprattutto (con i due fratelli Humban-nikash II e Tammaritu, che erano passati ad opporsi al re assiro), ma anche l'Egitto e popolazioni arabe e iraniche. La guerra civile tra i due fratelli durò dal 652 al 648. La coalizione sembrava imponente, ma era di fatto troppo composita e frammentaria. Già nella prima battaglia (a Hiritu, nel 651), i Babilonesi furono duramente sconfitti. L'azione del generale assiro Bel-ibni (inviato da Assurbanipal nel 650) fu risoluta e portò all'assedio di Babilonia, un assedio durato due anni, che fonti di entrambe le parti descrivono come raccapricciante, con episodi di cannibalismo a danno dei figli («a quel tempo [...] una madre non avrebbe aperto la porta alla [propria] figlia»). Infine, Shamash-shumu-ukin morì tra le fiamme del proprio palazzo: così almeno riportano gli annali del re assiro. Documenti amministrativi datati al gennaio e al marzo del 647 riportano di un pingue bottino da Babilonia per la cosiddetta "Biblioteca di Assurbanipal". Un Kandalanu, fedele ad Assurbanipal, venne posto nel 647 sul trono babilonese (ma, essendo morto lo stesso anno di Assurbanipal, alcuni studiosi ritengono che Kandalanu non sia che un nome alternativo per Assurbanipal come re di Babilonia).
La conquista di Babilonia non pose fino alla guerra. Alla guerriglia elamica si erano aggiunte tribù arabe. Tra il 647 e il 645, gli Assiri lanciarono due campagne contro l'Elam. Susa fu attaccata, presa e saccheggiata.
Gli annali di Assurbanipal giungono fino al 643. Dopo questa data, non sappiamo pressoché nulla delle vicende politiche babilonesi, almeno fino al 627, quando si concluse il regno di Kandalanu.
Non è noto con certezza l'anno di morte di Assurbanipal. I testi cronografici babilonesi e il Canone tolemaico non offrono indicazioni, dato che lo riconoscono re di Babilonia solo nell'anno della sua ascesa al trono assiro (668). La data più probabile è il 630, dato che il regno del successore, Ashur-etel-ilani, dev'essersi concluso nel 625.
La scomparsa dell'Elam dal novero delle potenze politiche del Vicino Oriente produrrà, in progresso di tempo, una svolta. Se è vero che i Caldei furono privati del loro polo di rifugio, l'Impero assiro produsse un vuoto politico. Ciò, con ogni probabilità, consentì ai Medi (una popolazione montanara) di espandere il proprio controllo sui Monti Zagros ed espose l'Impero assiro al contatto con l'Anshan, il polo orientale della potenza elamica. È emblematico che, dopo la distruzione di Susa, Assurbanipal ricevesse l'omaggio di un Ciro del paese di Parsumash (=Parside), antenato di Ciro il Grande.

## Età neo-babilonese

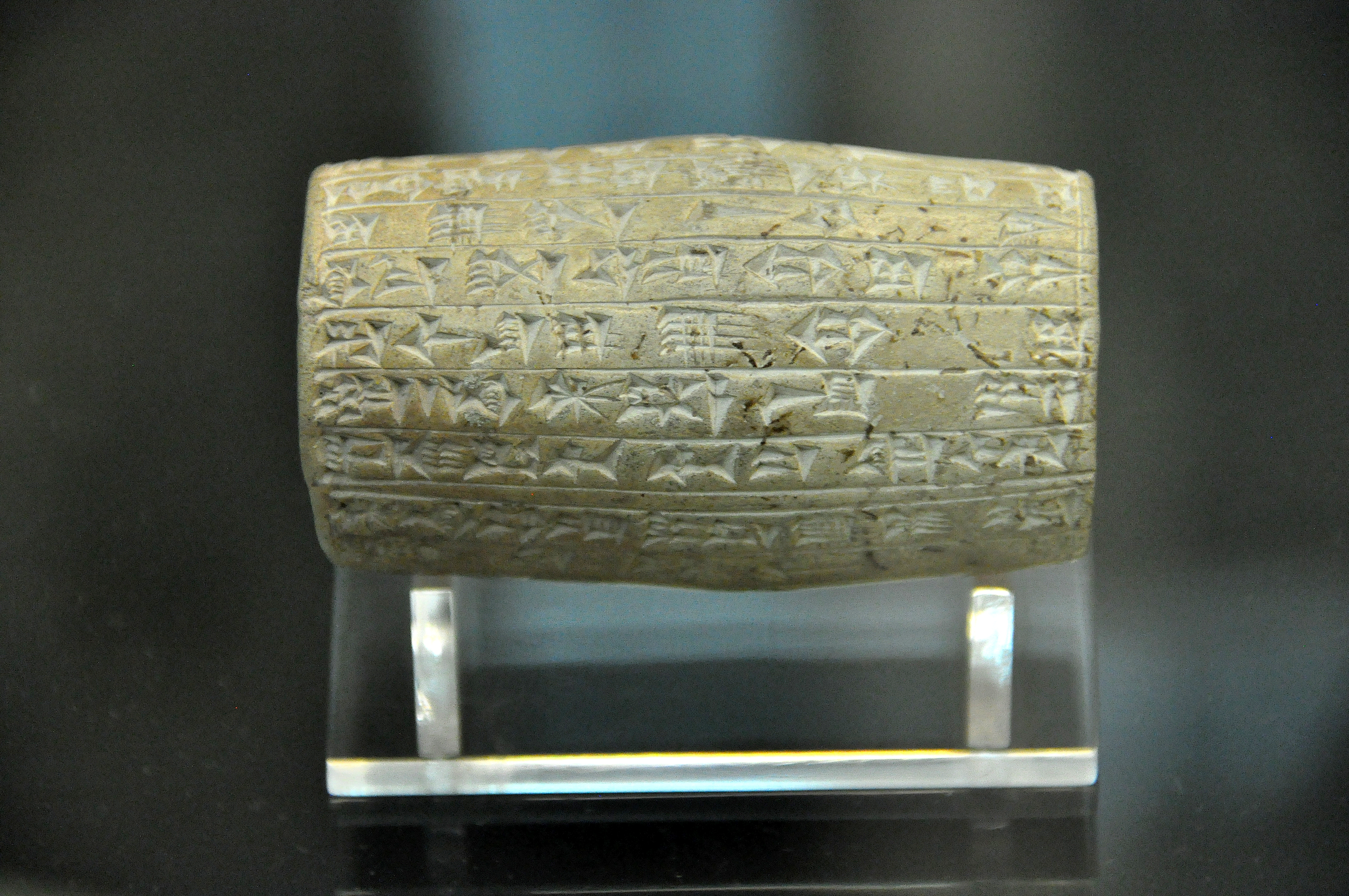
Cilindro di Nabopolassar (British Museum)

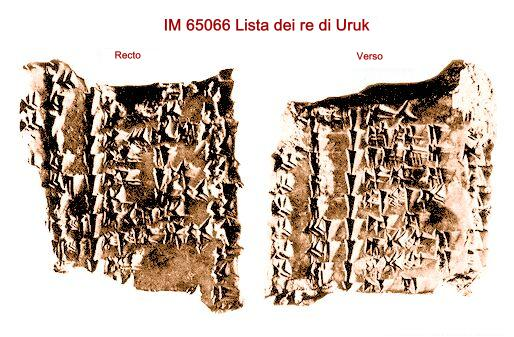
La Lista reale di Uruk, oggi conservata all'Iraq Museum (IM 65066). La parte iniziale e quella finale della tavoletta è perduta. La lista include re da Kandalanu (647-627) a Dario I di Persia (522-486); segue poi uno iato e la lista prosegue con Dario III (335-331), giù fino a Seleuco II Callinico (246-226). È una delle fonti usate per ricavare la cronologia del regno di Nabopolassar.

Il periodo che va dall'ascesa al trono di Nabopolassar (626) alla presa di Babilonia da parte degli Achemenidi di Ciro il Grande (539) segna un passaggio fondamentale nella storia del Vicino Oriente antico. L'Impero assiro cedé il passo all'Impero caldeo, con il suo protagonismo commerciale e l'importantissimo ruolo del re Nabucodonosor II, che rese Babilonia una delle città più ricche e fastose del mondo antico. Peraltro, le città rappresentavano il fulcro della società neo-babilonese: il livello di urbanizzazione del periodo fu il maggiore raggiunto dagli inizi del II millennio. Il crollo assiro determinò anche un decisivo arretramento della scrittura cuneiforme: Babilonia, in quella fase, finì per rappresentare una delle ultime propaggini della tradizione mesopotamica e forse il dialetto tardo-babilonese era già una lingua morta alla metà del VI secolo a.C., essendo stato sostituito dall'aramaico.
A differenza che per l'Impero assiro, gli archivi reali neo-babilonesi non ci sono giunti. Di conseguenza, abbiamo scarsissime informazioni sul modo in cui l'impero caldeo era amministrato. Non è nota l'estensione delle province né il modo in cui erano raccolte le imposte. Si ha, in generale, l'impressione che l'atteggiamento del centro verso le province fosse più opprimente che ai tempi assiri: il Levante, ad esempio, fu spopolato e le città lasciate in rovina.
Alla base del vasto programma di ristrutturazioni edilizie, relativo a templi e fortificazioni, stava la rimozione delle tante esenzioni fiscali caratteristiche del dominio assiro, che portò in Babilonia tutto ciò che la periferia poteva offrire. Inoltre, nonostante la montante differenziazione etnico-linguistica, i re neo-babilonesi furono in grado di riaffermare l'omogeneità della regione. Come scrive l'assiriologo canadese Paul-Alain Beaulieu, «l'esercizio del potere imperiale diede a Babilonia, anche se per poco tempo, concreta espressione alle pretese avanzate dai suoi teologi».

### La fine dell'Impero assiro
La fine dell'Impero assiro fu determinata dall'azione congiunta di Medi e Caldei. I Medi erano una popolazione dei Monti Zagros centrali, a vocazione pastorale: non ci è nota una loro tradizione letteraria. Gli Assiri già da tempo erano entrati in contatto con varie popolazioni degli Zagros, posti a est del "triangolo assiro". Conosciamo tali popolazioni solo da fonti assire, neobabilonesi e greche (in particolare Erodoto). Le informazioni fornite dagli Assiri sono piuttosto confuse, con etnonimi usati in modo assai impreciso. Gli Assiri fanno riferimento ai «potenti Medi» o ai «lontani Medi» di Ecbatana (l'odierna Hamadan, Iran occidentale) già nell'836 a.C., ai tempi di Salmanassar III e poi ininterrottamente fino ad Assurbanipal. Le fonti disponibili suggeriscono che i Medi abitassero ad est delle sorgenti della Diyala, lungo la strada del Khorasan, che collegava la Babilonia al Khorasan, passando per Ecbatana, la capitale meda. Il rapporto con i Medi era quindi imprescindibile per chi volesse fare commercio con l'altopiano iranico, in particolare di metalli o di gemme. L'interesse assiro per questo commercio sembra provato dal fatto che, mentre gli Assiri avevano in generale posto in rapporto di vassallaggio le popolazioni degli Zagros, per quest'area avevano invece scelto di creare tre province. Gran parte delle imposte ricavate da quest'area consisteva di cavalli.
Stando a Erodoto, la Media fu conquistata dagli Sciti, che la dominarono per 28 anni, fino a quando il condottiero medo Ciassare, la liberò (ca. 625 a.C.). Nel 626 (o 625), il caldeo Nabopolassar (Nabu-aplu-usur), della casata di Bit-Yakin, dopo aver contribuito al coagulo delle forze anti-assire nella Bassa Mesopotamia e approfittando della debolezza assira prodottasi con la morte di Assurbanipal, si era fatto incoronare re di Babilonia. Nelle proprie iscrizioni, si qualificava come «figlio di nessuno», ma è probabile che il padre (e forse lo stesso Nabopolassar) lavorasse ad Uruk come alto ufficiale al soldo degli Assiri.
L'alleanza tra Ciassare e Nabopolassar rappresentò un momento di svolta nella storia meda e di tutto il Vicino Oriente antico. Negli anni 626-623, diverse incursioni assire non erano riuscite a contenere la ribellione di Uruk, Nippur, Der e della stessa Babilonia. Per il periodo successivo all'intronizzazione di Nabopolassar le fonti sono gravemente lacunose e riprendono a offrire informazioni per l'anno 616 a.C. (è la Cronaca 22 che copre il periodo 616-209), quando Nabopolassar, ottenuto pieno controllo della Bassa Mesopotamia, decise di dirigere le proprie forze contro il cuore stesso dell'Impero assiro lungo due direttrici: l'Eufrate, per tagliare i collegamenti tra l'Assiria e l'Egitto (che, in cambio dell'egemonia sulla Siria-Palestina, aveva concesso agli Assiri un aiuto militare), e il Tigri. È su questa seconda direttrice che si inserì il decisivo contributo militare dei Medi (mentre i Mannei, una popolazione iranica, segnarono il proprio destino alleandosi con gli Assiri). Stando a Berosso, Nabopolassar e il re medo Ciassare conclusero un'alleanza matrimoniale, che prevedeva l'unione del principe ereditario babilonese Nabucodonosor con la nipote di Ciassare. Non sappiamo però quanto questa informazione sia attendibile.
Sempre seguendo la Cronaca 22, l'esercito di Nabopolassar avanzò verso il medio Eufrate, scontrandosi con gli Assiri nei pressi di Balihu. Qualche mese dopo, la guerra si spostò ad est del Tigri, con in particolare uno scontro ad Arrapha, un'altra sconfitta assira. Già nel 615, Assur era sotto assedio. Gli Assiri reagirono e spinsero i Babilonesi più a sud, nella zona di Tikrit. Fu in questa fase che il potente esercito messo in piedi da Ciassare si mosse dall'altopiano iranico, prima su Arrapha e poi su Tarbisu, che fu conquistata, e poi ad Assur, anch'essa catturata e saccheggiata, a quanto sembra, nel 614. Ad Assur, Nabopolassar si incontrò con Ciassare e siglò un'alleanza formale. Nell'estate del 612, le forze mede e babilonesi conquistarono Kalhu e Ninive, la capitale assira, nel 612. Il re assiro Assur-uballit II, aiutato dagli Egizi, concentrò la resistenza assira a Harran, nella Siria settentrionale, ma anche questa città, nel 610, cadde e vana fu la campagna assiro-egizia del 609 per riconquistarla. L'Impero assiro era crollato.
Il tramonto dell'Impero assiro è narrato dalle Cronache babilonesi (ABC 3 o Cronaca della caduta di Ninive). Il seguente passo è relativo alla caduta di Assur:
Due anni dopo lo stesso destino tocca a Ninive:
La cronaca prosegue e menziona la presa di Harran, nel sedicesimo anno di regno di Nabopolassar.
Anche il profeta biblico Nahum, contemporaneo agli eventi, ricorda la caduta di Ninive: «Ninive è distrutta. Chi la compiangerà?» (Nahum 3.7). Nahum saluta poi la caduta del re assiro:
Echi della caduta di Ninive sono anche nel Libro di Sofonia e nel Libro di Giona (quest'ultimo, comunque, assai più tardo). Simili accenti sulla brutalità assira punita dagli dèi appaiono anche nelle iscrizioni di Nabopolassar.
Un altro importante regno che crollò verso la fine del VII secolo a.C. è quello di Urartu. Nel 608, Nabopolassar (secondo la testimonianza della Cronaca 23) si scontrò con gli Urartei per coprirsi il fianco nella sua discesa verso la Siria. Manca documentazione testuale sul crollo di Urartu, che deve essere avvenuto intorno al 590 ad opera di genti iraniche.
Dopo il crollo di Assiria e Urartu, i Medi riuscirono a contenere l'espansionismo persiano, sottomettendo intorno al 600 Cambise I, figlio di Ciro I. I Medi vennero a confronto anche con i Lidi di Aliatte II. Dopo vari scontri non risolutivi, Cilici e Caldei offrirono una mediazione che portò ad una pace, sancita da matrimoni dinastici: si individuò nel fiume Halys un confine. L'ultimo scontro prima di questa pace si produsse nel 585 (la datazione si basa su un'eclissi solare, quella prevista da Talete nel racconto erodoteo).
La morte di Ciassare segnerà la fine dell'espansionismo medo e il costituirsi di una convivenza pacifica tra i regni rimasti (Media, Babilonia, Lidia, Cilicia, Egitto) che durerà circa trent'anni. Al centro di questo sistema di alleanze stava Astiage, figlio di Ciassare. L'egemonia meda verrà abbattuta da Ciro II il Grande.

### Nabucodonosor II

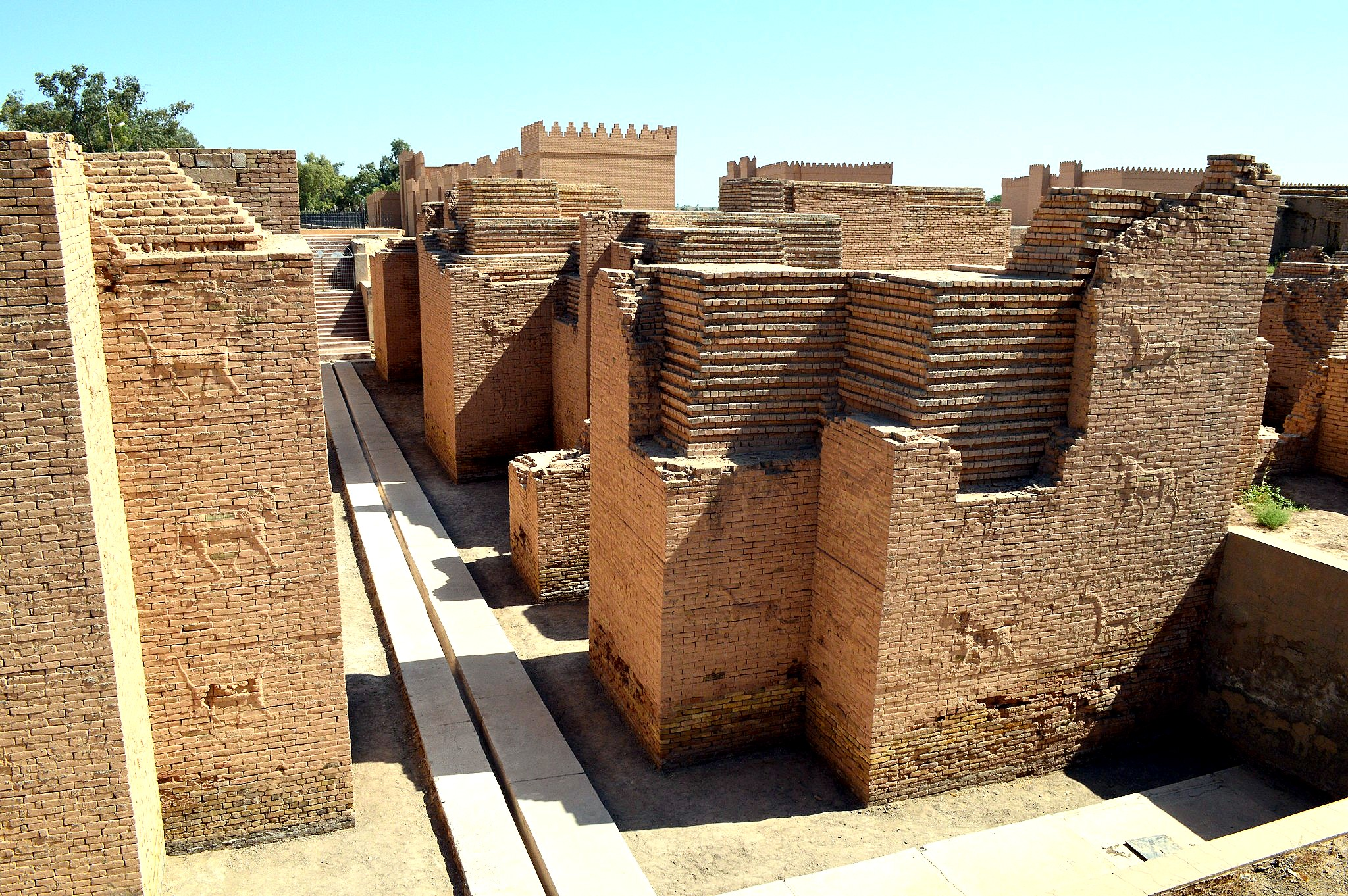
La via processionale a Babilonia, fatta costruire da Nabucodonosor II

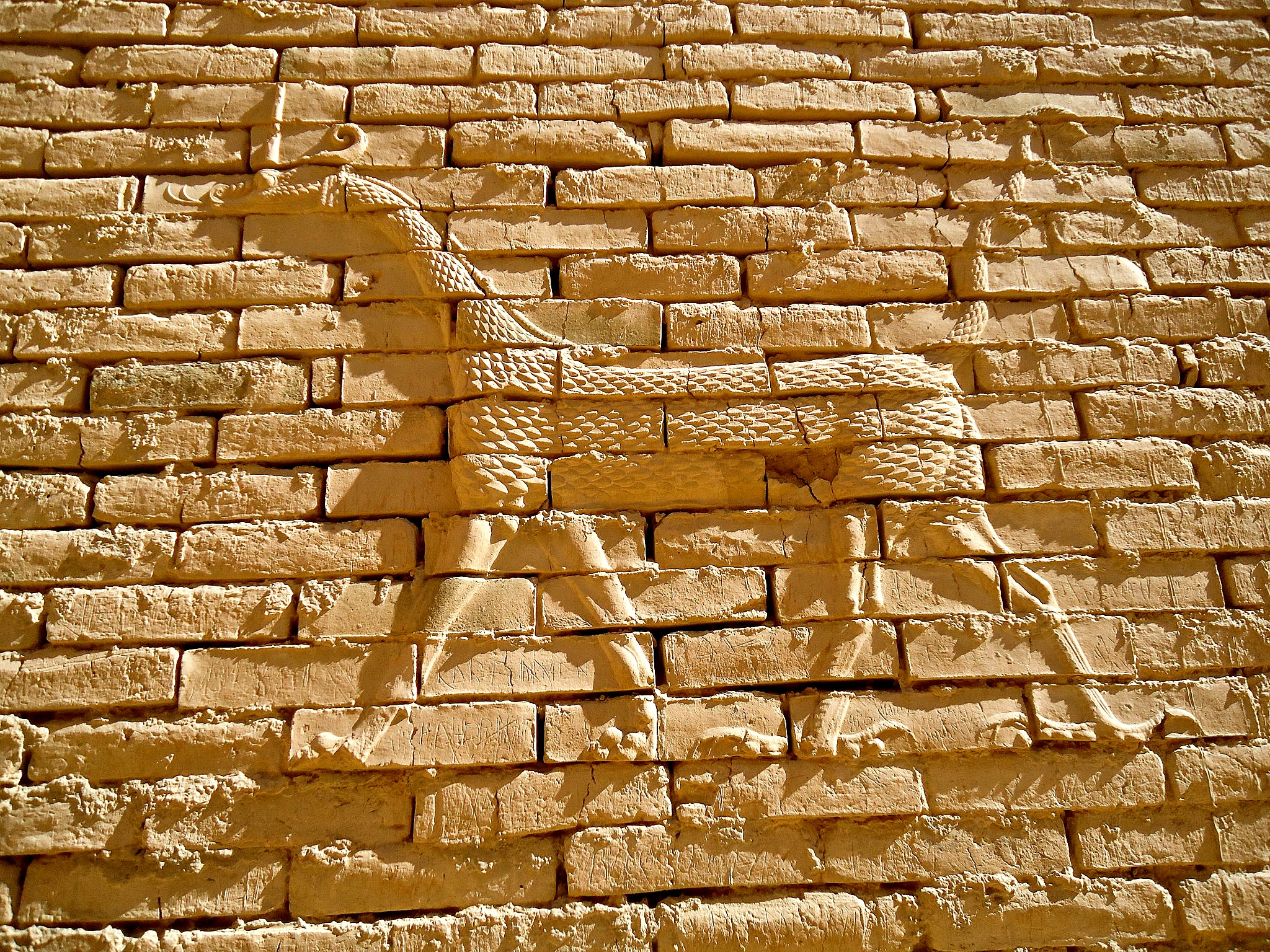
Bassorilievo sulla via processionale di Babilonia

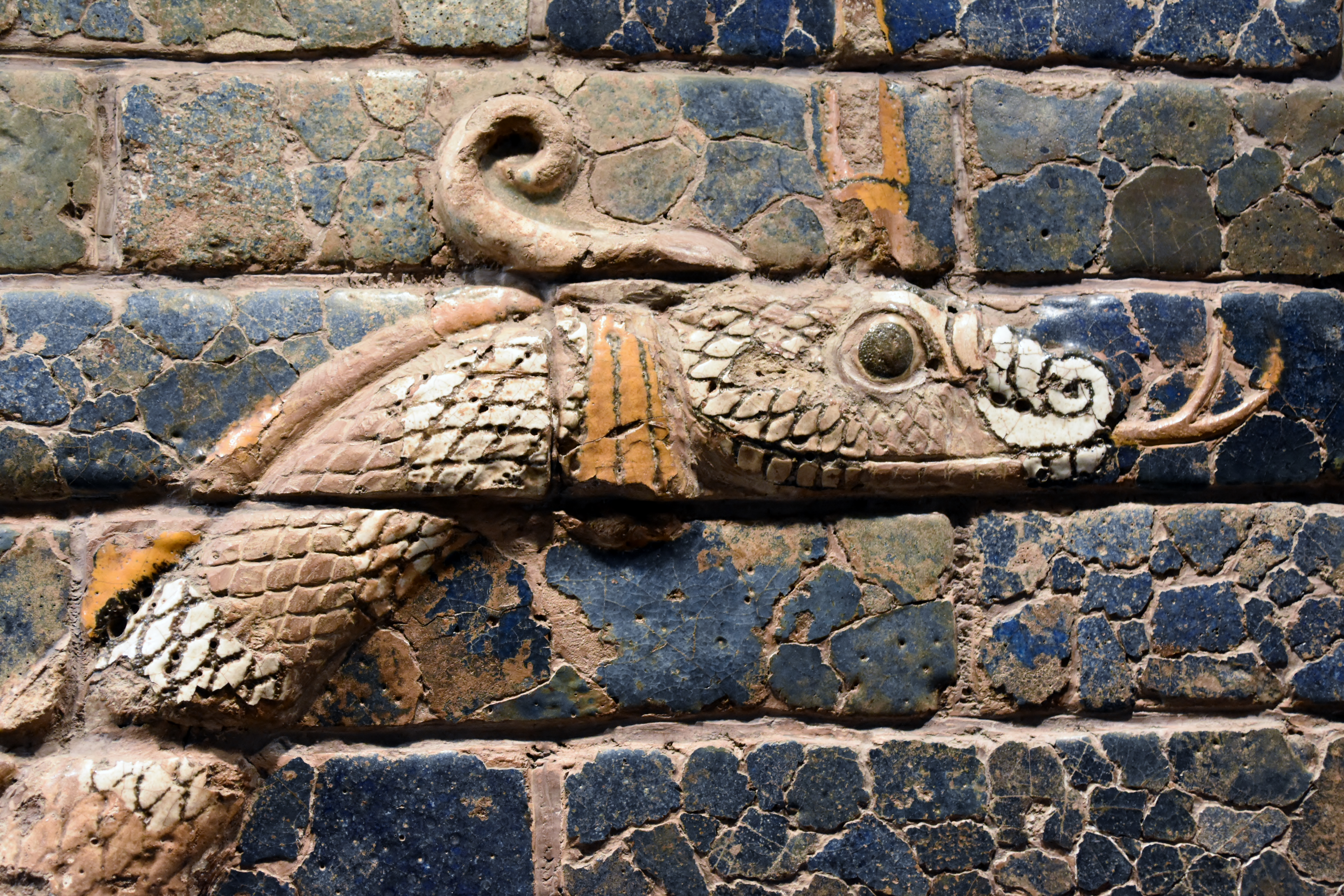
Decorazione della Porta di Ishtar

Nabucodonosor, figlio di Nabopolassar, combatté prima come principe ereditario e poi, alla morte del padre, come re di Babilonia. Nel 605, subito prima di accedere al trono, Nabucodonosor sgominò gli Egizi nella battaglia di Carchemish. Nel 601, Babilonesi ed Egizi tornarono a confrontarsi, infliggendosi ingenti perdite, ma senza che lo scontro risultasse decisivo.
La Cronaca 25 narra i primi undici anni di regno di Nabucodonosor. Tra il 605 e il 601, il re babilonese guerreggiò vittoriosamente nel Levante. Nel 604, sempre secondo la Cronaca 25 (e l'archeologia sembra confermarlo con ragionevole certezza), i Babilonesi conquistarono e distrussero Ashkelon.
Ioiakim, re di Giuda, che si trovava nell'area di scontro tra Egizi e Babilonesi, decise, sperando nel supporto dei primi, di sfidare Nabucodonosor. Nel 598, Gerusalemme fu assediata (l'assedio di Gerusalemme è narrato nella Bibbia, ma anche nella Cronaca 24). Ioiakim morì durante l'assedio e sostituito con il figlio Ioiachin, che finì deportato a Babilonia, insieme a 3000 membri della classe dirigente. Sul trono di Giuda fu posto Sedecia, il quale rispettò per qualche anno l'alleanza con i Babilonesi, per poi ribellarsi intorno al 590, sobillato dalla fazione filo-egizia della sua corte e contro il parere del profeta Geremia. L'esito ci è noto dalla Bibbia, ma non dalla Cronaca 24, che si interrompe al 594. Nabucodonosor tornò ad assediare Gerusalemme: l'assedio durò dal nono all'undicesimo anno di regno di Sedecia (2 Re 25.1-2), per un totale di diciotto mesi. La città fu presa probabilmente nell'estate del 586, evento a cui seguì una seconda deportazione passata alla storia come Cattività babilonese. L'ex capitale giudea e i suoi dintorni furono spopolati, così come la Shefela. È possibile che intento di Nabucodonosor fosse impedire agli Egizi di sfruttare il vuoto di potere prodottosi installandosi nell'area. Giuda divenne una provincia dell'Impero e a controllarla fu posto un governatore, Gedalia. Quando questi fu assassinato, Nabucodonosor provvide ad una terza deportazione.
Il destino di Tiro fu diverso. La città era vassalla dell'Impero neo-babilonese già dal 598-597: il cosiddetto Calendario reale di Nabucodonosor menziona infatti il suo contributo alla ricostruzione del Palazzo Sud di Babilonia. Dopo il secondo assedio di Gerusalemme, il re babilonese, in chiave anti-egizia, decise di assediare Tiro. Lo storico Giuseppe Flavio, rifacendosi ad uno storico greco, riporta che l'assedio durò ben 13 anni. Anche un passo del Libro di Ezechiele (29.18) sembra confermare la lunghezza dell'assedio. L'esito, a quanto pare, fu un nuovo accordo di vassallaggio, più pesante per Tiro, che però poté mantenere una dinastia locale. Sembra anche che Tiro divenisse a partire da quel momento la base militare babilonese per le operazioni nel Levante.
Non è chiara la natura delle spedizioni militari babilonesi in Levante dopo il 594 (anno in cui si interrompe la Cronaca 24). Secondo alcuni studiosi, avevano come unico obbiettivo la raccolta del tributo; secondo altri (ad esempio, Van De Mieroop), la situazione nel Levante e il confine con l'Egitto si stabilizzarono solo intorno al 568. In generale, del rapporto tra il nuovo impero e gli stati confinanti sappiamo poco. Sembra che Nabucodonosor intendesse attaccare direttamente l'Egitto, ma nulla sappiamo dell'esito. Anche il rapporto con i vecchi alleati del padre, i Medi, appare oscuro. Sembra che questi ultimi si attestassero sulle colline e gli altopiani a nord-est dell'alluvio mesopotamico. Abbiamo comunque notizia di alcuni proscritti babilonesi che si rifugiarono tra i Medi, per cui è probabile che la vecchia alleanza non sussistesse più. Abbiamo poi vaghe informazioni intorno ad una campagna contro l'Elam, che si sarebbe conclusa con la conquista di Susa.
Gli scavi condotti dall'archeologo tedesco Robert Koldewey tra il 1899 e il 1914 rivelarono i fasti della capitale di Nabucodonosor. Dalle sue iscrizioni ricaviamo che il re intervenne sull'E-niggidri-kalamma-summa, l'Emah (il tempio della dea Ninmah), l'Esagila (il tempio di Marduk), nonché l'Etemenanki (lo ziggurat di Marduk). La consistentissima serie di attività architettoniche di Nabucodonosor si appoggiò certamente su una dura imposizione di tributi a tutto l'impero e, anzi, pare che il restauro dell'Etemenanki fu organizzato come corvée generalizzata. Nabucodonosor si impegnò anche sul fronte dell'architettura civile e militare: notevolissimo fu l'ampliamento della Porta di Ishtar, la porta nord della città, oggi conservata al Pergamon Museum di Berlino. La via processionale che portava dalla Porta di Ishtar al complesso templare del dio Marduk fu abbellita di mattoni smaltati e bassorilievi di leoni (il leone era simbolo di Ishtar). La città di Babilonia divenne famosa per le sue bellezze: di tali fasti resterà eco tra i Greci, che ne annoveravano i Giardini pensili (costruiti intorno al palazzo reale) e le mura tra le Meraviglie del mondo antico. Di tali giardini, però, non c'è traccia nelle fonti coeve né alcuna evidenza archeologica. Lo storico Giuseppe Flavio (I secolo d.C.) cita Berosso (290 a.C. ca.) per riportare che Nabucodonosor II li aveva costruiti per la propria moglie meda, malata di nostalgia della sua terra natale. In un altro passo, Berosso chiama questa moglie Amytis.

### Ultimi re neo-babilonesi
Nabucodonosor II morì dopo 43 anni di regno, nel 562 a.C. Il figlio e successore, Amel-Marduk (Evil-Merodach nel Secondo libro dei re), fu detronizzato dopo soli due anni in seguito ad un colpo di Stato operato da Neriglissar (Nergal-sharru-usur), assai probabilmente lo stesso generale (simmagir) babilonese presente nel Calendario reale di Nabucodonosor e all'assedio di Gerusalemme (vedi anche Geremia 39.3, dov'è chiamato Nergalsharetser) e, secondo l'attendibile testimonianza di Berosso, cognato del re. Neriglissar era certamente conscio di essere un usurpatore, dato che nelle proprie iscrizioni insiste sulla propria elezione divina, come già Nabopolassar prima di lui. Dichiara altresì di essere figlio di un "principe saggio", Bel-shumu-ishkun, probabilmente lo stesso Bel-shumu-ishkun che appare nel Calendario reale come capotribù dei Puqudu. La Cronaca 25 riporta che Neriglissar effettuò campagne militari in Cilicia, attaccò il regno di Pirindu (senza però riuscire a catturare il re Appuashu) e giunse ad oltrepassare il confine della Lidia.

### Nabonedo e la fine dell'Impero neo-babilonese

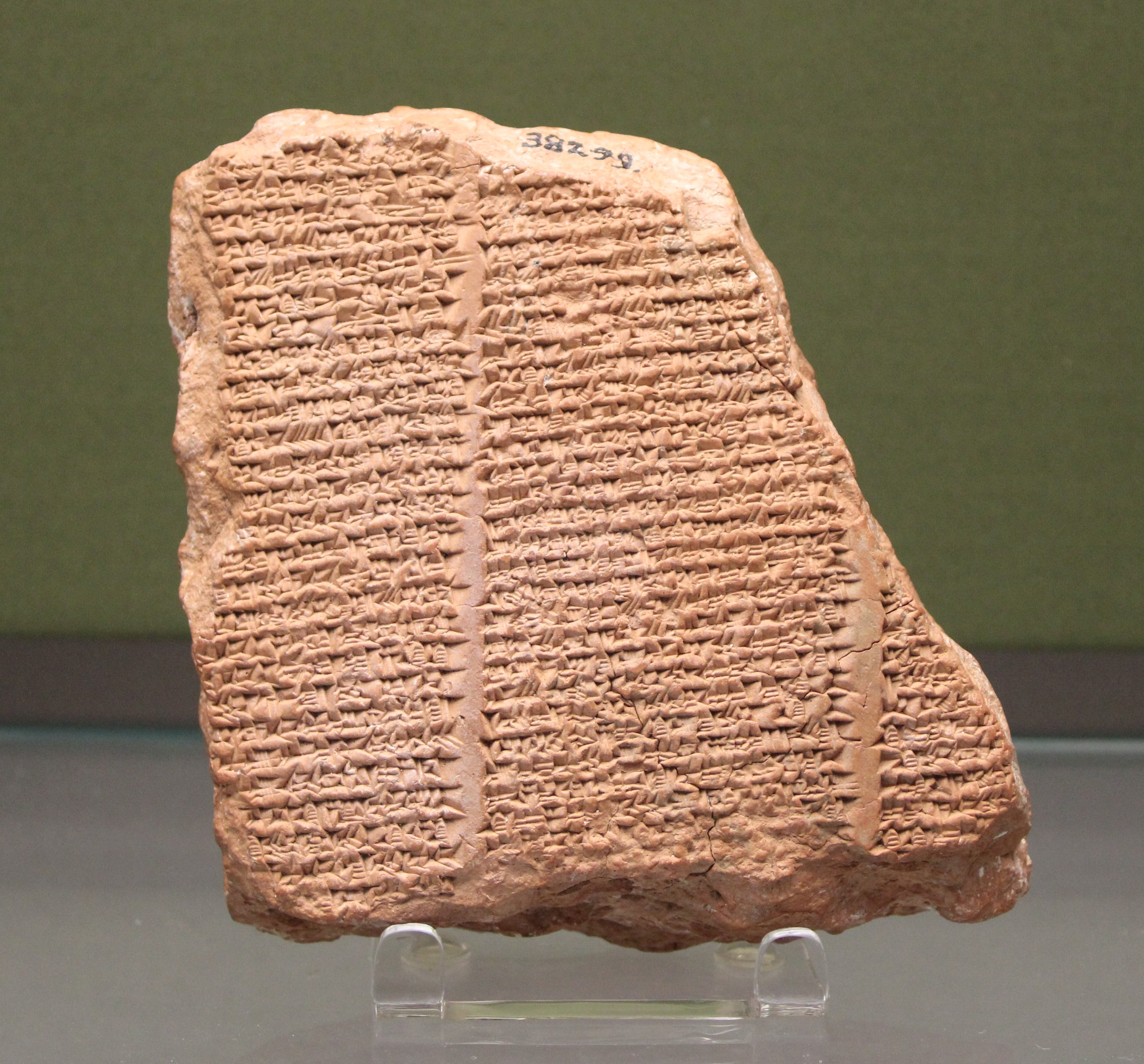
Il cosiddetto Racconto in versi di Nabonedo, conservato al British Museum (BM 38299)

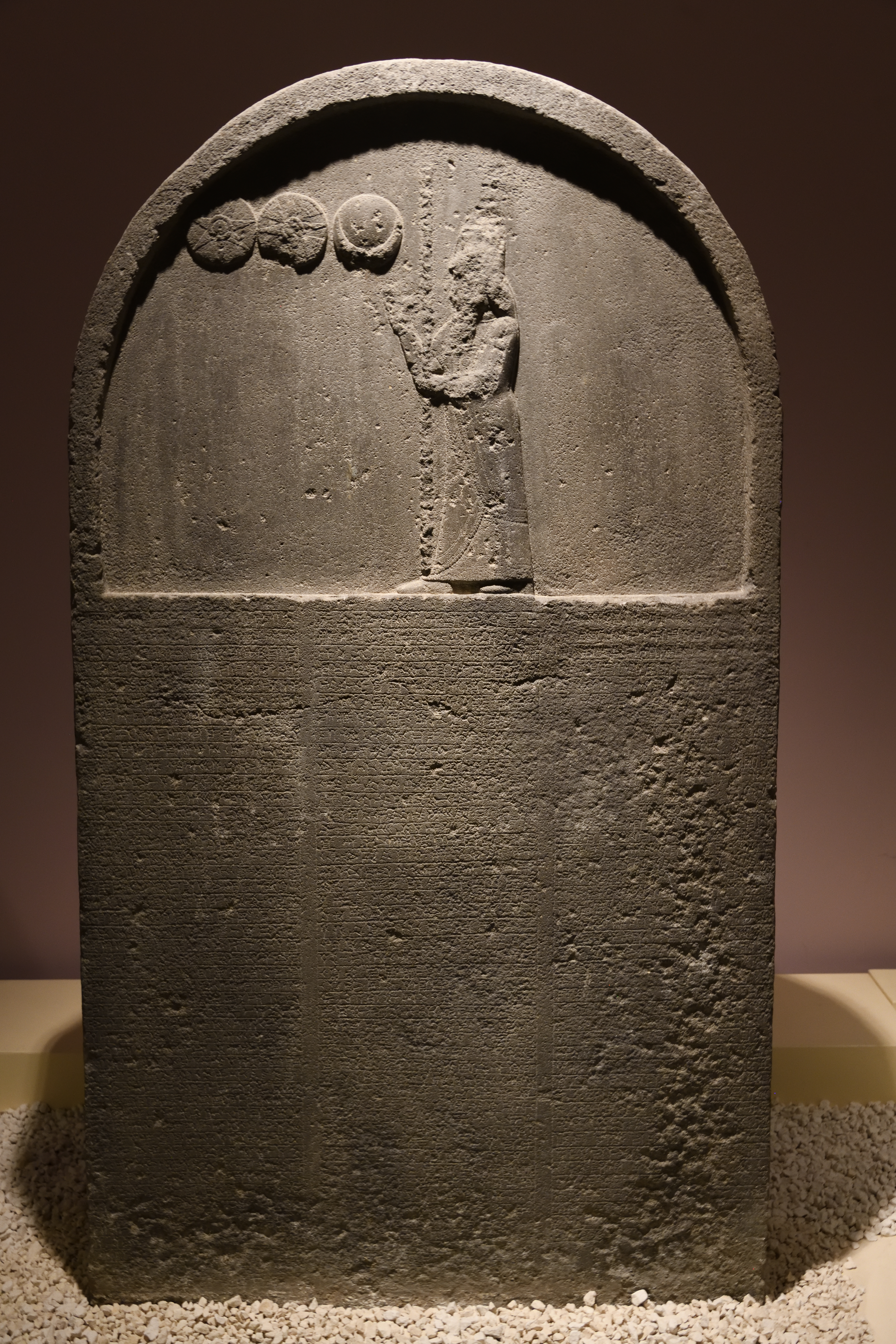
Stele H2A di Nabonedo, scoperta da D. S. Rice nel 1956; era posta all'entrata est della Grande moschea di Harran, come parte del pavimento. È un monolito di basalto, alto 190 centimetri e largo 97, e contiene un'iscrizione in cui Nabonedo celebra la ricostruzione dell'Ehulhul, tempio di Sin, allude al conflitto con i sacerdoti di Marduk e dà importanti dettagli sul trasferimento della corte a Tayma, in Arabia.

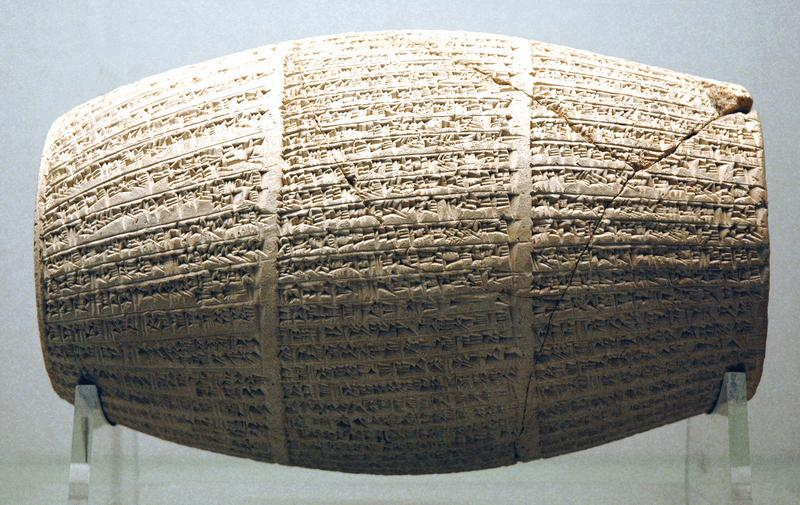
Il Cilindro di Nabonide ritrovato a Sippar

Neriglissar restò in carica dal 559 al 556, quando morì. Il trono passò al figlio Labashi-Marduk, ucciso dopo pochi mesi in seguito ad un altro colpo di Stato, che portò al trono l'ultimo imperatore caldeo, Nabû-naʾid (Nabonedo o Nabonide).
A quanto sembra, Nabonedo partecipò attivamente al colpo di Stato per abbattere Labashi-Marduk. Nelle proprie iscrizioni, Nabonedo insiste sul fatto di non aver mai desiderato di divenire re. Questa affermazione può ben essere vista con sospetto, ma potrebbe anche rinviare alla personalità che davvero stava dietro al colpo di Stato, cioè Bel-sharru-usur (Belshazzar nella Bibbia), un figlio di Nabonedo che appare in qualità di ufficiale di corte in alcuni documenti di Neriglissar.
Nabonedo si presenta come figlio di Nabu-balassu-iqbi, un "principe saggio", come già Neriglissar prima di lui. Abbiamo anche qualche informazione su Adad-guppi, madre di Nabonedo. La Cronaca 26 riporta che la regina madre morì nel nono anno del regno del figlio nei pressi di Sippar. Stando ad un'iscrizione eretta dal figlio a Harran qualche anno dopo la sua morte, Adad-guppi era originaria di Harran, si trasferì a Babilonia dopo il crollo dell'Impero assiro e servì alla corte di Nabopolassar, Nabucodonosor e Neriglissar. Agli ultimi due imperatori ebbe modo di presentare il figlio.
È caratteristica di Nabonedo la sua devozione al dio della luna Sin. Del resto, Harran era uno dei maggiori centri di culto di Sin. Il tempio principale di Sin si trovava però a Ur. Nel suo secondo anno di regno, Nabonedo riistituì la figura dell'alta sacerdotessa del dio Sin a Ur, figura che era caduta nell'oblio, a quanto sembra, fin dai tempi della Seconda dinastia di Isin. In base ad un presagio tratto dall'Enuma Anu Enlil, un compendio astrologico, un'eclissi nel mese di Ululu avrebbe significato che il dio Sin richiedeva una nuova sacerdotessa. Nabonedo fece in modo che a ricoprire la carica fosse la figlia, ribattezzata per l'occasione En-nigaldi-Nanna, nome che in lingua sumerica significa 'l'alta sacerdotessa richiesta da Nanna' (Nanna è il nome sumerico di Sin). La consacrazione di En-nigaldi-Nanna è ricordata dalla Cronaca 53.
All'inizio del suo terzo anno di regno, Nabonedo operò delle campagne militari verso ovest, che finirono per condurlo nell'Arabia settentrionale (primavera del 553). Stando al cosiddetto Racconto in versi di Nabonedo (un pamphlet che ritrae assai negativamente il re babilonese), Nabonedo si diresse verso l'oasi di Tayma (Teima), vi sconfisse un re locale e stabilì lì la propria residenza (per almeno cinque anni, ma non più di dieci).
Si è provato in molti modi a spiegare la spedizione araba di Nabonedo: ragioni commerciali, religiose, strategiche. Tanto la stele H2A di Harran quanto la letteratura sfavorevole al re babilonese e successiva alla sua caduta riferiscono di difficili rapporti con diversi gruppi di potere nella capitale, dove Nabonedo aveva lasciato il figlio Bel-sharru-usur come reggente. La Cronaca 26, la Profezia dinastica e il Racconto in versi insistono sull'impossibilità di festeggiare l'Akītu in assenza del re.
Nel sesto anno di governo di Nabonedo (550-549), stando alla Cronaca 26, accadde un fatto di estrema importanza per tutta la futura storia del Vicino Oriente antico: il re di Anshan, Ciro, discendente di Achemene (il fondatore della dinastia degli Achemenidi), si liberò dalla tutela del re medo Astiage (figlio di Ciassare) e conquistò Ecbatana. Può darsi che dietro questa ribellione stesse lo stesso Nabonedo, il quale desiderava la liberazione di Harran dai Medi, che la occupavano fin da quando (610) l'ultimo imperatore assiro Assur-uballit II vi si era rifugiato. Questo desiderio è espresso dal re babilonese nel Cilindro di Sippar, in cui Nabonedo racconta di essere stato visitato in sogno dagli dèi Marduk e Sin, affinché si adoperasse per il restauro dell'Ehulhul, tempio di Sin a Harran distrutto dai Medi. Ai tentennamenti di Nabonedo, timoroso di fronte alla capacità meda di resistere ad un eventuale attacco, i due dèi rispondono preannunciando la sconfitta del nemico.
Può insomma essere che fosse lo stesso Nabonedo a spingere Ciro alla ribellione. Il re babilonese, al suo ritorno in Babilonia dall'Arabia, provvide effettivamente al restauro dell'Ehulhul. Ciro, però, non si accontentò di unificare l'Anshan, i Persiani e i Medi: attaccò Creso in Lidia e conquistò la sua capitale, Sardis. Stando alla Cronaca 26, siamo nel nono anno di Nabonedo (marzo-maggio 547). Un confronto tra il re babilonese e Ciro, padrone di un regno che abbracciava l'Asia minore e il Golfo Persico, sembrava ormai inevitabile.
Secondo altre interpretazioni, il trasferimento di Nabonedo in Arabia sarebbe avvenuto l'anno dopo la presa di Ecbatana da parte di Ciro e a questa sarebbe da mettere in connessione. A tal proposito, è stato ipotizzato il tentativo da parte di Nabonedo di coinvolgere la parte occidentale (aramaica e assira) del regno, nonché le tribù arabe, per diffidenza verso le componenti più propriamente babilonesi, assai critiche verso le propensioni eterodosse di culto del re. È stato anche ipotizzato che il trasferimento significasse la ricerca di una seconda linea di difesa, più protetta dal confine con le popolazioni iraniche di quanto non fosse Babilonia. Altri ancora ipotizzano che il trasferimento in Arabia servisse a garantire il collegamento con il Mediterraneo.
Fu probabilmente alla metà del suo tredicesimo anno di regno (o del diciassettesimo) che Nabonedo fece ritorno a Babilonia (autunno del 544). Negli ultimi anni di regno, le iscrizioni di Nabonedo esprimono il suo ormai completo fanatismo verso il dio lunare Sin e l'abbandono di Marduk. Il suo ultimo anno di regno è narrato dalla Cronaca 26. I Babilonesi ormai si attendevano una invasione in massa delle forze persiane. Nabonedo ordinò che le statue degli dèi poliadi fossero raccolte nella capitale per evitarne la cattura. Truppe persiane, comandate da Ugbaru (il Γοβρύας, Gobria, delle fonti greche), invasero la Babilonia da nord-est, incontrando resistenza solo ad Opis, sul Tigri. Il 10 ottobre del 539, Sippar fu conquistata dai Persiani senza dar battaglia. Il 12 ottobre, i Persiani entrarono a Babilonia. Ciro, presentatosi come restauratore del corretto culto di Marduk, fu accolto come liberatore e Nabonedo catturato. La Profezia dinastica riferisce che il re babilonese fu esiliato. Berosso corrobora questa ipotesi, affermando che fu deportato in Carmania.
Babilonia non fu distrutta né saccheggiata, divenendo anzi una delle capitali del nuovo Impero achemenide. Come scrive Mario Liverani, «la fine di un mondo [avvenne] nel segno della continuità, con la massima attenzione a non rendere penoso e neanche avvertito un declassamento che si rivelerà solo nei decenni successivi».

## La Babilonia achemenide

### Il trionfo di Ciro

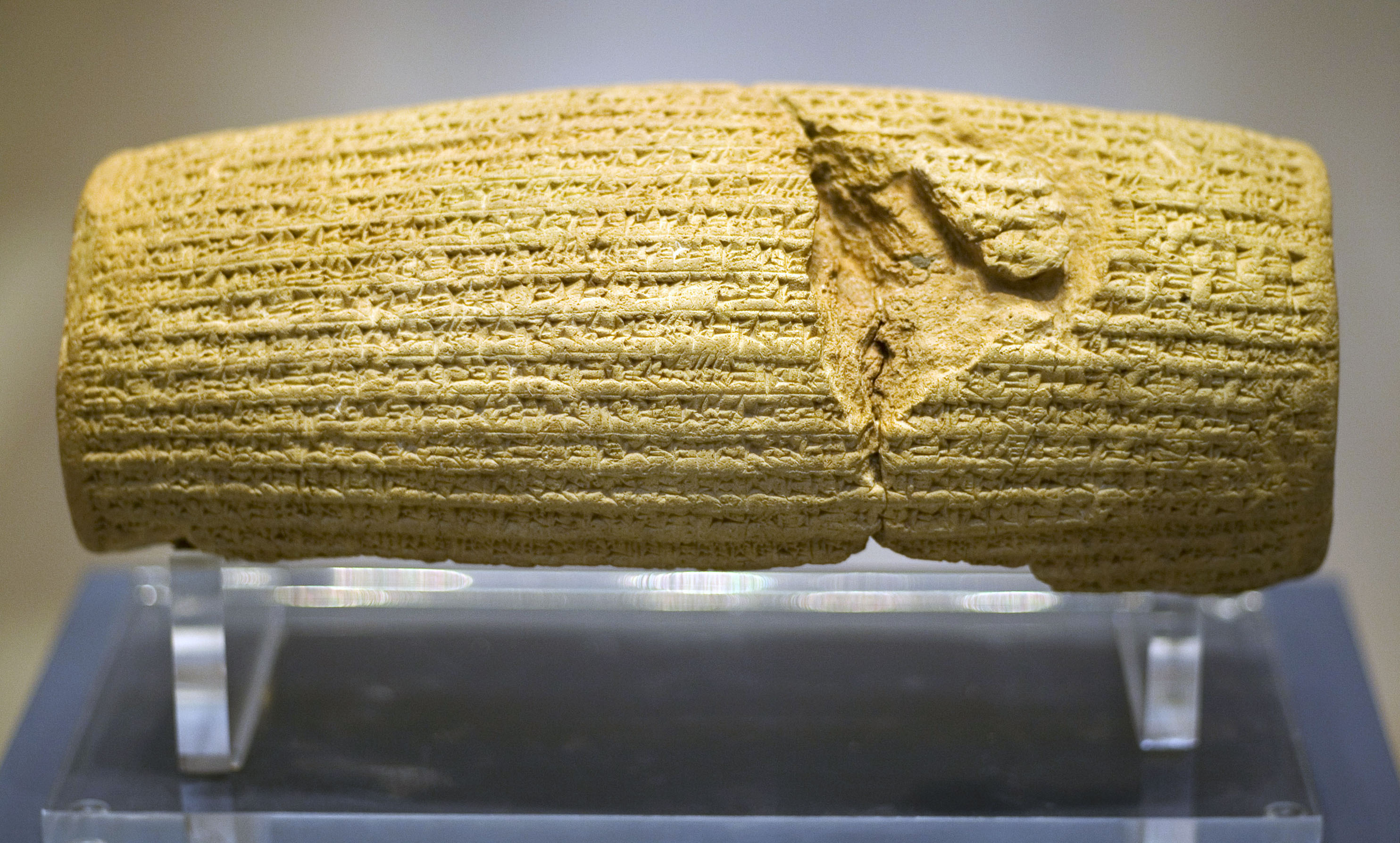
Il Cilindro di Ciro, conservato al British Museum. Insieme alla Cronaca 26, alla Profezia dinastica, al Racconto in versi di Nabonedo e alla Cronaca 53 (un documento quasi certamente vergato in chiave propagandistica dalla cancelleria achemenide), il Cilindro di Ciro appartiene alla ampia letteratura tesa a screditare Nabonedo, l'ultimo re babilonese.

Stando alla Cronaca di Nabonedo, Ciro entrò trionfalmente a Babilonia il 29 ottobre 539, decretò la pace e restituì alle rispettive città le divinità poliadi. Ciro non mancò di stravolgere il significato del gesto di Nabonedo, che aveva messo al riparo le statue per proteggerle dall'attacco, accusandolo di sacrilegio. Fu cura di Ciro mettere in cattiva luce l'ultimo re locale soprattutto da un punto di vista teologico: Nabonedo non aveva rispettato la primazia di Marduk e aveva regnato contro la volontà degli dèi. Marduk aveva cercato disperatamente qualcuno che potesse regnare sulla Babilonia con la dovuta attenzione all'aspetto cultuale e aveva trovato in Ciro il miglior candidato. Questa rappresentazione altamente negativa di Nabonedo sopravvisse nella tradizione biblica. I Manoscritti del Mar Morto affermano che il re babilonese fu colpito da una terribile malattia mentre si trovava a Tayma.
È emblematico che Ciro, già re di Anshan, abbia scelto di far ripartire il novero dei propri anni di regno dall'ascesa al trono di Babilonia, anche se qualche incertezza persisté nei primi anni: in alcuni documenti provenienti dalla Babilonia centro-settentrionale, le datazioni sono doppie e si riferiscono a Ciro come "re delle terre" e al figlio Cambise come "re di Babilonia". Questa soluzione rinvia forse ad una ipotesi di co-reggenza messa in atto inizialmente. Per i primi tre anni di regno su Babilonia, Ciro in effetti adottò una titolatura regale molto varia: "re di babilonia" (shar Babili), "re delle terre" (shar matati), una combinazione delle due (shar Babili u matati), ma anche "re di Babilonia, re delle terre" (shar Babili shar matati). A partire dal quarto anno di regno, il titolo assunse una forma stabile (shar Babili shar matati), che permase fino ai primi anni di regno di Serse.
Sempre al quarto anno di regno risalgono le prime tracce di una vasta unità territoriale indicata come pihat Babili u eber nari, dove eber nari signfica 'oltre il fiume' e indica i territori ad ovest dell'Eufrate (una regione che successivamente acquisterà identità propria e generalmente indicata nelle fonti moderne come Transeufratene).
Tanto il Cilindro di Ciro quanto diversi archivi babilonesi attestano che la transizione al nuovo regime fu sostanzialmente pacifica. Gli archivi privati indicano che gli imprenditori non patirono danni dal cambio di regime e c'è anzi il caso della famiglia Egibi, che in quella fase prosperò. Anche il polo templare visse all'insegna della continuità. La classe dirigente babilonese, che occupava tradizionalmente gli incarichi più prestigiosi nei templi di Sippar, Uruk e Borsippa, rimase al proprio posto. Dalle stesse famiglie aristocratiche provenivano i diversi governatori (shakin temi) posti a capo delle singole città. Al contrario, i dipendenti reali incaricati di gestire le aree agricole intorno alle città non vissero tempi felici come le élite urbane.
Nel segno della discontinuità è invece la scarsa attenzione dei successori di Ciro alla ristrutturazione dei templi, compito che era stato tradizionalmente importante per tutti i re babilonesi, inclusi quelli che provenivano da dinastie straniere (Amorrei, Cassiti, Caldei e Assiri). Come scrive Paul-Alain Beaulieu, «per la prima volta nella sua storia, Babilonia non riuscì ad assimilare stranieri nel proprio mondo culturale simbolico». Per converso, l'Impero achemenide fu il primo impero nella storia vicino-orientale a riconoscere la diversità dei propri sudditi, riuscendo a mettere insieme realtà assai diverse tanto sul piano linguistico-culturale, quanto su quelli sociale, politico ed economico.

### Cambise, Smerdi, Dario

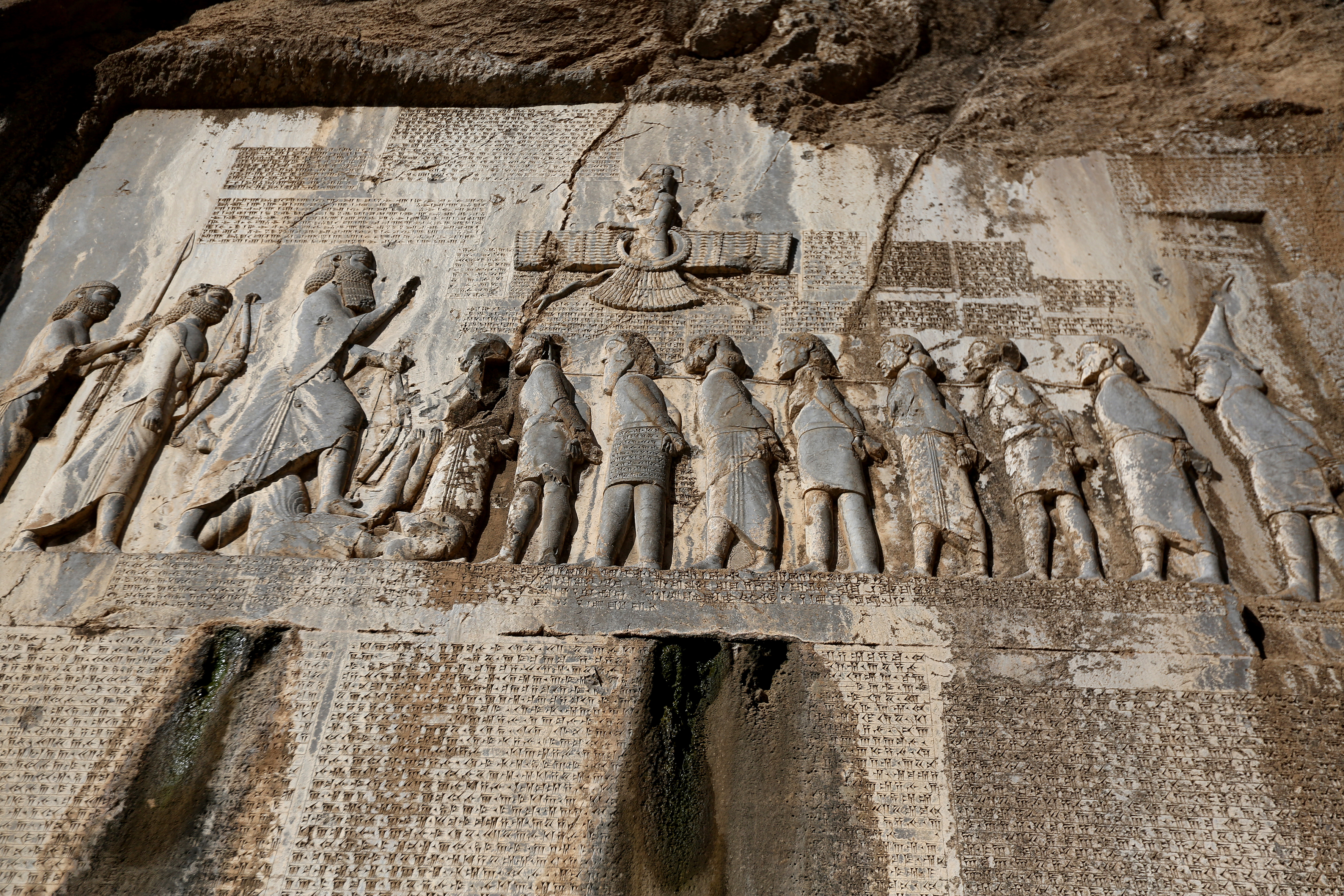
L'Iscrizione di Behistun, la prima e la più estesa iscrizione reale achemenide. Il testo fu scolpito in tre lingue, persiano antico, elamica e babilonese. Una versione in aramaico su papiro fu trovata a Elefantina, in Egitto. Voluta da Dario per commemorare la repressione delle rivolte sorte all'inizio del suo regno, si rifà a modelli antico-accadici, in particolare alla Stele della Vittoria di Naram-Sin.

Cambise II, successore di Ciro e re dal 529 al 522, aveva già combattuto come principe ereditario e coreggente nelle terre occidentali e in quella direzione sviluppò la propria attività bellica: si impossessò di Cipro e poi, nel 525, dell'Egitto: proclamatosi re d'Egitto, sembra che si stabilì lì fino alla morte. Nonostante Erodoto giudichi queste campagne fallimentari, nel 521 la Nubia era ormai parte dell'Impero.
La morte di Cambise II nel 522 determinò una crisi politico-dinastica, di cui abbiamo testimonianza principalmente dall'Iscrizione di Behistun e dalle Storie di Erodoto. L'iscrizione di Dario sul Monte Behistun offre una versione dei fatti spesso screditata dagli storici: secondo Dario, Cambise aveva ucciso il fratello Smerdi e nascosto il fatto. Nel marzo del 522, un ribelle di nome Gaumata, un magio zoroastriano, si pose a capo di una ribellione contro Cambise, assumendo l'identità dello Smerdi ucciso. Cambise morì in Siria prima di poter sopprimere la rivolta. Gaumata poté dunque impossessarsi del trono e regnare dall'11 marzo al 29 settembre 522, quando fu sconfitto da Dario, che ascese al trono. Una possibile interpretazione dei fatti è la seguente: Smerdi si era ribellato, aveva cercato, invano, di ottenere l'appoggio della classe dirigente, i cui membri, e tra questi Dario, l'avevano eliminato; Dario si era a questo punto impossessato del trono da usurpatore, delineando poi un'elaborata trama, secondo cui lo Smerdi ucciso era un impostore, che ne giustificasse l'operato.
Con tutta probabilità, Dario non apparteneva allo stesso ramo familiare di Ciro e Cambise; questi ultimi reclamavano una discendenza da Teispe, mentre Dario, seppur imparentato con i Teispidi, reclamava discendenza da Achemenide, figura che darà il nome alla dinastia, di cui Dario può essere considerato l'effettivo fondatore.
Poco dopo l'ascensione al trono di Dario, l'Impero achemenide fu scosso da una serie di rivolte, certamente legate alla crisi dinastica, che coinvolsero pressoché tutte le regioni. Una delle prime aree a ribellarsi fu la Babilonia, dove lo zazakku (funzionario del fisco) Nidintu-Bel si sollevò nell'autunno del 522, assumendo il nome di Nabucodonosor (III) e dichiarandosi figlio di Nabonedo. Nidintu-Bel fu sconfitto in due diversi scontri in dicembre. Nel maggio del 521, si affacciò un nuovo pretendente al trono babilonese, Arakha, figlio di Haldita, il quale assunse anch'egli il nome di Nabucodonosor (IV). Stando all'Iscrizione di Behistun, questo Arakha non era babilonese, ma armeno (il nome del padre era urarteo). Questa usurpazione durò più a lungo di quella di Nabucodonosor III, dato che Dario risiedeva in quel periodo in Media e in Persia. Come già Nabonedo, Nabucodonosor IV ordinò che la statua di Ishtar fosse imbarcata da Uruk e messa al riparo a Babilonia. Nel novembre 521, Dario inviò Intaferne (Vindafarna) a domare la rivolta. Arakha fu sconfitto, condotto a Babilonia e impalato, insieme a 2500 seguaci.
Nel complesso, il regno di Dario segna il passaggio dall'approccio di Ciro, che ancora doveva molto del suo potere al supporto medo e tendeva a concedere molto alle autonomie locali, ad un approccio più centralizzatore e unificante. A dispetto di ciò, le capitali imperiali erano più d'una e la corte si spostava tra Susa, Ecbatana, Pasargade e Persepoli; se formalmente erano le città persiane a ricevere la maggiore cura architettonica (in particolare Pasargade con Ciro e Persepoli con Dario), era a Susa, con le sue forti strutture amministrative e la sua strategica posizione, al passaggio tra mondo iranico e mondo semitico, che la corte passava la maggior parte del tempo e lì risiedeva l'harem del re.
L'elemento nomadico-guerresco, tradizionalmente iranico, restò vivo sia nella mobilità della corte, sia sul piano celebrativo, con le iscrizioni rupestri sui passi montani (con l'esempio massimo di Behistun), che rimontano ai tempi del re lullubita Anu-banini (a Sar-i-Pul, sugli Zagros) e dei re accadi (ca. 2250 a.C.), ma anche con l'installazione di parchi (in avestico pairidaēza, 'paradiso').
La scelta delle iscrizioni multilingue rappresentava il riconoscimento della multipolarità dell'impero. Di norma, come sul Monte Behistun, il testo era trilingue, in persiano antico (usato da Dario, ma non ancora da Ciro), elamico e babilonese; in qualche caso, era usato anche l'egizio. Il cosiddetto "persiano antico", la lingua indoeuropea parlata dai Persiani, non aveva, a quanto sappiamo, una forma scritta prima della conquista di Babilonia. La quasi totalità dei documenti in persiano antico redatti con l'uso della scrittura cuneiforme consiste di iscrizioni monumentali che riproducono, peraltro, non la stessa lingua parlata dai Persiani, ma una forma artificiale, specifica per l'uso celebrativo. La scrittura del persiano comportò l'adozione di un cuneiforme semplificato, con soltanto trentasei segni deputati a rappresentare, similmente agli alfabeti semitici, le sole consonanti, fatta eccezione per la a, la i e la u. C'erano poi cinque segni deputati a rappresentare cinque significati particolari: 're', 'paese', 'terra', 'dio' e 'Ahura Mazda'. Questa versione semplificata del cuneiforme non rappresentava l'evoluzione di un sistema di scrittura precedente, anche se presentava qualche elemento dell'urarteo. Il persiano antico non venne quasi mai usato da solo, ma più spesso accompagnato da versioni in altre lingue scritte in cuneiforme. Dario, nelle Iscrizioni di Behistun, afferma di aver inventato una nuova forma di scrittura: se si tratta del cosiddetto persiano antico, allora le poche iscrizioni di Ciro in questa lingua vanno ritenute dei falsi (mentre di Cambise II non ne sono pervenute). Diverse erano le lingue amministrative: il babilonese a Babilonia, l'egizio in Egitto, mentre nell'altopiano iranico avanzava progressivamente il persiano a scapito dell'elamico (prima a Persepoli e poi a Susa). Lingua franca dell'impero era l'aramaico, diffuso in Siria, Anatolia e Mesopotamia prima dell'avvento dei Persiani e usato soprattutto su superfici deperibili come la pergamena o il papiro.

### Serse

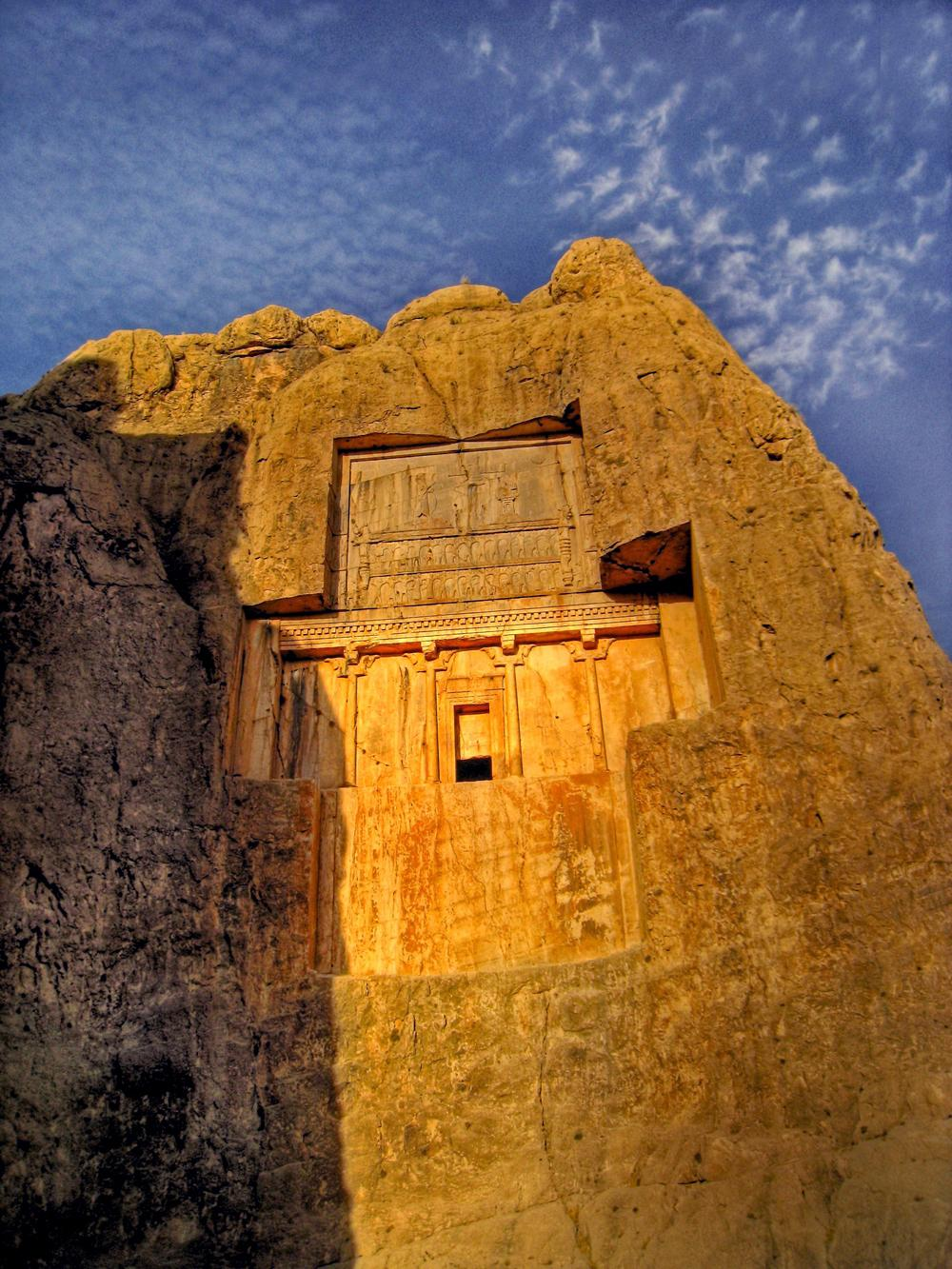
Tomba di Serse (Naqsh-e Rostam)

A Dario, nel 486, succedette il figlio Serse. Poco dopo essere asceso al trono, Serse assunse il titolo di "re di Babilonia, delle terre, dei Persiani e della terra di Media". Nel suo secondo anno di regno, una nuova ondata di ribellioni, la seconda, si abbatté sull'impero, su cui abbiamo informazioni da Erodoto, Ctesia e Arriano, ma soprattutto da fonti cuneiformi. Ci sono giunte diverse tavolette datate in base all'anno di ascensione al trono di un Bel-shimanni e di uno Shamash-eriba; tali tavolette coprono un periodo di soli tre mesi (da luglio ad ottobre). Bel-shimanni probabilmente controllava l'area sud della capitale, mentre Shamash-eriba comandava l'area nord, prima di rimuovere Bel-shimanni e impossessarsi dell'intera capitale. La repressione persiana fu durissima. Stando ad Erodoto, Serse riconquistò la capitale, deportò la statua di Marduk dall'Esagila e distrusse la ziqqurat. Arriano scrive invece che Serse, nel 479, di ritorno dalla Grecia, soppresse una rivolta a Babilonia e chiuse il tempio di Bel (cioè l'Esagila); è possibile che la rivolta di cui parla Arriano sia diversa da quelle del 484, ma non ve n'è traccia nelle fonti cuneiformi.
Pressoché tutti gli archivi cuneiformi si interrompono al secondo anno di regno di Serse. Il fenomeno, senza paralleli nella storia mesopotamica, riguarda archivi sia privati sia istituzionali, in particolare nelle città di Babilonia, Borsippa e Sippar. Esempi notevoli sono gli archivi della famiglia Egibi e quelli dell'Ebabbar di Sippar. È facile supporre che il polo templare fosse profondamente coinvolto nei moti e che fosse per questo decapitato. È peraltro in questo periodo che la figura del governatore della città di Babilonia, cui gli Egibi erano specialmente connessi, scompare dalla scena. Le vecchie élite babilonesi furono estromesse anche in un centro che non aveva partecipato ai moti, Uruk, dove dall'VIII all'inizio del VI secolo a.C. si erano installate numerose famiglie provenienti dalla capitale: la loro venuta aveva promosso il culto di Marduk e di Nabu, e i due dèi, in particolare con Nabucodonosor II, erano stati progressivamente appaiati a Ishtar e Nanaya nell'Eanna. Le famiglie babilonesi a Uruk controllavano gli uffici di culto più prestigiosi: con Serse, di esse si perde ogni traccia; gli uffici di culto tornarono sotto il controllo di famiglie locali. È presumibile che intento di Serse fosse quello di attaccare le tradizioni e le istituzioni religiose babilonesi, così da erodere la coesione del regno.
Negli anni di Serse si perde traccia della provincia di Babilonia e di quella di Transeufratene, per cui è possibile che fossero state dissolte e che lo status di Babilonia ne risultasse ulteriormente ridotto. La Transeufratene, ora satrapia a sé, confinava ad ovest con la Satrapia d'Egitto e comprendeva aree molto diverse tra loro: i territori agricoli della Siria, i porti fenici, zone collinari e desertiche, ma anche l'ex Regno di Giuda e Gerusalemme, aree interessate, stando alla Bibbia, dal ritorno, in tre ondate, degli Ebrei esiliati: una prima avvenuta con l'ascesa al trono di Ciro il Grande, una seconda all'inizio del regno di Dario e una terza alla metà del V secolo a.C., condotta da Esdra e da Neemia. Questo panorama non è confermato dall'archeologia, che, al contrario, mostra una Gerusalemme ancora minuta, anche quando, nel 445, furono ricostruite le mura.
Verso la fine del proprio regno, Serse abbandonò il titolo di "re di Babilonia" e adottò quello di "re delle terre", poi mantenuto dai successivi re achemenidi e dinasti macedoni, finché i Seleucidi adottarono il titolo di "re" senza altra specificazione.

## La Babilonia ellenistica

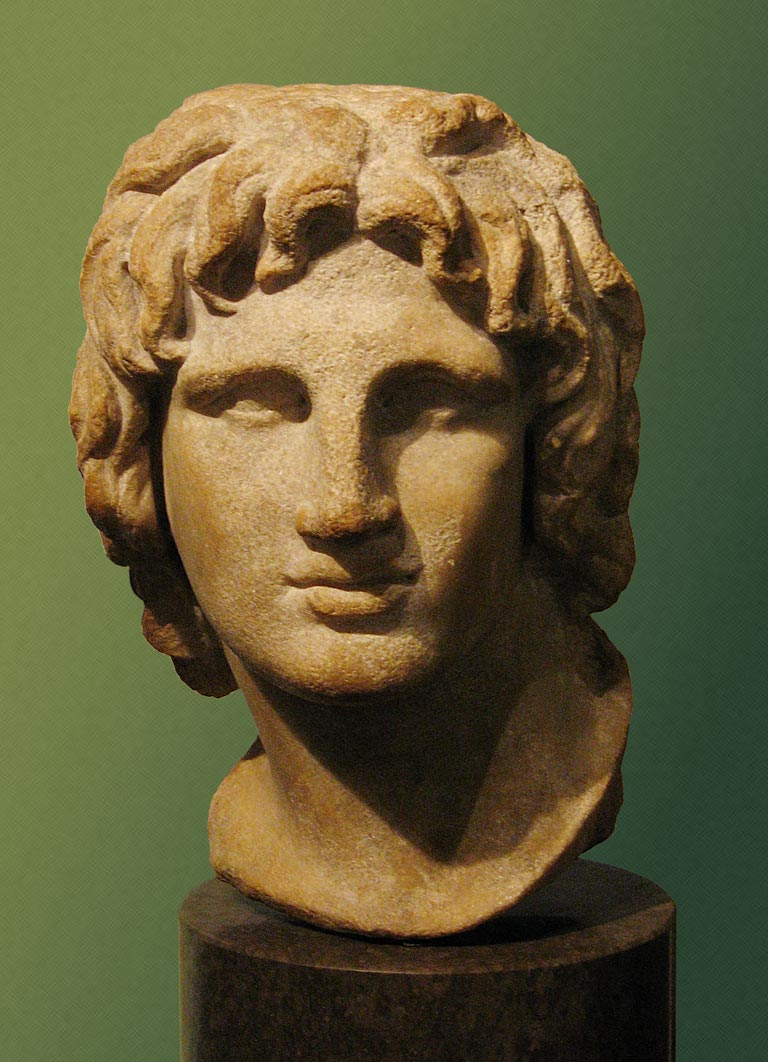
Ritratto di Alessandro III di Macedonia

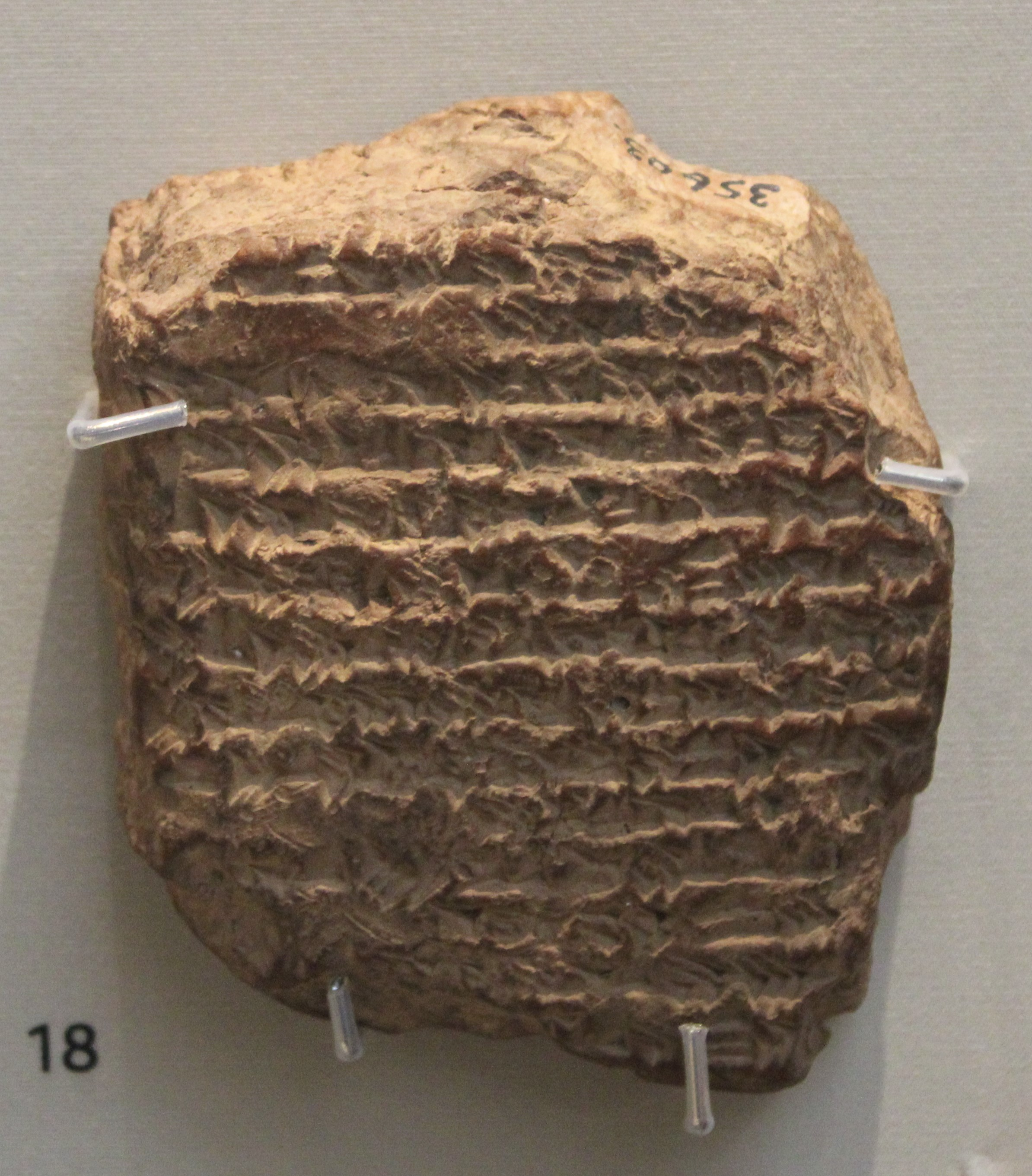
La Lista reale del periodo ellenistico, conservata al British Museum (BM 35603), proviene molto probabilmente da Babilonia. Indica le durate dei diversi regni e comincia con Alessandro il Grande e giunge almeno fino ad Antioco IV Epifane (175-164). La lista non organizza i re in dinastie, ma fornisce schematiche informazioni sulla loro morte.

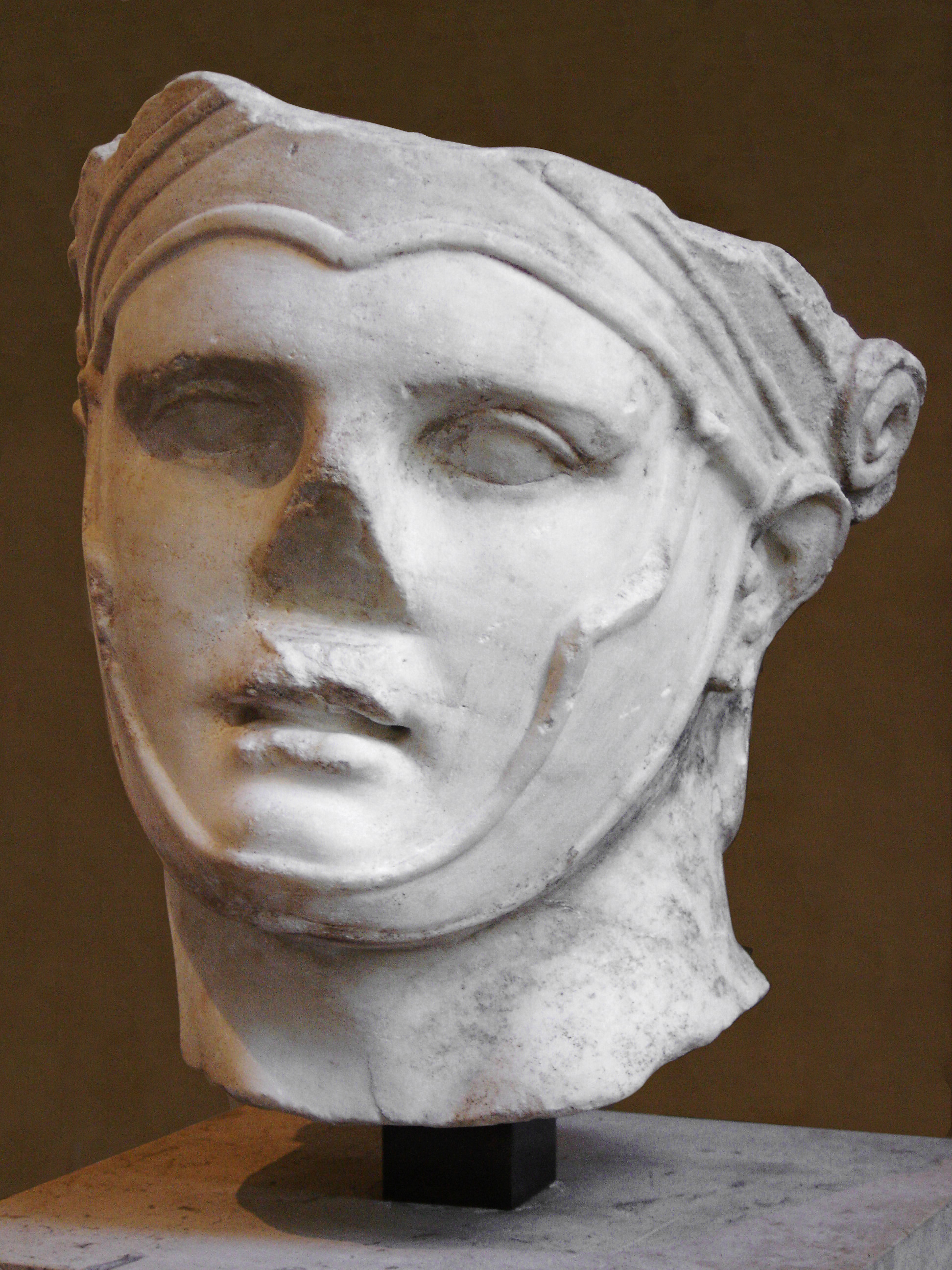
Ritratto di Seleuco I (arte romana di fattura siriana, del I o del II secolo d.C.), oggi al Louvre

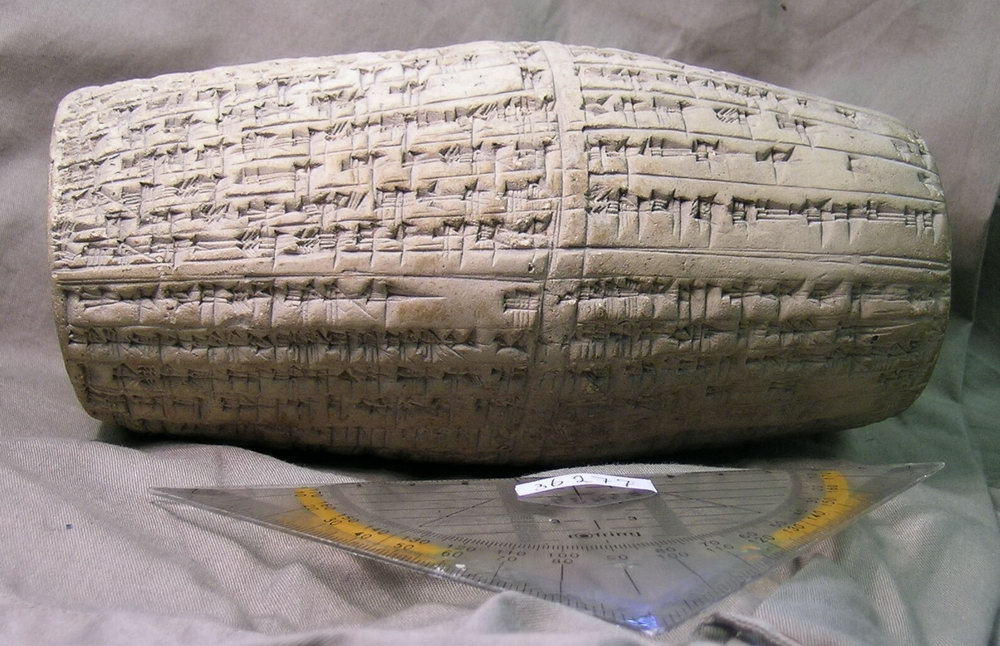
Il Cilindro di Antioco, iscrizione reale con cui il re seleucide Antioco I celebrò la ricostruzione dell'Ezida, il tempio di Nabu a Borsippa. Il cilindro, conservato al British Museum (BM 36277), rappresenta l'ultimo artefatto babilonese di questo genere ed è anche l'unica iscrizione in accadico cuneiforme dopo Ciro il Grande.

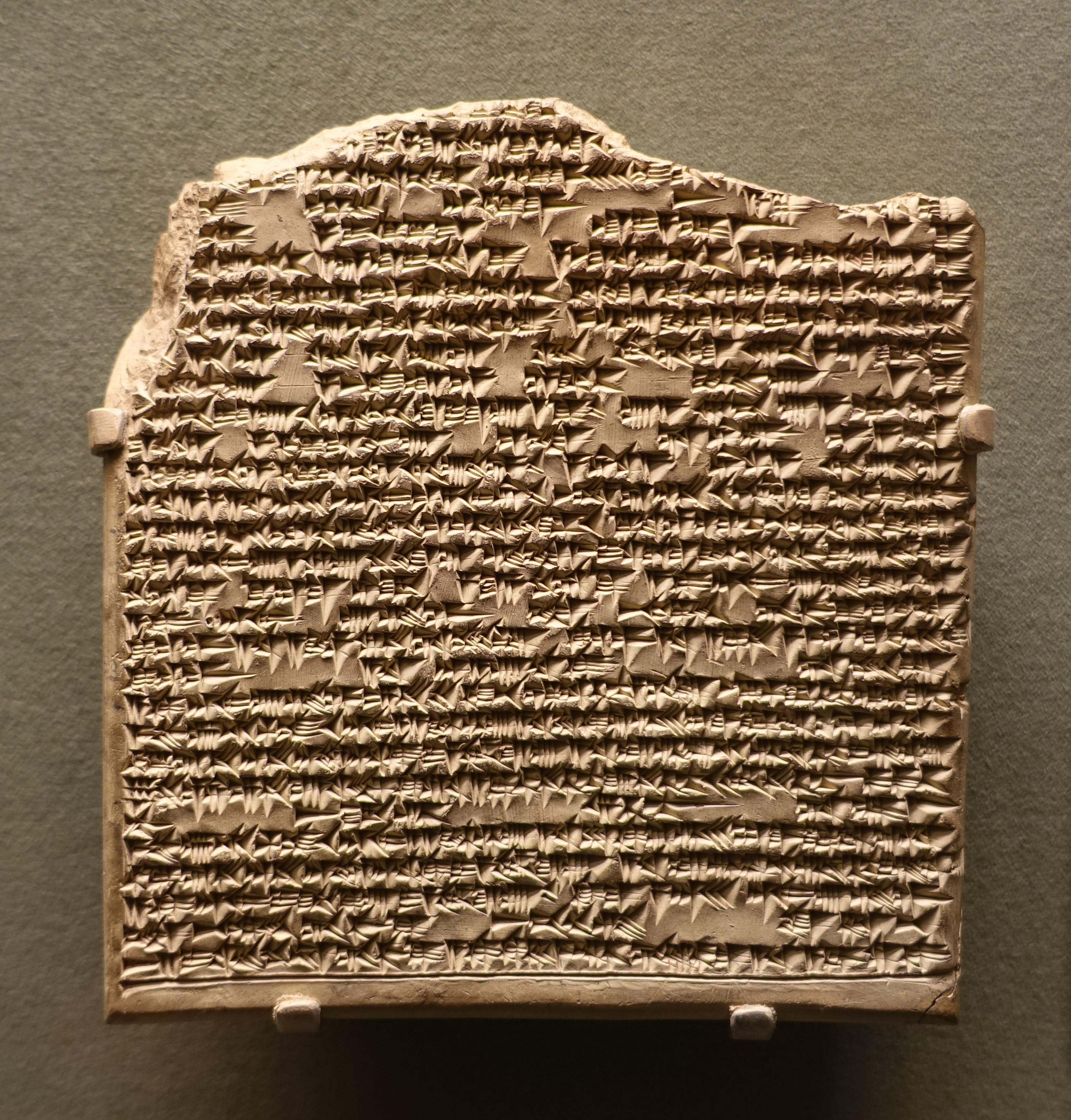
Tavoletta astronomica dell'Era seleucide (Morgan Library & Museum, New York)

A partire dal 400 a.C. e fino alla fine del periodo achemenide, i documenti cuneiformi sono assai scarsi, di modo che pochissimo è possibile dire intorno alla storia di Babilonia. In linea generale, è possibile supporre che le ribellioni dei tempi di Serse portarono ad un controllo più stretto sulla regione, che durò fino alla Battaglia di Gaugamela (331 a.C.), con cui Alessandro il Macedone abbatté l'Impero achemenide. Gli storici dibattono sulla possibile instabilità dell'Impero achemenide dopo Serse: autori come Ctesia e Senofonte (con la sua Anabasi) raccontano di una Persia ricca di intrighi e di crisi dinastiche, mentre gli studiosi moderni tendono a rimarcare gli elementi di continuità, attestati da una serie di documenti babilonesi, tra cui gli archivi della famiglia Murashu, dai quali si evince che l'autorità centrale collaborò con successo con le élite locali per incrementare la produzione agricola.
Lo sviluppo dell'Impero persiano stimolò forse il crearsi di formazioni statali centralizzate ai suoi confini: così l'Impero Maurya ad est e il Regno di Macedonia a ovest. Già Filippo II di Macedonia aveva progettato un'invasione della Persia, ma fu assassinato. Il figlio Alessandro mise in atto quel progetto e nel 334 si portò in Anatolia. Per dieci anni il sovrano macedone combatté in Persia, annettendo via via le satrapie persiane e sconfiggendo Dario III prima nella Battaglia di Isso e poi a Gaugamela. La data della Battaglia di Gaugamela (1 ottobre 331) è confermata dai Diari astronomici. Il successivo 21 ottobre, Alessandro entrò a Babilonia (vedi Conquista di Babilonia (331 a.C.)).
L'ingresso di Alessandro a Babilonia è descritto dalla Anabasi di Alessandro di Arriano. Come già Ciro, Alessandro Magno dovette promuovere i culti locali per farsi accettare come nuovo re. Ad esempio, a Babilonia provvide ad una significativa ristrutturazione dell'Esagila e dell'Etemenanki (anche se la notizia, offerta da Arriano, va accettata con riserva). Ebbe cura che lo sconfitto re di Persia, Dario III, avesse un funerale di Stato, sposò una donna locale, Rossane, e fece sì che i suoi diadochi facessero altrettanto (vedi Matrimoni di Susa). In genere, accettò di onorare in prima persona i rituali babilonesi. Come riporta Arriano, «A Babilonia [...] incontrò i Caldei e diede seguito a tutte le loro raccomandazioni sui templi babilonesi, e in particolare sacrificò a Bel [=Marduk], in accordo alle loro istruzioni». Interessante nel passaggio di Arriano la menzione dei Caldei, individuati qui come classe sacerdotale principale a Babilonia. Il primo riferimento ai Caldei con questo significato, del tutto assente nelle fonti cuneiformi, è in Erodoto, ma ha un'origine oscura.
Quando, nel 324, le truppe macedoni si rifiutarono di proseguire la campagna, Alessandro stabilì in Babilonia la propria capitale. Affascinato dai costumi persiani, adottò, a quanto sembra, l'uso di obbligare i sudditi a inchinarsi in sua presenza e si proclamò figlio del dio egizio Amon. Fu forse assassinato dai propri generali, che si spartirono il suo impero. Il Vicino Oriente, la Persia e parte dell'Asia centrale andarono alla dinastia dei Seleucidi, il cui centro amministrativo era la Babilonia settentrionale.
Al contrario che per il periodo achemenide, le cronache babilonesi in cuneiforme sono abbondanti per l'età ellenistica, anche se spesso solo in frammenti. I Diari astronomici diventano, alla fine del IV secolo a.C., più abbondanti e anche più ricchi di informazioni storiche con l'inizio del II secolo a.C. La più importante collezione di tavolette cuneiformi è quella dell'archivio dell'Esagila, che include i Diari e vari testi astronomici e astrologici. Nel periodo ellenistico, Babilonia si affermò come centro di ricerca astronomica e di produzione di cronache. Le cronache dell'archivio dell'Esagila e i Diari astronomici sembrano strettamente connessi, sia da un punto di vista formale sia da un punto di vista contenutistico. Le fonti greche, poi, occupandosi del mondo seleucide, gettano qualche luce sulla Babilonia dell'epoca.
Dopo la morte di Alessandro, l'autorità regale fu riconosciuta congiuntamente al fratellastro, Filippo III Arrideo, e al figlio nascituro di Rossane, Alessandro (Alessandro IV). Filippo, mentalmente seminfermo, non era in condizioni di governare e il potere era dunque esercitato dai diadochi in competizione tra loro, con anche la prospettiva di separare l'Impero in diversi regni. Documenti cronografici come il Canone tolemaico, la Lista reale di Uruk, il Canone di saros e la Lista reale del periodo ellenistico relativamente al conto degli anni di regno offrono dati leggermente diversi. Inizialmente, si contò dall'anno di intronizzazione di Alessandro Magno in Macedonia (330). Filippo III è riconosciuto re per circa sei anni, dal 323 al 316, anche se di fatto fu assassinato in Macedonia nel 317. Seguono circa sei anni di egemonia del diadoco Antigono Monoftalmo (dal 317-316 al 312-311). Alessandro IV era stato assassinato in Macedonia nel 310 insieme alla madre, Rossane, ma la Lista reale del periodo ellenistico lo riconosce re fino al 304, mentre altri documenti attestano anni di regno dal suo primo (316-315) al suo undicesimo anno (306-305); dal 315 al 311 c'è anche un uso concorrente di datazione secondo l'egemonia di Antigono, indicato come «comandante in capo dell'esercito» (quindi non re).
Con la Spartizione di Triparadiso (320), al diadoco Seleuco fu attribuito il dominio in Babilonia. Nel 315, le relazioni tra Seleuco e Antigono peggiorarono rapidamente: il primo ottenne rifugio in Egitto, dal diadoco Tolomeo. Nel 311, Seleuco tornò in Babilonia, con fedeli e truppe fornite da Tolomeo. Vi giunse a maggio e, da quel momento, combatté per mantenere il controllo della propria satrapia.
Nel 305, Seleuco assunse il titolo di re, ma scelse di retrodatare l'inizio del proprio regno al 311-310 (anno scelto dalla Lista reale di Uruk e dal Canone di saros, e generalmente inteso come primo anno dell'Era seleucide). Tra il 305 e il 301, fondò una propria capitale, Seleucia al Tigri, che le fonti babilonesi chiamavano "città reale" (al sharruti). Dopo che ebbe sconfitto Antigono alla Battaglia di Ipso (301 a.C.), Seleuco fondò una nuova capitale, Antiochia. L'importanza assunta dalla nuova capitale non impedì a Seleucia di prosperare. Stando a Pausania, Seleuco spostò parte della popolazione di Babilonia per fondare Seleucia, ma risparmiò il tempio di Bel, lasciando che i "Caldei" vi vivessero intorno.
La fondazione di Seleucia accelerò il declino di Babilonia. Mentre la nuova capitale arrivava a competere con Alessandria per dimensioni e rilevanza culturale, Babilonia retrocedeva a centro provinciale, perdendo peso internazionale. La cultura babilonese continuò però a fiorire, anche perché i Seleucidi garantirono a Babilonia una certa autonomia amministrativa. L'autorità locale era esercitata dallo shatammu, il massimo sacerdote dell'Esagila, assistito da un'assemblea (kinishtu), spesso indicata come 'i Babilonesi' (Babilayu); tanto lo shatammu quanto la kinishtu erano comunque istituti di governo che esistevano già prima dell'avvento dei Seleucidi. Ci sono pervenuti i nomi di molti degli shatammu dal III al I secolo a.C. e sappiamo anche che la carica era spesso ereditaria o esercitata da padre e figlio congiuntamente. Non sono note altre istituzioni di governo fino all'inizio del II secolo a.C.: sembra che il polo templare governasse dunque la città e ciò spiegherebbe come mai gli autori greci sostenessero che Babilonia fosse abitata soprattutto da "Caldei" (=preti). I re seleucidi finanziarono la ristrutturazione dei templi di Babilonia. La Cronaca della rovina dell'Esagila, databile al 292-291 a.C., riporta che il principe ereditario Antioco rimosse le rovine del tempio con l'aiuto dei soldati. I Diari astronomici riportano poi per l'anno 274-273 che i lavori erano ancora in corso. Il Cilindro di Antioco attesta il coinvolgimento di Antioco qualche anno più tardi.
Il re seleucide Antioco I e i suoi successori continuarono a mostrare qualche interesse nei confronti di Babilonia. I Diari astronomici riportano che il re Antioco III partecipò all'Akītu nella primavera del 205 a.C. Dal canto loro, i Babilonesi furono molto interessati alla cultura e alla lingua greca. Berosso, forse identificabile con Bel-re’ushunu ('il dio Bel è il loro pastore'), shatammu dell'Esagila negli anni 258-253, scrisse in greco il suo testo Βαβυλωνιακὰ (Babiloniaka, '[cose] babilonesi') e lo dedicò ad Antioco I, in occasione della sua intronizzazione nel 281. Se è vero che Babiloniaka ha tema e struttura essenzialmente babilonesi, i frammenti rimasti denunciano una reinterpretazione della mitologia babilonese in chiave greca e propongono una introduzione geografica ed etnografica che non ha precedenti nella tradizione locale, ma che è invece molto in sintonia con i gusti della corte seleucide. Per altro verso, le fonti cuneiformi non sembrano essere state fortemente influenzate linguisticamente: prestiti linguistici dal greco sono significativamente relativi alla sola area amministrativa, mentre non ve ne sono affatto di relativi alla sfera del pensiero. Va comunque detto che i documenti cuneiformi dell'epoca non erano più prodotto della cultura babilonese generale, ma solo del polo templare, che produceva essenzialmente testi astronomici e copie di classici babilonesi. La lingua tardo-babilonese era verosimilmente già morta nel periodo achemenide, anche se veniva ancora usata in formule legali e amministrative o nel contesto accademico-scientifico. Alcuni testi legali in cuneiforme non erano che traduzioni da testi in aramaico su pergamena. Quanto ai documenti prodotti da altre etnie, come gli Aramei, gli Ebrei, i Persiani, gli Arabi, i Caldei e gli stessi Greci, non sono sopravvissuti al tempo, a differenza delle tavolette.
Un altro indizio dell'influenza greca su Babilonia è il progressivo diffondersi di antroponimi greci. Nel III secolo, nomi ellenici erano attribuiti dalle autorità seleucidi a figure selezionate delle élite locali. Alla fine del III secolo e all'inizio del II, molti cittadini di Uruk scelsero per sé nomi greci. Di Babilonia sappiamo meno, dato che gli archivi del periodo sono peggio conservati.
L'ellenizzazione della Babilonia accelerò dopo il Trattato di Apamea, stipulato nel 188 tra Antioco III e la Repubblica romana, in una fase in cui i Seleucidi perdevano progressivamente influenza in Asia Minore e nel Mediterraneo orientale. A est dell'Impero seleucide, i Parti pressavano per impossessarsi dell'altopiano iranico. Antioco III e i suoi successori, Seleuco IV e Antioco IV, cercarono di proteggere l'integrità dell'Impero, anche attraverso la fondazione di nuove città. Fu in questo contesto che alcune città babilonesi ricevettero lo status di polis: Uruk sotto Antioco III o Seleuco IV e Babilonia sotto Antioco III o Antioco IV. I Diari astronomici riportano che in quel periodo i decreti reali venivano letti davanti al governatore di Babilonia (pahat Babili, corrispondente all'epistate greco) e all'assemblea dei politai, cioè i cittadini greci o ellenizzati, in un teatro costruito probabilmente all'inizio del II secolo a.C. La trasformazione di Babilonia in polis marginalizzò ulteriormente l'antico polo templare.

## La Babilonia sotto gli Arsacidi

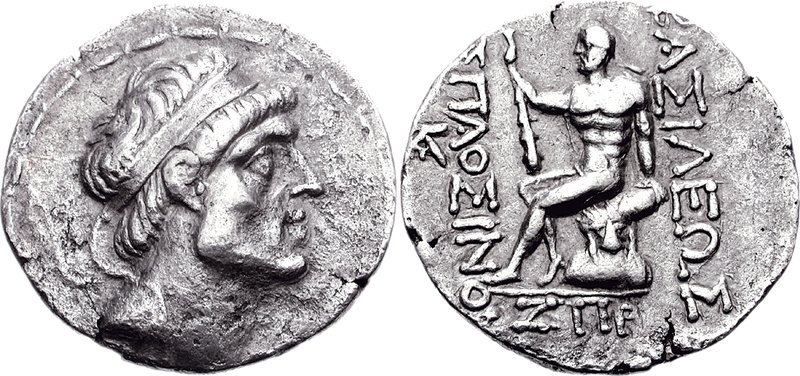
Moneta del persiano Ispaosine: già satrapo seleucide, fondò il Characene, un regno sito nell'antico Paese del Mare.

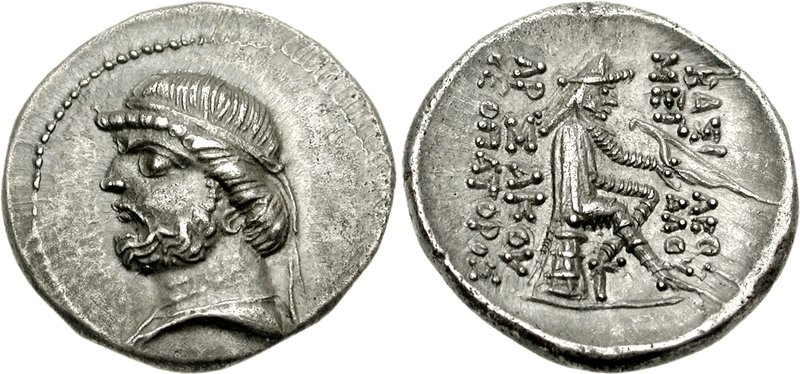
Moneta del re arsacide Fraate II

Dopo la morte di Antioco IV nel 164 a.C., l'Impero seleucide entrò in una fase di declino che durò fino alla sua scomparsa. L'usurpatore Timarco, già compagno di Antioco, si sollevò in Media e governò la Babilonia per circa un anno. Lo storico greco Appiano riporta che il regno di Timarco era così detestato dai Babilonesi che quando il legittimo sovrano Demetrio (161-150) lo sconfisse venne da questi soprannominato Sotér ('salvatore').
Nel 153 a.C., Demetrio dovette confrontarsi con un altro usurpatore, Alessandro I Bala, che si impossessò del trono e che regnò dal 150 al 145. Alessandro fu poi spodestato da Demetrio II (145-138), figlio di Demetrio I.
Nel 141, Demetrio II dovette cedere tutti i territori ad est dell'Eufrate a Mitridate I, re dei Parti e quinto esponente della Dinastia arsacide. I Diari astronomici per quell'anno sono danneggiati, ma sembrano attestare il cambio di regime dai Seleucidi ai Parti.
Nei primi dieci anni di dominio parto, Babilonia si trovò sul fronte militare tra Seleucidi e Parti. Nell'anno 138-137, sempre i Diari astronomici registrano nuove turbolenze nella regione, con l'ingresso in scena di un anonimo sovrano d'Elimaide e di un ex ufficiale di Antioco IV, Ispaosine, il quale aveva messo in piedi un regno indipendente nell'antico Paese del Mare con capitale Charax, posta sul Golfo Persico.
Antioco VII cercò di riconquistare i territori perduti da Demetrio II e si impossessò di Babilonia per un anno (130-129). Nell'autunno del 129, il re parto Fraate II riprese la città. Il dominio seleucide a Babilonia si era concluso per sempre. Nel 128, Ispaosine si spinse fin quasi a Babilonia. Lo shatammu e la kinishtu riconobbero Ispaosine re il 30 maggio 127, ma già nel novembre dello stesso anno i Diari astronomici attestano il nuovo dominio parto di Fraate II.
Ispaosine appare nei Diari astronomici fino alla morte (124), ma anche il re d'Elimaide cercò di competere con gli Arsacidi per il dominio di Babilonia. A partire dal 126, i Diari menzionano anche numerose incursioni arabe a Babilonia e a Borsippa. Alla fine del II secolo a.C., il dominio arsacide sulla Babilonia sembra ormai stabile.
Gli Arsacidi stabilirono la propria capitale imperiale a Ctesifonte, in un'area accanto al centro di Seleucia al Tigri. Ctesifonte divenne una delle città più importanti e grandi del mondo e fu il centro del potere arsacide e sasanide fino alla conquista araba.
Ad eccezione di un testo legale della primavera del 108, proveniente da Uruk, la produzione di scrittura cuneiforme era ormai isolata a Babilonia. Gli ultimi testi amministrativi rimontano agli anni 94 e 92 a.C. e appartengono all'archivio di un certo Rahimesu, mentre i Diari astronomici continuarono a registrare eventi astronomici fino all'anno 60-59.
La conoscenza del greco antico progredì ancora tra i Babilonesi e i re arsacidi, del resto, si proclamavano filelleni. Nel II e nel I secolo a.C., la Babilonia, pur non essendo più governata dai Macedoni, continuò a partecipare alla comunità accademico-scientifica di lingua greca che operava nel Mediterraneo orientale. Si registra, in particolare, il caso di Seleuco di Babilonia, astronomo che sostenne la tesi eliocentrica di Aristarco di Samo.
I testi cuneiformi del I secolo a.C. sono tutti astronomici. L'ultimo testo cuneiforme è datato al 75 d.C. La conoscenza del cuneiforme dev'essersi interrotta in quel periodo. È possibile che trascrizioni di testi babilonesi continuassero in greco e in aramaico, ma essendo su pergamena o papiro non ci sono pervenuti. Fonti classiche attestano che nel II secolo d.C. la città di Babilonia risultava abbandonata. Da quel momento in poi, il ricordo di Babilonia fu perpetuato dalla Bibbia, da Erodoto, da Berosso e da pochi altri. Ancora nel VI secolo d.C., il filosofo neoplatonico Damascio era in grado di citare testualmente la lista degli dèi primevi mesopotamici, raccolti nella prima tavoletta dell'Enūma eliš. Fu poi solo con le scoperte archeologiche moderne e l'interpretazione della scrittura cuneiforme che la memoria di Babilonia risorse tra i contemporanei.